# 1913
Portal Geschichte | Portal Biografien | Aktuelle Ereignisse | Jahreskalender | Tagesartikel

◄ |
19. Jahrhundert |
20. Jahrhundert
| 21. Jahrhundert

◄ |
1880er |
1890er |
1900er |
1910er
| 1920er | 1930er | 1940er | ►

◄◄ |
◄ |
1909 |
1910 |
1911 |
1912 |
1913
| 1914 | 1915 | 1916 | 1917 | ► | ►►
Staatsoberhäupter · Wahlen · Nekrolog · Kunstjahr · Literaturjahr · Musikjahr · Filmjahr  · Sportjahr
| Januar | Januar | Januar | Januar | Januar | Januar | Januar | Januar |
| Kw     | Mo     | Di     | Mi     | Do     | Fr     | Sa     | So     |
| ------ | ------ | ------ | ------ | ------ | ------ | ------ | ------ |
| 1      |        |        | 1      | 2      | 3      | 4      | 5      |
| 2      | 6      | 7      | 8      | 9      | 10     | 11     | 12     |
| 3      | 13     | 14     | 15     | 16     | 17     | 18     | 19     |
| 4      | 20     | 21     | 22     | 23     | 24     | 25     | 26     |
| 5      | 27     | 28     | 29     | 30     | 31     |        |        |

| Februar | Februar | Februar | Februar | Februar | Februar | Februar | Februar |
| Kw      | Mo      | Di      | Mi      | Do      | Fr      | Sa      | So      |
| ------- | ------- | ------- | ------- | ------- | ------- | ------- | ------- |
| 5       |         |         |         |         |         | 1       | 2       |
| 6       | 3       | 4       | 5       | 6       | 7       | 8       | 9       |
| 7       | 10      | 11      | 12      | 13      | 14      | 15      | 16      |
| 8       | 17      | 18      | 19      | 20      | 21      | 22      | 23      |
| 9       | 24      | 25      | 26      | 27      | 28      |         |         |

| März | März | März | März | März | März | März | März |
| Kw   | Mo   | Di   | Mi   | Do   | Fr   | Sa   | So   |
| ---- | ---- | ---- | ---- | ---- | ---- | ---- | ---- |
| 9    |      |      |      |      |      | 1    | 2    |
| 10   | 3    | 4    | 5    | 6    | 7    | 8    | 9    |
| 11   | 10   | 11   | 12   | 13   | 14   | 15   | 16   |
| 12   | 17   | 18   | 19   | 20   | 21   | 22   | 23   |
| 1    | 24   | 25   | 26   | 27   | 28   | 29   | 30   |
| 14   | 31   |      |      |      |      |      |      |

| April | April | April | April | April | April | April | April |
| Kw    | Mo    | Di    | Mi    | Do    | Fr    | Sa    | So    |
| ----- | ----- | ----- | ----- | ----- | ----- | ----- | ----- |
| 14    |       | 1     | 2     | 3     | 4     | 5     | 6     |
| 15    | 7     | 8     | 9     | 10    | 11    | 12    | 13    |
| 16    | 14    | 15    | 16    | 17    | 18    | 19    | 20    |
| 17    | 21    | 22    | 23    | 24    | 25    | 26    | 27    |
| 18    | 28    | 29    | 30    |       |       |       |       |

| Mai | Mai | Mai | Mai | Mai | Mai | Mai | Mai |
| Kw  | Mo  | Di  | Mi  | Do  | Fr  | Sa  | So  |
| --- | --- | --- | --- | --- | --- | --- | --- |
| 18  |     |     |     | 1   | 2   | 3   | 4   |
| 19  | 5   | 6   | 7   | 8   | 9   | 10  | 11  |
| 20  | 12  | 13  | 14  | 15  | 16  | 17  | 18  |
| 21  | 19  | 20  | 21  | 22  | 23  | 24  | 25  |
| 22  | 26  | 27  | 28  | 29  | 30  | 31  |     |

| Juni | Juni | Juni | Juni | Juni | Juni | Juni | Juni |
| Kw   | Mo   | Di   | Mi   | Do   | Fr   | Sa   | So   |
| ---- | ---- | ---- | ---- | ---- | ---- | ---- | ---- |
| 22   |      |      |      |      |      |      | 1    |
| 23   | 2    | 3    | 4    | 5    | 6    | 7    | 8    |
| 24   | 9    | 10   | 11   | 12   | 13   | 14   | 15   |
| 25   | 16   | 17   | 18   | 19   | 20   | 21   | 22   |
| 26   | 23   | 24   | 25   | 26   | 27   | 28   | 29   |
| 27   | 30   |      |      |      |      |      |      |

| Juli | Juli | Juli | Juli | Juli | Juli | Juli | Juli |
| Kw   | Mo   | Di   | Mi   | Do   | Fr   | Sa   | So   |
| ---- | ---- | ---- | ---- | ---- | ---- | ---- | ---- |
| 27   |      | 1    | 2    | 3    | 4    | 5    | 6    |
| 2    | 7    | 8    | 9    | 10   | 11   | 12   | 13   |
| 29   | 14   | 15   | 16   | 17   | 18   | 19   | 20   |
| 30   | 21   | 22   | 23   | 24   | 25   | 26   | 27   |
| 31   | 28   | 29   | 30   | 31   |      |      |      |

| August | August | August | August | August | August | August | August |
| Kw     | Mo     | Di     | Mi     | Do     | Fr     | Sa     | So     |
| ------ | ------ | ------ | ------ | ------ | ------ | ------ | ------ |
| 31     |        |        |        |        | 1      | 2      | 3      |
| 32     | 4      | 5      | 6      | 7      | 8      | 9      | 10     |
| 33     | 11     | 12     | 13     | 14     | 15     | 16     | 17     |
| 34     | 18     | 19     | 20     | 21     | 22     | 23     | 24     |
| 35     | 25     | 26     | 27     | 28     | 29     | 30     | 31     |

| September | September | September | September | September | September | September | September |
| Kw        | Mo        | Di        | Mi        | Do        | Fr        | Sa        | So        |
| --------- | --------- | --------- | --------- | --------- | --------- | --------- | --------- |
| 36        | 1         | 2         | 3         | 4         | 5         | 6         | 7         |
| 37        | 8         | 9         | 10        | 11        | 12        | 13        | 14        |
| 38        | 15        | 16        | 17        | 18        | 19        | 20        | 21        |
| 39        | 22        | 23        | 24        | 25        | 26        | 27        | 28        |
| 40        | 29        | 30        |           |           |           |           |           |

| Oktober | Oktober | Oktober | Oktober | Oktober | Oktober | Oktober | Oktober |
| Kw      | Mo      | Di      | Mi      | Do      | Fr      | Sa      | So      |
| ------- | ------- | ------- | ------- | ------- | ------- | ------- | ------- |
| 40      |         |         | 1       | 2       | 3       | 4       | 5       |
| 41      | 6       | 7       | 8       | 9       | 10      | 11      | 12      |
| 42      | 13      | 14      | 15      | 16      | 17      | 18      | 19      |
| 43      | 20      | 21      | 22      | 23      | 24      | 25      | 26      |
| 44      | 27      | 28      | 29      | 30      | 31      |         |         |

| November | November | November | November | November | November | November | November |
| Kw       | Mo       | Di       | Mi       | Do       | Fr       | Sa       | So       |
| -------- | -------- | -------- | -------- | -------- | -------- | -------- | -------- |
| 44       |          |          |          |          |          | 1        | 2        |
| 45       | 3        | 4        | 5        | 6        | 7        | 8        | 9        |
| 46       | 10       | 11       | 12       | 13       | 14       | 15       | 16       |
| 47       | 17       | 18       | 19       | 20       | 21       | 22       | 23       |
| 48       | 24       | 25       | 26       | 27       | 28       | 29       | 30       |

| Dezember | Dezember | Dezember | Dezember | Dezember | Dezember | Dezember | Dezember |
| Kw       | Mo       | Di       | Mi       | Do       | Fr       | Sa       | So       |
| -------- | -------- | -------- | -------- | -------- | -------- | -------- | -------- |
| 49       | 1        | 2        | 3        | 4        | 5        | 6        | 7        |
| 50       | 8        | 9        | 10       | 11       | 12       | 13       | 14       |
| 51       | 15       | 16       | 17       | 18       | 19       | 20       | 21       |
| 52       | 22       | 23       | 24       | 25       | 26       | 27       | 28       |
| 1        | 29       | 30       | 31       |          |          |          |          |

| Januar | Januar | Januar | Januar | Januar | Januar | Januar | Januar |
| Kw     | Mo     | Di     | Mi     | Do     | Fr     | Sa     | So     |
| ------ | ------ | ------ | ------ | ------ | ------ | ------ | ------ |
| 1      |        |        | 1      | 2      | 3      | 4      | 5      |
| 2      | 6      | 7      | 8      | 9      | 10     | 11     | 12     |
| 3      | 13     | 14     | 15     | 16     | 17     | 18     | 19     |
| 4      | 20     | 21     | 22     | 23     | 24     | 25     | 26     |
| 5      | 27     | 28     | 29     | 30     | 31     |        |        |

| Februar | Februar | Februar | Februar | Februar | Februar | Februar | Februar |
| Kw      | Mo      | Di      | Mi      | Do      | Fr      | Sa      | So      |
| ------- | ------- | ------- | ------- | ------- | ------- | ------- | ------- |
| 5       |         |         |         |         |         | 1       | 2       |
| 6       | 3       | 4       | 5       | 6       | 7       | 8       | 9       |
| 7       | 10      | 11      | 12      | 13      | 14      | 15      | 16      |
| 8       | 17      | 18      | 19      | 20      | 21      | 22      | 23      |
| 9       | 24      | 25      | 26      | 27      | 28      |         |         |

| März | März | März | März | März | März | März | März |
| Kw   | Mo   | Di   | Mi   | Do   | Fr   | Sa   | So   |
| ---- | ---- | ---- | ---- | ---- | ---- | ---- | ---- |
| 9    |      |      |      |      |      | 1    | 2    |
| 10   | 3    | 4    | 5    | 6    | 7    | 8    | 9    |
| 11   | 10   | 11   | 12   | 13   | 14   | 15   | 16   |
| 12   | 17   | 18   | 19   | 20   | 21   | 22   | 23   |
| 1    | 24   | 25   | 26   | 27   | 28   | 29   | 30   |
| 14   | 31   |      |      |      |      |      |      |

| April | April | April | April | April | April | April | April |
| Kw    | Mo    | Di    | Mi    | Do    | Fr    | Sa    | So    |
| ----- | ----- | ----- | ----- | ----- | ----- | ----- | ----- |
| 14    |       | 1     | 2     | 3     | 4     | 5     | 6     |
| 15    | 7     | 8     | 9     | 10    | 11    | 12    | 13    |
| 16    | 14    | 15    | 16    | 17    | 18    | 19    | 20    |
| 17    | 21    | 22    | 23    | 24    | 25    | 26    | 27    |
| 18    | 28    | 29    | 30    |       |       |       |       |

| Mai | Mai | Mai | Mai | Mai | Mai | Mai | Mai |
| Kw  | Mo  | Di  | Mi  | Do  | Fr  | Sa  | So  |
| --- | --- | --- | --- | --- | --- | --- | --- |
| 18  |     |     |     | 1   | 2   | 3   | 4   |
| 19  | 5   | 6   | 7   | 8   | 9   | 10  | 11  |
| 20  | 12  | 13  | 14  | 15  | 16  | 17  | 18  |
| 21  | 19  | 20  | 21  | 22  | 23  | 24  | 25  |
| 22  | 26  | 27  | 28  | 29  | 30  | 31  |     |

| Juni | Juni | Juni | Juni | Juni | Juni | Juni | Juni |
| Kw   | Mo   | Di   | Mi   | Do   | Fr   | Sa   | So   |
| ---- | ---- | ---- | ---- | ---- | ---- | ---- | ---- |
| 22   |      |      |      |      |      |      | 1    |
| 23   | 2    | 3    | 4    | 5    | 6    | 7    | 8    |
| 24   | 9    | 10   | 11   | 12   | 13   | 14   | 15   |
| 25   | 16   | 17   | 18   | 19   | 20   | 21   | 22   |
| 26   | 23   | 24   | 25   | 26   | 27   | 28   | 29   |
| 27   | 30   |      |      |      |      |      |      |

| Juli | Juli | Juli | Juli | Juli | Juli | Juli | Juli |
| Kw   | Mo   | Di   | Mi   | Do   | Fr   | Sa   | So   |
| ---- | ---- | ---- | ---- | ---- | ---- | ---- | ---- |
| 27   |      | 1    | 2    | 3    | 4    | 5    | 6    |
| 2    | 7    | 8    | 9    | 10   | 11   | 12   | 13   |
| 29   | 14   | 15   | 16   | 17   | 18   | 19   | 20   |
| 30   | 21   | 22   | 23   | 24   | 25   | 26   | 27   |
| 31   | 28   | 29   | 30   | 31   |      |      |      |

| August | August | August | August | August | August | August | August |
| Kw     | Mo     | Di     | Mi     | Do     | Fr     | Sa     | So     |
| ------ | ------ | ------ | ------ | ------ | ------ | ------ | ------ |
| 31     |        |        |        |        | 1      | 2      | 3      |
| 32     | 4      | 5      | 6      | 7      | 8      | 9      | 10     |
| 33     | 11     | 12     | 13     | 14     | 15     | 16     | 17     |
| 34     | 18     | 19     | 20     | 21     | 22     | 23     | 24     |
| 35     | 25     | 26     | 27     | 28     | 29     | 30     | 31     |

| September | September | September | September | September | September | September | September |
| Kw        | Mo        | Di        | Mi        | Do        | Fr        | Sa        | So        |
| --------- | --------- | --------- | --------- | --------- | --------- | --------- | --------- |
| 36        | 1         | 2         | 3         | 4         | 5         | 6         | 7         |
| 37        | 8         | 9         | 10        | 11        | 12        | 13        | 14        |
| 38        | 15        | 16        | 17        | 18        | 19        | 20        | 21        |
| 39        | 22        | 23        | 24        | 25        | 26        | 27        | 28        |
| 40        | 29        | 30        |           |           |           |           |           |

| Oktober | Oktober | Oktober | Oktober | Oktober | Oktober | Oktober | Oktober |
| Kw      | Mo      | Di      | Mi      | Do      | Fr      | Sa      | So      |
| ------- | ------- | ------- | ------- | ------- | ------- | ------- | ------- |
| 40      |         |         | 1       | 2       | 3       | 4       | 5       |
| 41      | 6       | 7       | 8       | 9       | 10      | 11      | 12      |
| 42      | 13      | 14      | 15      | 16      | 17      | 18      | 19      |
| 43      | 20      | 21      | 22      | 23      | 24      | 25      | 26      |
| 44      | 27      | 28      | 29      | 30      | 31      |         |         |

| November | November | November | November | November | November | November | November |
| Kw       | Mo       | Di       | Mi       | Do       | Fr       | Sa       | So       |
| -------- | -------- | -------- | -------- | -------- | -------- | -------- | -------- |
| 44       |          |          |          |          |          | 1        | 2        |
| 45       | 3        | 4        | 5        | 6        | 7        | 8        | 9        |
| 46       | 10       | 11       | 12       | 13       | 14       | 15       | 16       |
| 47       | 17       | 18       | 19       | 20       | 21       | 22       | 23       |
| 48       | 24       | 25       | 26       | 27       | 28       | 29       | 30       |

| Dezember | Dezember | Dezember | Dezember | Dezember | Dezember | Dezember | Dezember |
| Kw       | Mo       | Di       | Mi       | Do       | Fr       | Sa       | So       |
| -------- | -------- | -------- | -------- | -------- | -------- | -------- | -------- |
| 49       | 1        | 2        | 3        | 4        | 5        | 6        | 7        |
| 50       | 8        | 9        | 10       | 11       | 12       | 13       | 14       |
| 51       | 15       | 16       | 17       | 18       | 19       | 20       | 21       |
| 52       | 22       | 23       | 24       | 25       | 26       | 27       | 28       |
| 1        | 29       | 30       | 31       |          |          |          |          |

Das Jahr 1913 bringt weitere Krisen und Kriege auf dem Balkan. Nach dreimonatigem Waffenstillstand flackern die Kämpfe im Ersten Balkankrieg zwischen mehreren Balkanstaaten und dem Osmanischen Reich wieder auf. Der Krieg endet schließlich auf Vermittlung Großbritanniens, Frankreichs, Deutschlands, Russlands, Österreich-Ungarns und Italiens endgültig mit dem Londoner Vertrag. Das Osmanische Reich muss umfangreiche Gebietsverluste in Europa akzeptieren.
Wenige Wochen später beginnt der Zweite Balkankrieg zwischen den Siegern um die Aufteilung der Beute. Bulgarien, dem es im ersten Krieg gelungen ist, die als uneinnehmbar geltende Stadt Adrianopel zu erobern, greift in Überschätzung der eigenen Stärke die früheren Verbündeten Serbien und Griechenland an, sieht sich aber bald auch mit Rumänien als Gegner konfrontiert, das innerhalb weniger Tage bis in die Vororte von Sofia vordringt. Und auch das Osmanische Reich nutzt die Gelegenheit, kürzlich verlorene Gebiete inklusive Adrianopel zurückzugewinnen. Im Frieden von Bukarest muss Bulgarien praktisch alle gewonnenen Gebiete wieder abgeben, obwohl es im Vertrag von Konstantinopel mit russischer Unterstützung zumindest Zugang zur Ägäis erhält, was einen schwelenden Konflikt mit Griechenland hervorruft.
Österreich-Ungarn erlebt eine Krise in den Ländern der böhmischen Krone um den von der tschechischen Mehrheit geforderten Österreichisch-Tschechischen Ausgleich und den Spionageskandal um Oberst Alfred Redl, der noch schwere militärische Folgen haben wird.

## Ereignisse

### Politik und Weltgeschehen

#### Balkankriege
- 23. Januar: Im Osmanischen Reich übernehmen die Jungtürken durch einen Putsch die Macht. Sie unterbrechen eine Sitzung der Hohen Pforte, erschießen den Kriegsminister Nazım Pascha und setzen den Großwesir Kıbrıslı Kâmil Pascha ab. Mahmud Şevket Pascha wird vom Sultan zum neuen Großwesir, Außen- und Kriegsminister ernannt.
- 02. Februar: Nach einem knapp dreimonatigen Waffenstillstand beginnen im Ersten Balkankrieg neuerlich Kampfhandlungen zwischen Bulgarien und dem Osmanischen Reich.

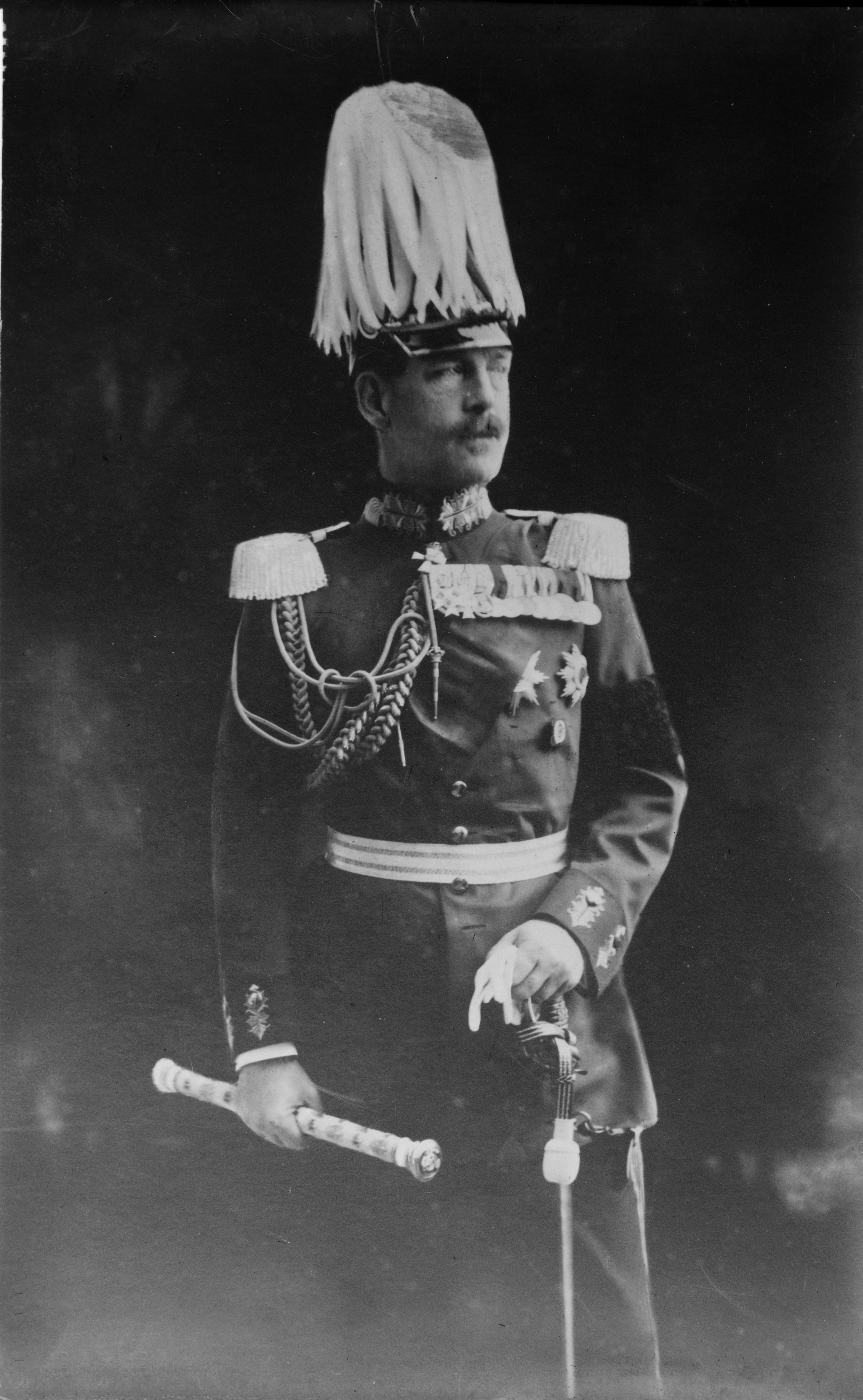
Konstantin I. von Griechenland

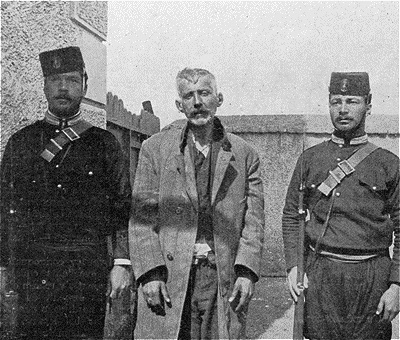
Alexander Schinas nach seiner Verhaftung

- 18. März: Georg I., König von Griechenland, wird von Alexander Schinas in Thessaloniki ermordet. Nachfolger wird sein Sohn Konstantin I. Der Attentäter wird für unzurechnungsfähig erklärt und stirbt nach Folterungen durch die Polizei.

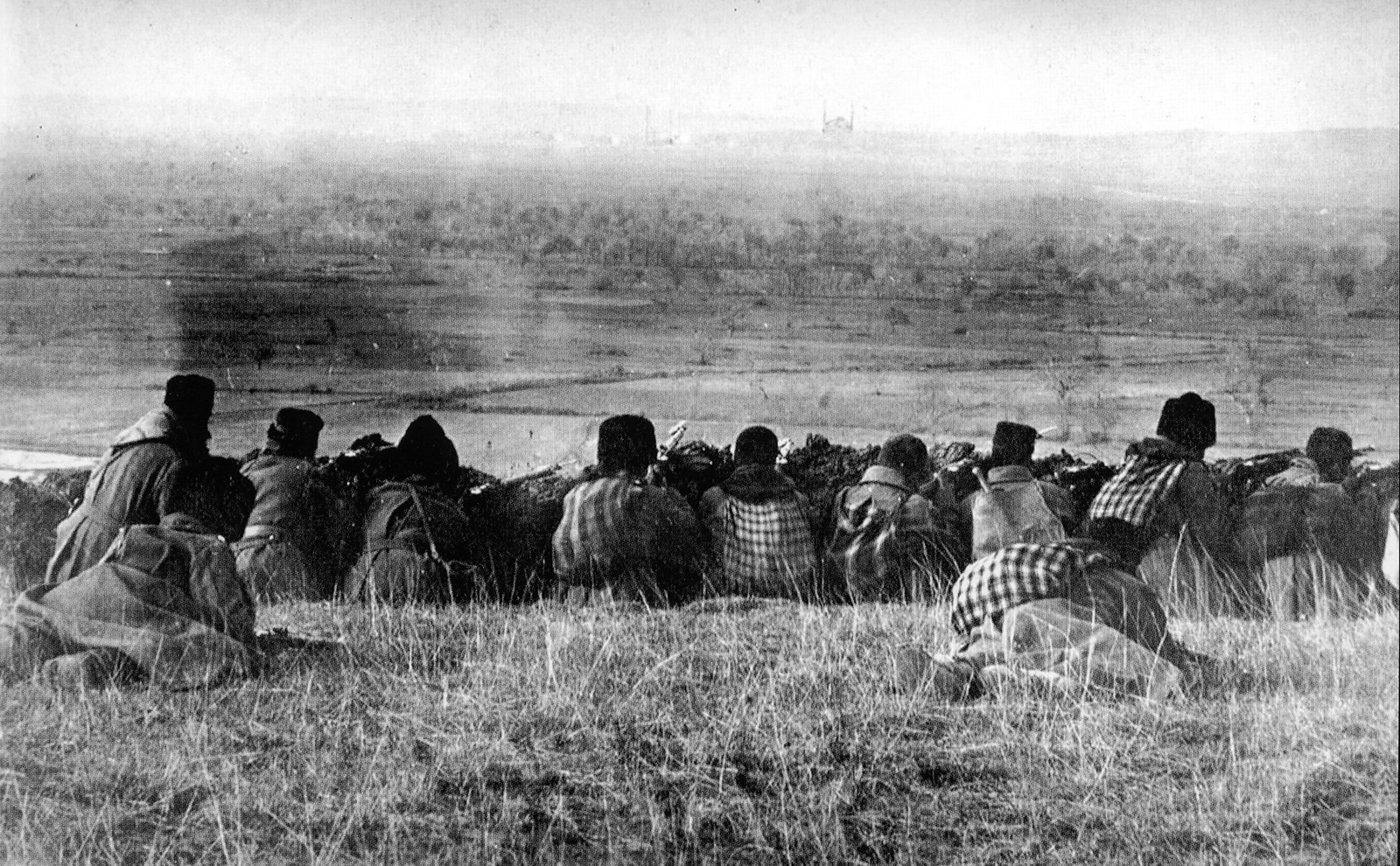
Bulgarische Truppen während der Belagerung Adrianopels

- 26. März: Bulgarische Truppen erobern nach viermonatiger Belagerung die als uneinnehmbar geltende Stadt Adrianopel, nachdem ihnen zwei serbische Divisionen zu Hilfe gekommen sind. Bei der Belagerung sind zum ersten Mal in der Geschichte Flugzeuge zur strategischen Bombardierung eingesetzt worden.
- 19. Mai: Serbien und Griechenland schließen ein gegen Bulgarien gerichtetes Verteidigungsbündnis.
- 30. Mai: Nachdem die Osmanen bereits am 1. Mai einen Waffenstillstand erreicht haben, endet der Erste Balkankrieg auf Vermittlung Großbritanniens, Frankreichs, Deutschlands, Russlands, Österreich-Ungarns und Italiens mit dem Londoner Vertrag. Vertragsschließende Staaten sind Serbien, Griechenland, Bulgarien und Montenegro auf der einen Seite und deren Kriegsgegner das Osmanische Reich auf der anderen Seite. Die Osmanen verzichten auf alle europäischen Gebiete westlich der Linie zwischen Midia am Schwarzen Meer und Enez an der Ägäisküste, die Insel Kreta vereinigt sich offiziell mit Griechenland. Die Unabhängigkeit Albaniens wird von den europäischen Mächten anerkannt und die ungefähren Grenzen des neuen Fürstentums festgelegt. Dabei können Russland und Italien als Verbündete Serbiens durchsetzen, dass ein großer Teil des albanischen Siedlungsgebietes dem serbischen Staat zugeschlagen wird, darunter der Kosovo. Für die Region Epirus kann jedoch keine Lösung gefunden werden, sie bleibt unter griechischer Besatzung und wird vom ehemaligen griechischen Außenminister Georgios Christakis-Zografos verwaltet, der als Generalgouverneur für Nordepirus bis Ende des Jahres im Amt bleibt.

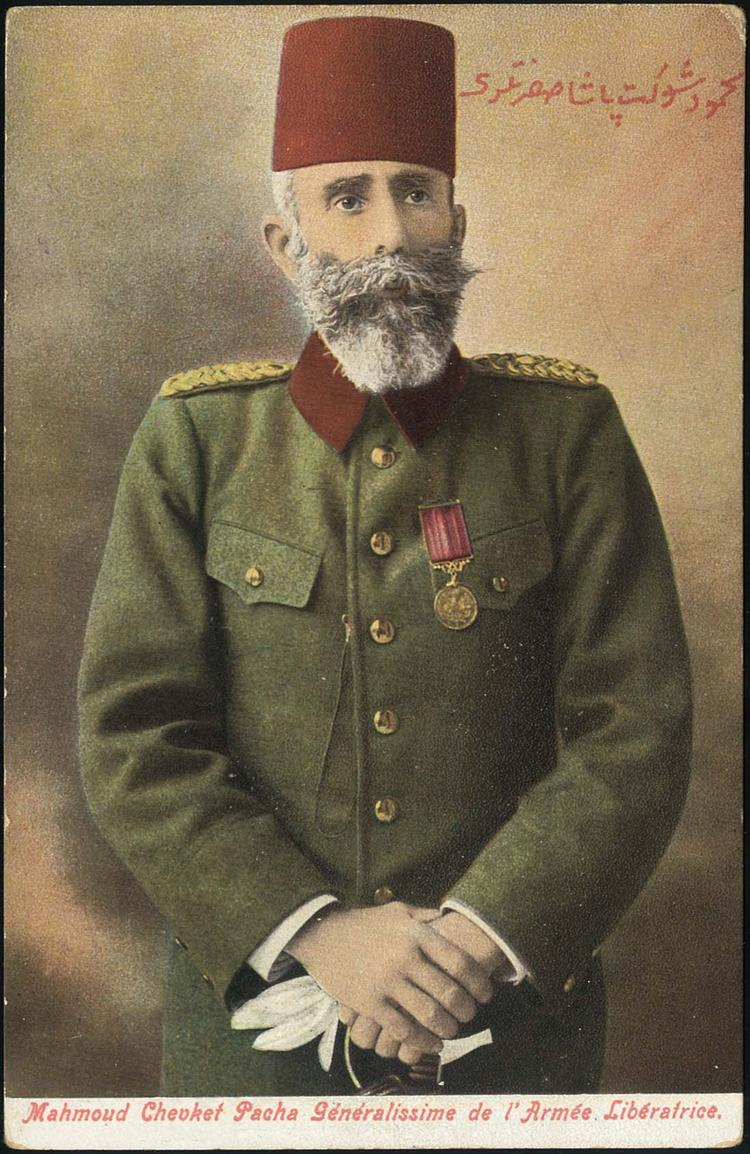
Mahmud Şevket Pascha

- 11. Juni: Trotz umfangreicher Sicherheitsmaßnahmen wird der osmanische Großwesir Mahmud Şevket Pascha bei einem Attentat ermordet. Ein informelles Triumvirat bestehend aus Enver Pascha, Cemal Pascha und Talât Pascha übernimmt die Macht im Reich.
- 29. Juni: Mit einer gleichzeitigen Offensive Bulgariens gegen Griechenland und Serbien beginnt der Zweite Balkankrieg. Die Verteidiger, die auf den Angriff vorbereitet sind, können die bulgarischen Einheiten zurückschlagen.
- 08. Juli: Serbien und Griechenland erklären Bulgarien den Krieg.
- 09. Juli: Rumänien erklärt Bulgarien den Krieg. Innerhalb weniger Tage erreicht die Armata Română ohne nennenswerten Widerstand die Vororte von Sofia.
- 11. Juli: Das Osmanische Reich erklärt Bulgarien den Krieg und kann in den nächsten Tagen Teile der im Ersten Balkankrieg verlorenen Gebiete wieder zurückgewinnen. Am 21. Juli wird Adrianopel zurückerobert.
- 25. Juli bis 31. Juli: Die serbische Armee scheitert bei der Belagerung der bulgarischen Stadt Widin.

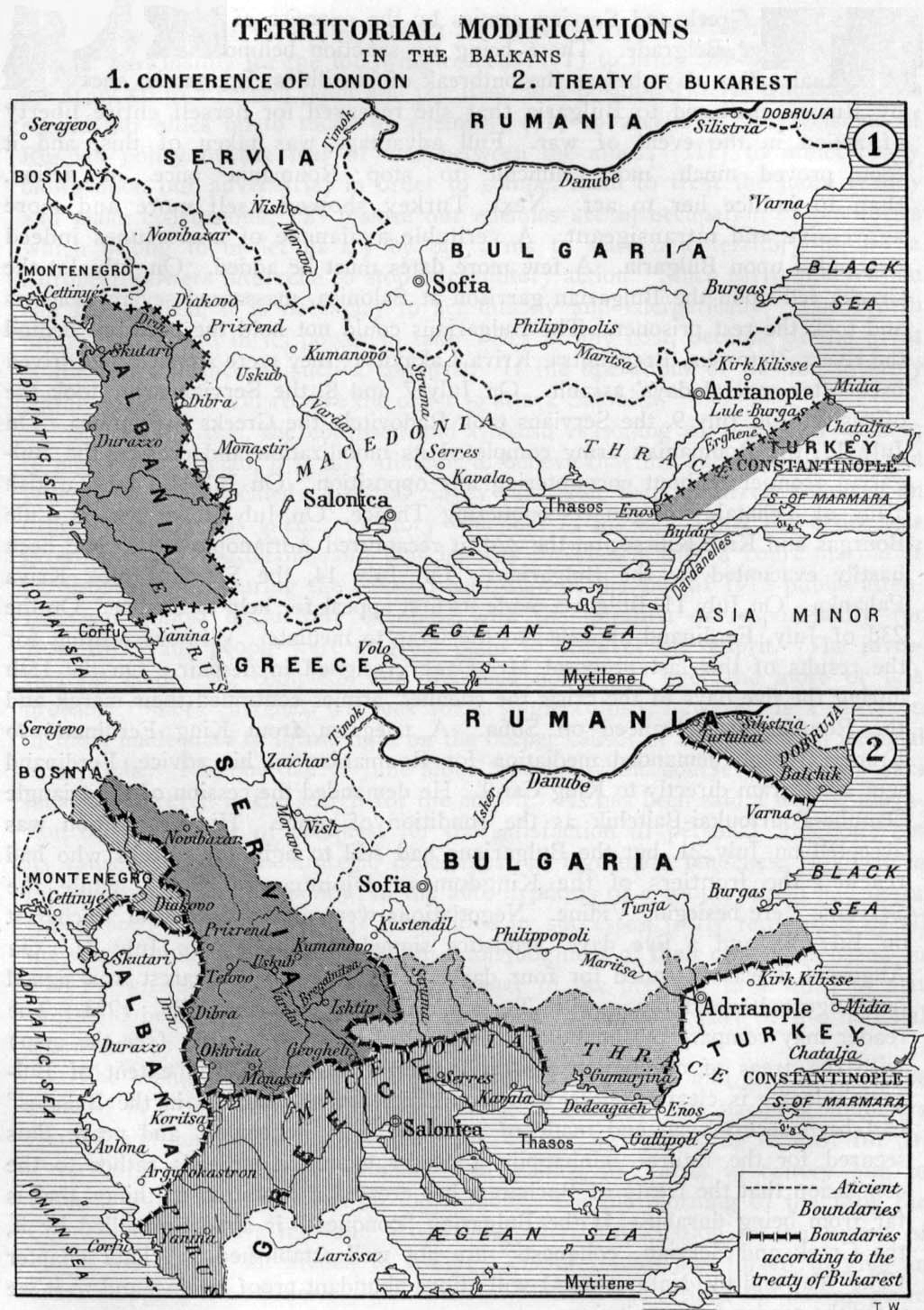
Grenzen Bulgariens nach der Konferenz von London und dem Friedensvertrag von Bukarest

- 10. August: Der Friede von Bukarest besiegelt die Niederlage Bulgariens im Zweiten Balkankrieg. Der größte Teil der Region Makedonien, das sogenannte Ägäis-Makedonien, fällt an Griechenland, Serbien erhält das sogenannte Vardar-Mazedonien, der Süden der Dobrudscha geht an Rumänien und Ostthrakien mit Adrianopel zurück an das Osmanische Reich.
- 31. August/1. September: Die Republik Westthrakien wird ausgerufen.
- 29. September: Bulgarien und das Osmanische Reich schließen den Vertrag von Konstantinopel, den letzten der Bulgarischen Friedensverträge, in dem das Osmanische Reich die Oberhoheit Bulgariens über Westthrakien und damit dessen Ägäiszugang anerkennt.
- September: Der von den Bulgarischen Makedonien-Adrianopeler Revolutionären Komitees gemeinsam mit albanischen Revolutionären organisierte Ohrid-Debar-Aufstand gegen die serbischen Besatzer wird nach zwei Wochen von serbischen Einheiten niedergeschlagen.
- 19. Oktober: Bulgarische Truppen marschieren mit osmanischer Unterstützung in Westthrakien ein und beseitigen bis zum 29. Oktober die Republik.
- Dezember: Liman-von-Sanders-Krise

#### Deutsches Reich/Österreich-Ungarn/Italien

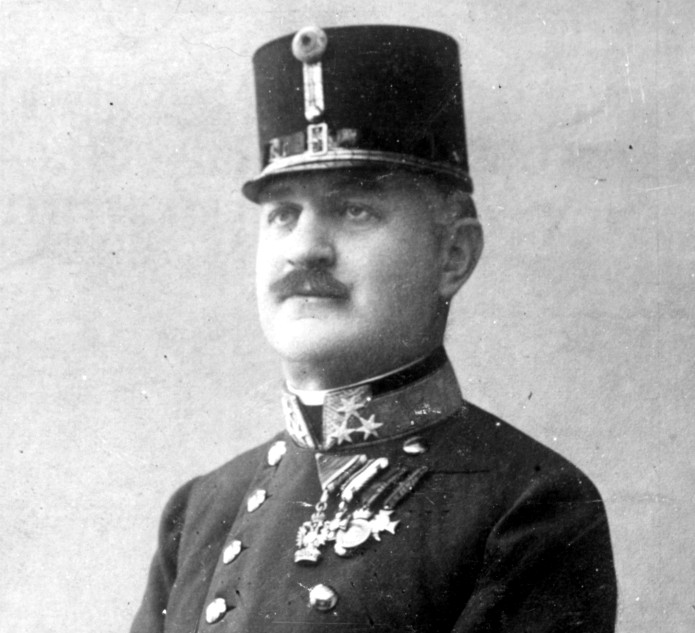
Alfred Redl

- 11. Januar: Gottlieb von Jagow wird von Kaiser Wilhelm II. als Nachfolger des verstorbenen Alfred von Kiderlen-Waechter als deutscher Außenminister eingesetzt.
- 18. April: Karl Liebknecht macht im Reichstag geheime Informationen öffentlich, die zum Kornwalzer-Skandal führen.
- 25. Mai: Nach seiner Enttarnung als Spion für Russland erschießt sich der österreichische Generalstabsoffizier Alfred Redl.
- 30. Juni: Der deutsche Reichstag verabschiedet eine Wehrvorlage, die eine stufenweise Aufstockung des Heeres vorsieht.
- 26. Juli: Der aufgrund der Konfrontation zwischen Deutschsprachigen und Tschechen gelähmte böhmische Landtag wird durch kaiserliches Patent aufgelöst, der letzte Oberstlandesmarschall Ferdinand von Lobkowitz seines Amtes enthoben. Statt des bisherigen Landesausschusses wird eine vom Kaiser berufene Landesverwaltungskommission für Böhmen eingesetzt, die aus fünf tschechischen und drei deutschen Mitgliedern unter dem Vorsitz von Adalbert Graf Schönborn besteht.
- 29. Juli: In Österreich-Ungarn wird die Slowakische Volkspartei unter Leitung von Andrej Hlinka gegründet.
- 26. Oktober und 2. November: Im Königreich Italien werden zum ersten Mal Wahlen mit „Allgemeinem Wahlrecht“ ('suffragio universale') durchgeführt. Das am 25. Mai 1912 eingeführte Wahlgesetz gibt allen Männern über 21 Jahren, die lesen und schreiben können, und allen männlichen Analphabeten über 30 Jahren das Wahlrecht, das sind insgesamt 27 % der Bevölkerung.
- 01. November: Marinekonvention zwischen dem Deutschen Reich, Österreich-Ungarn und Italien. (Einheitliche Verwendung der Seestreitkräfte im Mittelmeer.)
- 05. November: Ludwig III. wird nach einer Verfassungsänderung zum König von Bayern ausgerufen. Das Land hat vorübergehend zwei Könige, denn sein geisteskranker Vorgänger Otto I. von Bayern bleibt ebenfalls nominell bis zu seinem Tod Herrscher.

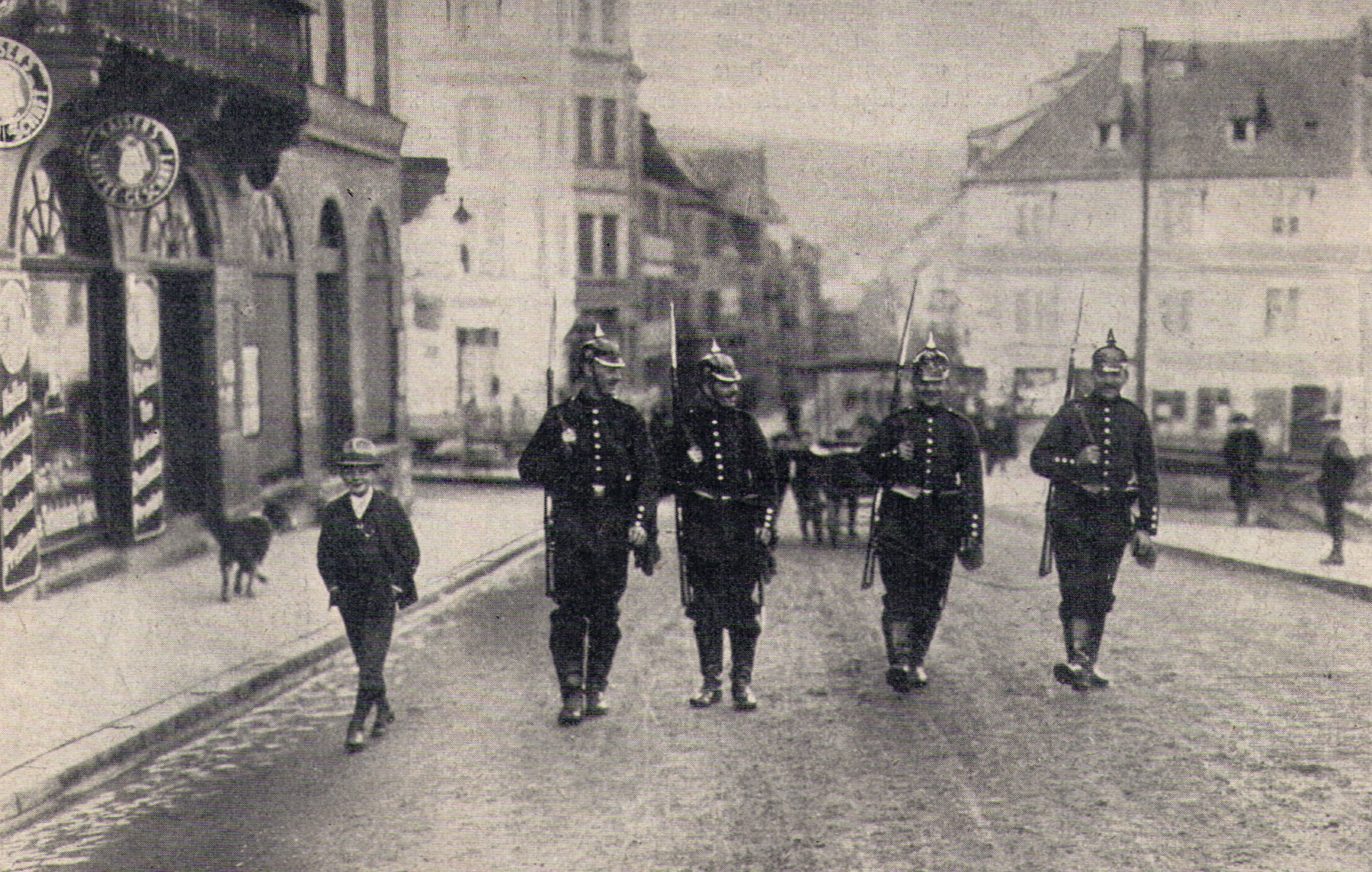
Militärpatrouille in den Straßen von Zabern Anfang Dezember 1913

- 06. November: Zabern-Affäre: Nach dem Bekanntwerden diskriminierender Äußerungen deutscher Offiziere gegenüber der Bevölkerung in der elsässischen Garnisonsstadt Zabern kommt es zu öffentlichen Protesten.

#### Frankreich

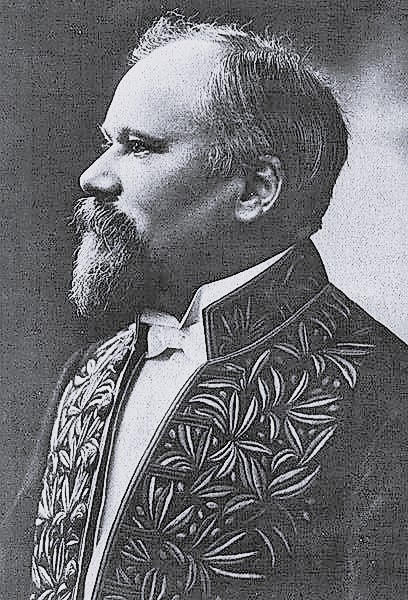
Raymond Poincaré

- 17. Januar: Raymond Poincaré wird gestützt auf ein Mitte-rechts-Bündnis zum französischen Präsidenten gewählt. Er tritt das Amt am 18. Februar an, nachdem er am 21. Januar das Amt des Ministerpräsidenten zurückgelegt hat, das von Aristide Briand interimistisch übernommen wird.
- 22. März: Louis Barthou wird neuer französischer Ministerpräsident.
- 07. August: Die Wehrpflicht in Frankreich wird auf drei Jahre verlängert.
- 09. Dezember: Der Radikalsozialist Gaston Doumergue wird neuer Ministerpräsident.

#### Weitere Ereignisse in Europa
- 01. Januar: Der Freisinnige Eduard Müller wird zum dritten Mal Bundespräsident der Schweiz.

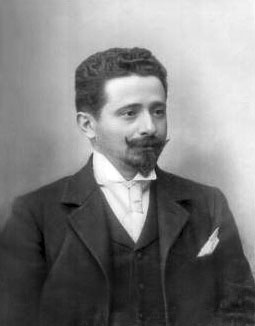
Afonso Costa

- 09. Januar: Die Regierung Duarte Leite Pereira da Silva in Portugal tritt nach nur etwas über einem halben Jahr im Amt zurück. Afonso Augusto da Costa wird erstmals Ministerpräsident. In seiner einjährigen Regierungszeit gelingt ihm trotz einer Streikwelle im Juni für kurze Zeit eine Stabilisierung der politisch und finanziell chronisch instabilen Ersten Republik. Am 16. November gewinnt er mit der Demokratischen Partei auch die Parlamentswahlen.
- 03. April: Die Suffragette Emmeline Pankhurst wird wegen eines Bombenanschlags auf das Landhaus des britischen Schatzkanzlers David Lloyd George zu drei Jahren Haft verurteilt.

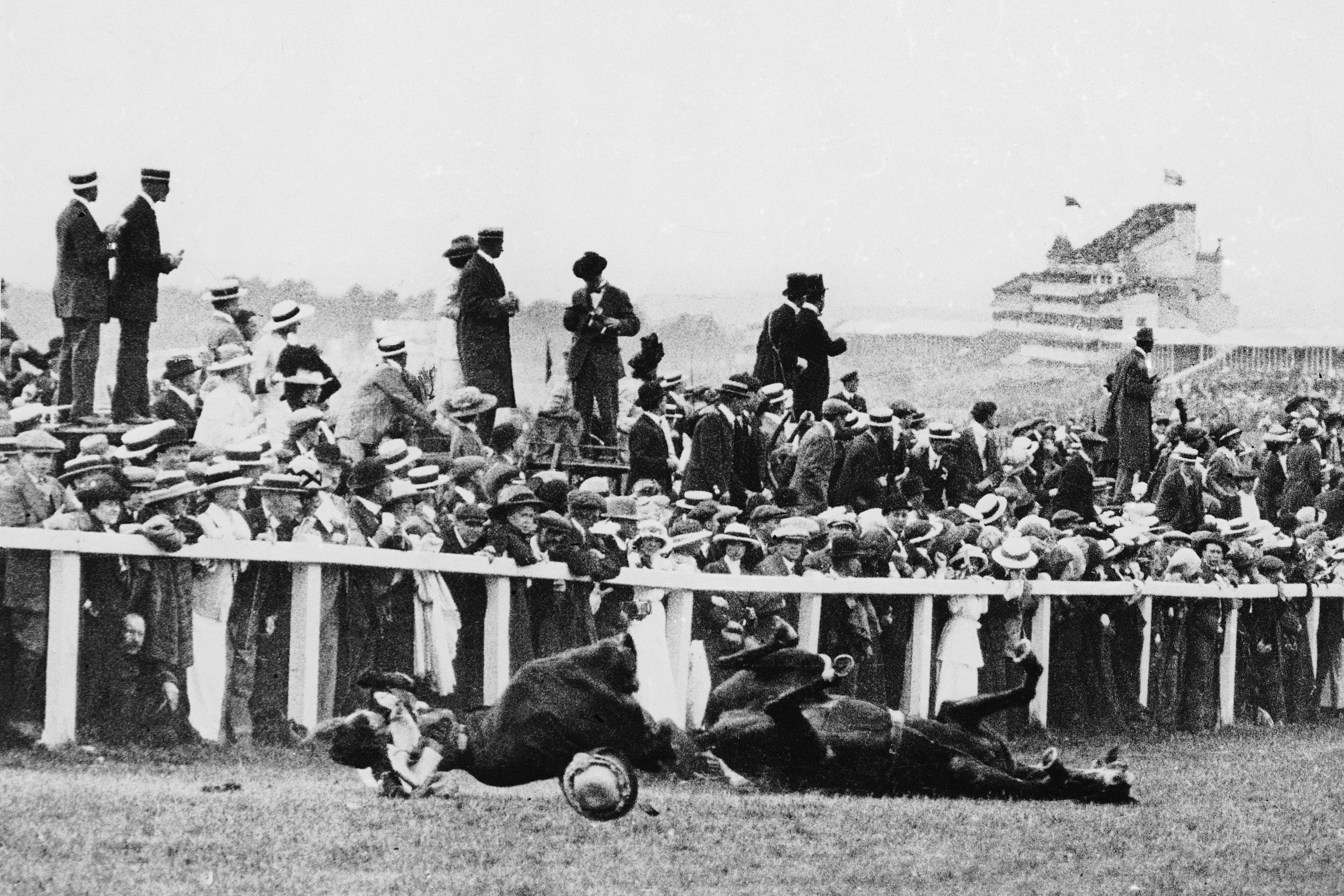
Davison beim Zusammenstoß mit dem Rennpferd des Königs

- 04. Juni: Beim Galopprennen in Epsom läuft die englische Suffragette Emily Davison auf die Rennbahn, vermutlich um für das Frauenwahlrecht zu demonstrieren. Sie stößt mit dem Pferd König George V. zusammen und erleidet dabei so schwere Kopfverletzungen, dass sie vier Tage später daran stirbt.
- 11. Juni: Norwegen führt als erster souveräner Staat Europas das Frauenwahlrecht ein.
- 28. August: In Den Haag wird der von Andrew Carnegie geförderte Friedenspalast feierlich eröffnet, in dem heute der Internationale Gerichtshof seinen Sitz hat.
- ab Juli/August: Dublin Lockout

#### Vereinigte Staaten von Amerika
- 03. Februar: Der 16. Zusatzartikel zur Verfassung der Vereinigten Staaten, der die Erhebung von Einkommensteuern in der heutigen Form gestattet, wird ratifiziert.

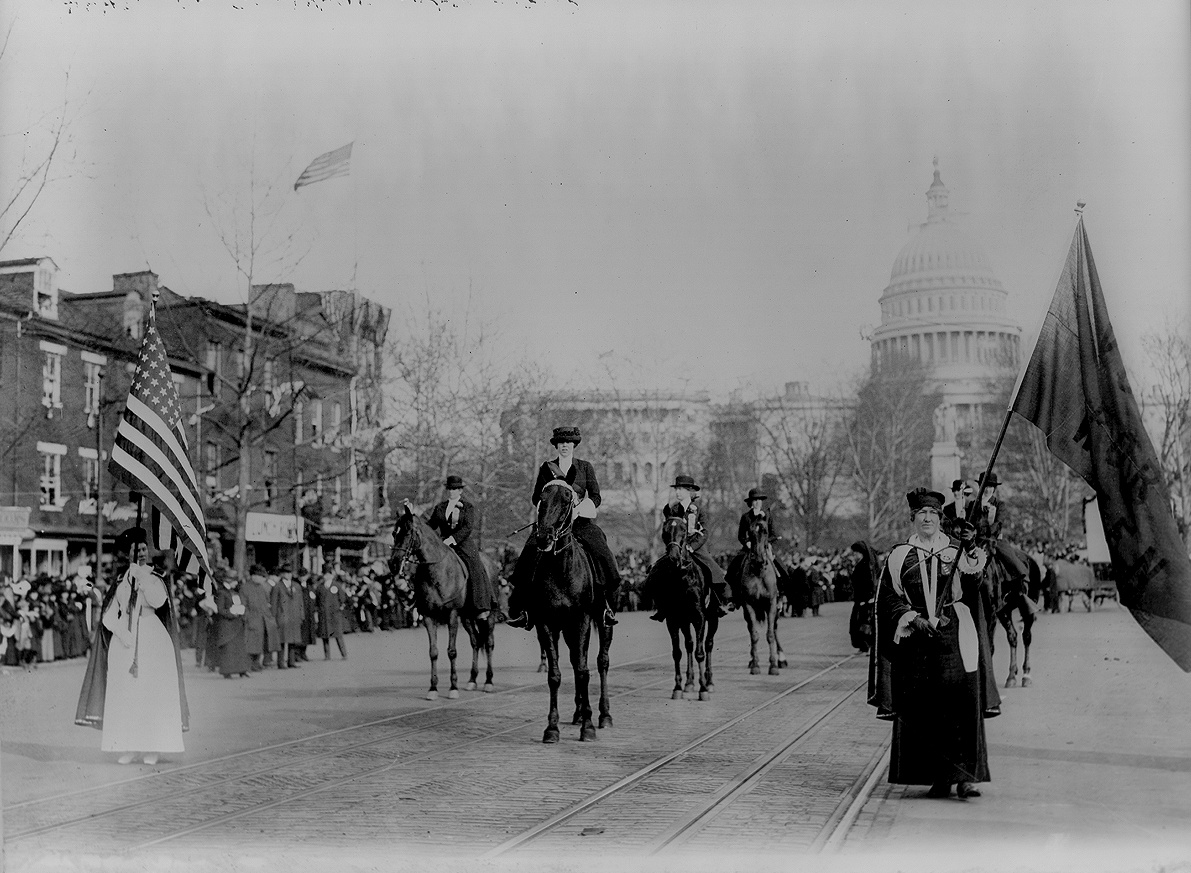
Suffragettenparade in Washington D.C.

- 03. März: Die unter anderem von Alice Paul, Lucy Burns und Inez Milholland organisierte erste nationale Suffragettenparade für das Frauenwahlrecht in Washington wird von einem wütenden Mob angegriffen. Viele Frauen der National Woman’s Party werden unter den Augen der untätigen Polizei verletzt. Der Zwischenfall beschert der Bewegung erstmals die Aufmerksamkeit der nationalen Presse.

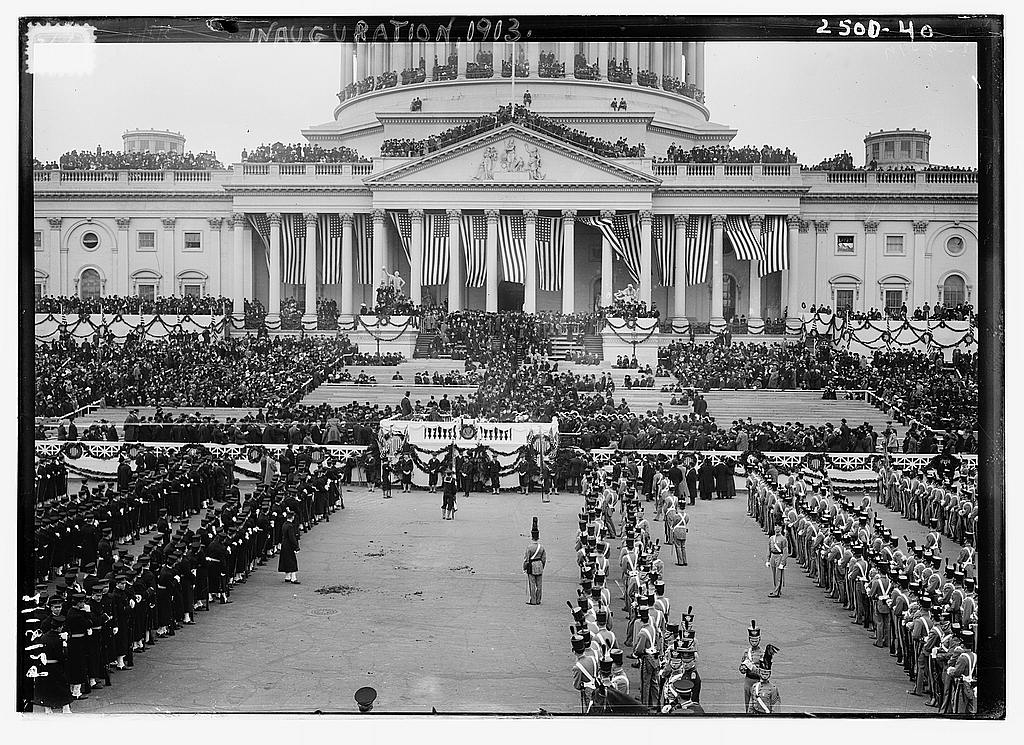
Woodrow Wilsons Inauguration

- 04. März: Der bisherige Gouverneur von New Jersey, Woodrow Wilson, wird als 28. US-Präsident in sein Amt eingeführt. Der erste Demokrat in diesem Amt seit Grover Cleveland löst den Republikaner William Howard Taft ab. Dem am folgenden Tag angelobten Kabinett Wilson gehören unter anderem Thomas Riley Marshall als Vizepräsident, William Jennings Bryan als Außenminister und Lindley Miller Garrison als Kriegsminister an.
- Woodrow Wilson ist der erste Präsident der Vereinigten Staaten seit George Washington, der die State of the Union Address wieder persönlich hält.
- 08. April: Der 17. Zusatzartikel zur Verfassung der Vereinigten Staaten zur Direktwahl der Senatoren wird ratifiziert.
- 23. Dezember: Mit der Unterschrift des Präsidenten tritt der Federal Reserve Act in Kraft, mit dem das Federal Reserve System gegründet wird.

#### Mexiko

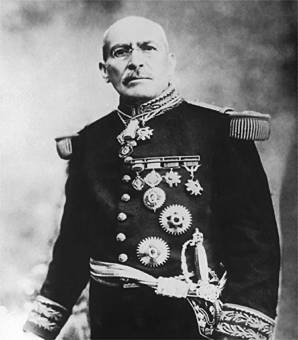
Victoriano Huerta

- 18. Februar: In Mexiko stürzt General Victoriano Huerta (unter anderem mit Hilfe des US-amerikanischen Botschafters Henry Lane Wilson) das Regime von Francisco Madero. Dieser wird am 22. Februar, während er auf seinen Prozess wartet, „auf der Flucht erschossen“. Damit geht die erste Phase der Mexikanischen Revolution zu Ende. Dem de facto diktatorisch regierenden neuen Präsidenten stellt sich eine Koalition nahezu aller revolutionären Kräfte entgegen. Deren politischer Anführer ist Venustiano Carranza, der Gouverneur von Coahuila, der Huerta das Recht auf die Präsidentschaft abspricht und das Volk zu den Waffen ruft.

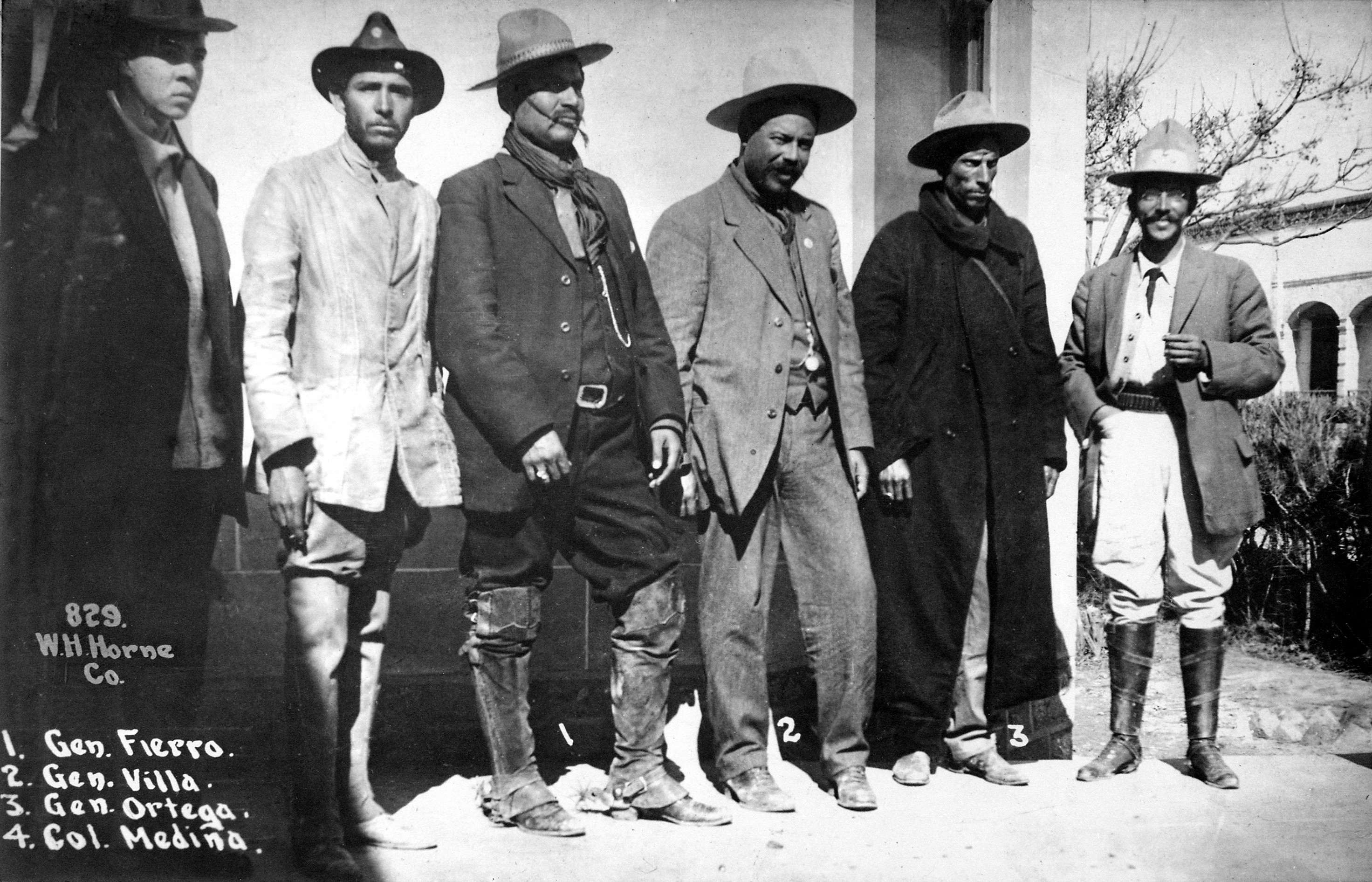
Pancho Villa (3. v. r.) 1913

- 06. März: Der Revolutionsführer Pancho Villa kehrt aus dem Exil nach Mexiko zurück und beginnt im Bundesstaat Chihuahua einen Guerillakrieg gegen General Huertes. Bei den zahlreichen anderen Revolutionsführern stößt er anfänglich auf Skepsis. Seine raschen militärischen Erfolge, vor allem jedoch seine „Akte sozialer Gerechtigkeit“, bei denen er die Verwalter reicher Haciendas hinrichten lässt und die Nahrungsmittel an die arme Landbevölkerung verteilt, führen aber dazu, dass die lokalen Bauernführer in Scharen zu ihm überlaufen.
- 26. September: Bei einem Treffen in Jimenéz beschließen mehrere mexikanische Revolutionsführer, den Eisenbahnknotenpunkt Torreón anzugreifen. Pancho Villa erhält den Oberbefehl über die Revolutionskontingente übertragen.

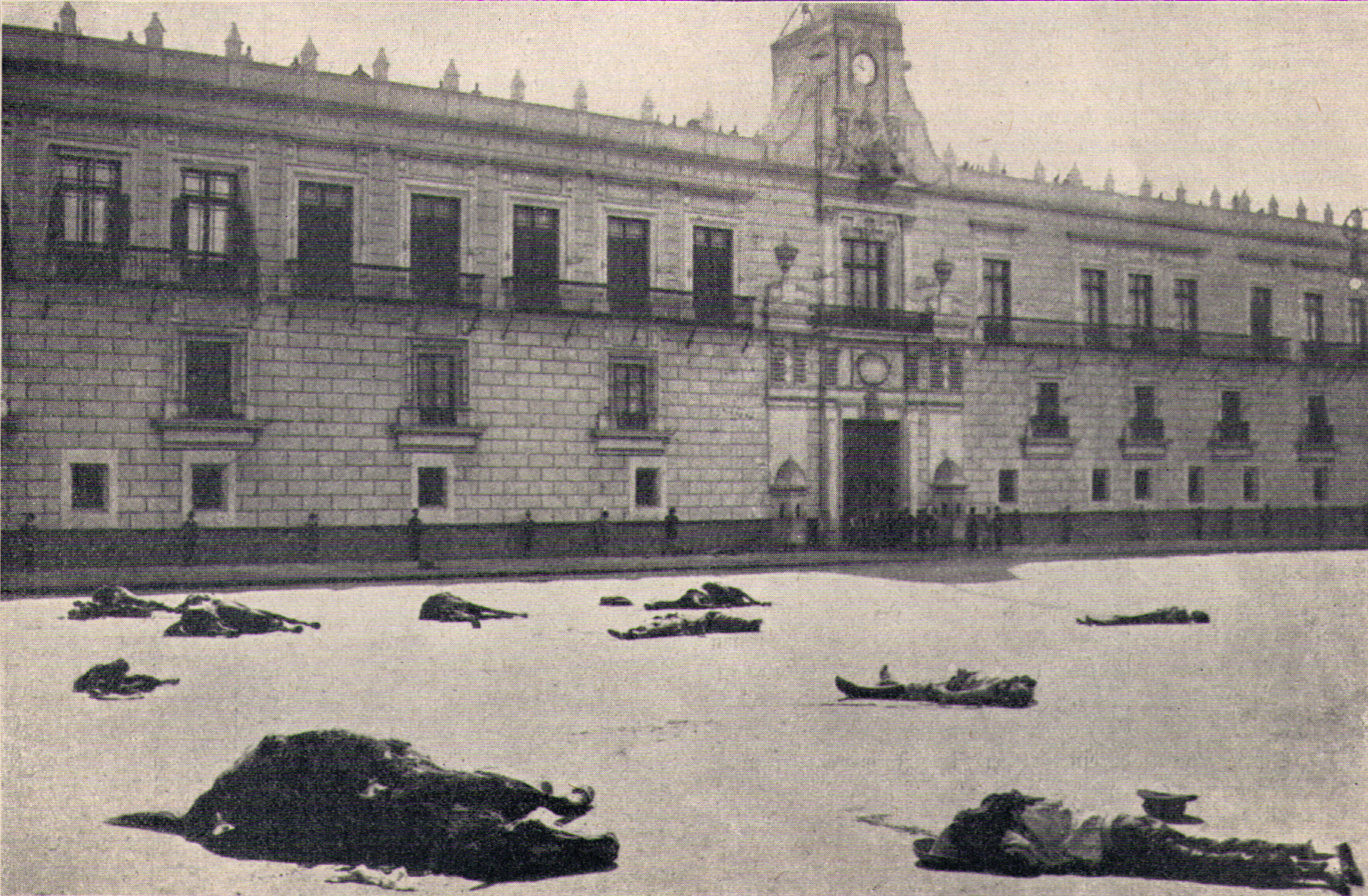
Ansicht des Nationalpalastes in Mexiko-Stadt nach Kämpfen während der Decena trágica im Februar 1913

- 29. September: Die Schlacht um Torreón beginnt mit Angriffen auf die Artillerieeinheiten der Regierungstruppen. Sie endet mit der Einnahme des Ortes durch die Truppen Pancho Villas am 1. Oktober.
- In der Nacht vom 15. auf den 16. November erobern die Einheiten Pancho Villas die Stadt Ciudad Juárez.
- 01. Dezember: Pancho Villa und seine Getreuen erobern Chihuahua-Stadt und Villa übernimmt das Amt des Gouverneurs des Bundesstaats. Eine seiner ersten Maßnahmen ist die Enteignung der bisher regierenden Oligarchen.

#### Australien

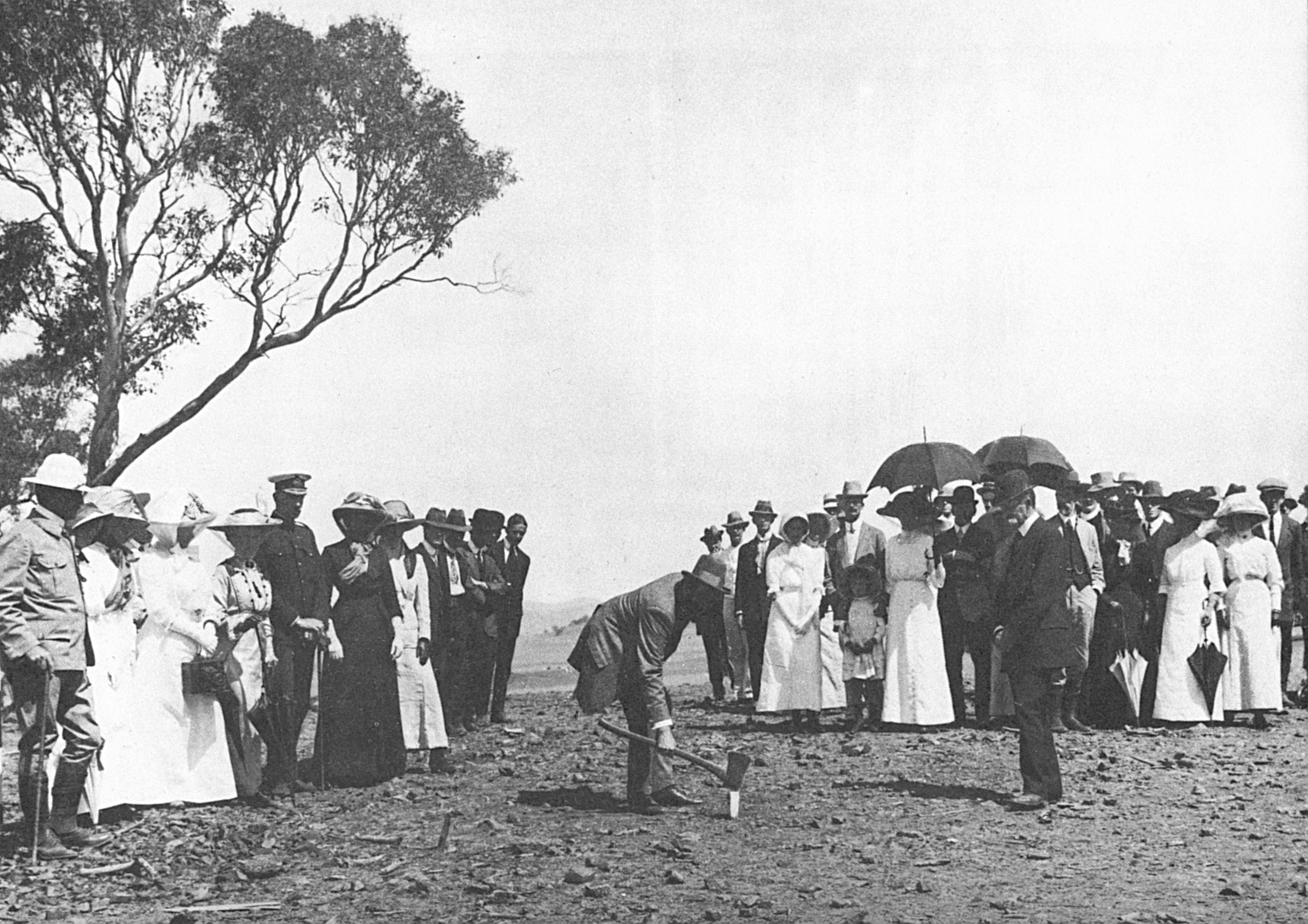
Premierminister King O’Malley schlägt den ersten Vermessungspfosten ein

- 20. Februar: Der Bau von Canberra, der Planhauptstadt von Australien im 1910 geschaffenen Australian Capital Territory, wird nach Plänen des Architekten Walter Burley Griffin begonnen.
- 12. März: Mit einer Zeremonie auf dem Kurrajong Hill durch Gertrude Denman, Baroness Denman, die Ehefrau von Generalgouverneur Thomas Denman, 3. Baron Denman, erfolgt die Stadttaufe von Canberra. Der Bau der im Dreieck angelegten Stadt beschränkt sich vorläufig auf South Canberra und North Canberra.

#### Asien
- 20. Februar: Der Konservative Katsura Tarō, der erst im Dezember des Vorjahres zum japanischen Premierminister ernannt worden ist, verliert die Abstimmung im ersten erfolgreichen Misstrauensantrag in der Geschichte Japans. Ihm folgt Yamamoto Gonnohyōe, ein Repräsentant der Taishō-Demokratie, ins Amt des Premierministers nach. Das Kabinett Yamamoto I regiert etwas über ein Jahr.

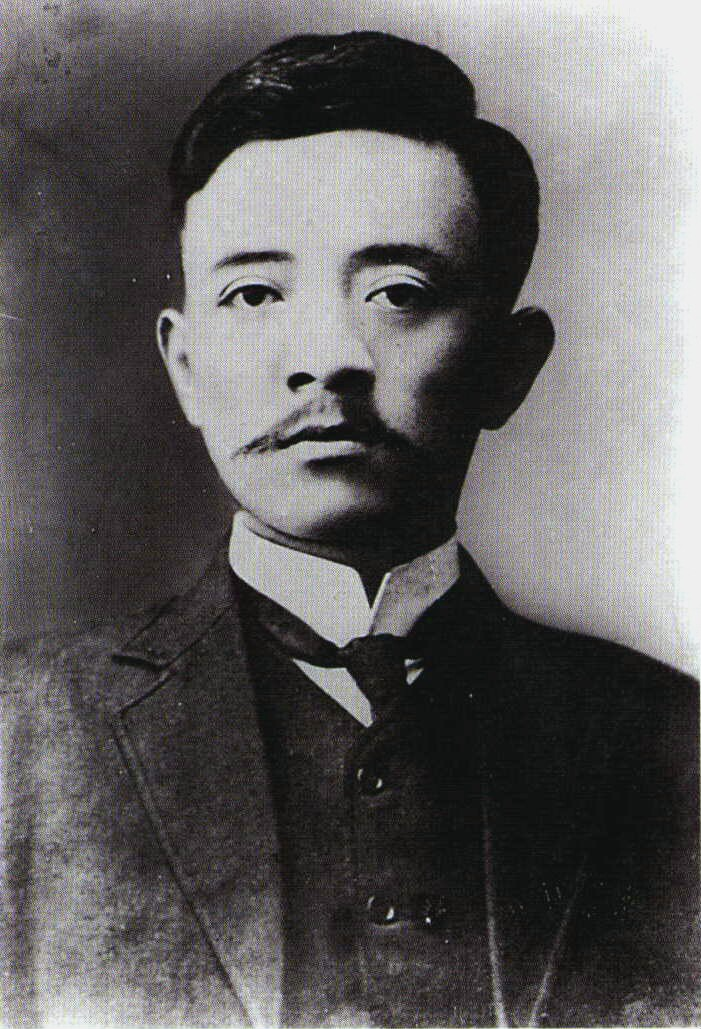
Song Jiaoren

- Bei den ersten Wahlen zur chinesischen Nationalversammlung erringt die Kuomintang die absolute Mehrheit. Deren Anführer Song Jiaoren ist somit Favorit für die Position des Premierministers der Beiyang-Regierung. Er wird jedoch am 20. März auf dem Bahnhof von Shanghai von einem Attentäter angeschossen und erliegt zwei Tage später seinen Verletzungen. Als Hintermann des Attentats gilt der provisorische Präsident der Republik, Yuan Shikai, der danach das Parlament auflöst und die Kuomintang verbietet. Nach einem erfolglosen Aufstand geht die Kuomintang-Führung, einschließlich Sun Yat-sen, nach Japan ins Exil.
- 11. Juni: Bei der Niederschlagung eines Aufstandes der Moro auf den Philippinen werden in Bud Bagsak 2000 von ihnen, darunter viele Frauen und Kinder, von den US-Amerikanern unter General John J. Pershing getötet.

#### Afrika
- 19. Juni: Der Natives Land Act in Südafrika bereitet den Weg für das spätere System der Apartheid.

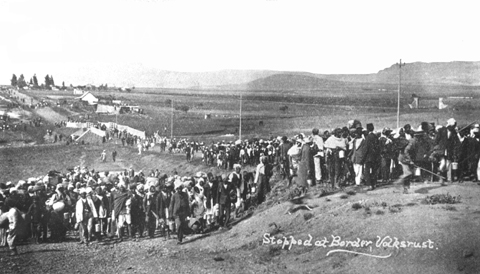
Der Protestmarsch nach Transvaal

- 6. November: Der indische Freiheitskämpfer Mohandas Karamchand Gandhi protestiert in Südafrika mit mehr als 2.200 Satyagrahis gegen die Rassendiskriminierungspolitik gegenüber den indischen Einwanderern. Insbesondere protestieren sie gegen ein neues Ehegesetz, wonach nur noch christlich geschlossene Ehen als gültig anerkannt werden.
- 12. Dezember: Der äthiopische Kaiser Menelik II. stirbt an einem Schlaganfall. Nachfolger als negus negest wird sein Enkel Iyasu V.

### Wirtschaft

#### Geldwirtschaft und Steuern
- 03. Februar: Mit dem 16. Zusatzartikel zur Verfassung der Vereinigten Staaten wird die Einführung einer Bundeseinkommensteuer ermöglicht.
- 23. Dezember: In den Vereinigten Staaten wird durch einen Kongressbeschluss das Federal Reserve System eingeführt.

#### Internationale Ausstellungen

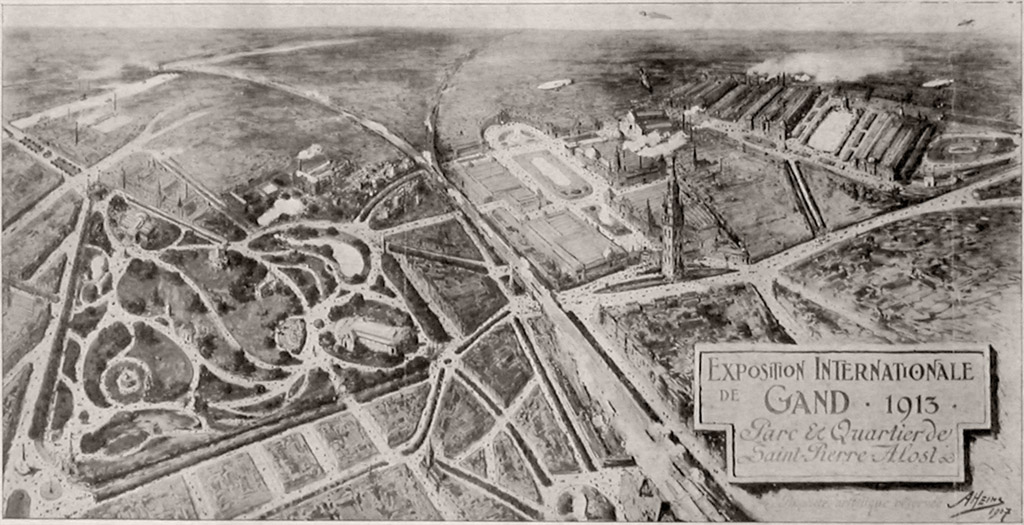
Panorama der Weltausstellung in Gent

- 26. April: In Gent in Belgien wird die vom Bureau International des Expositions anerkannte Weltausstellung 1913 eröffnet. Blumen und Kolonien sind die Themen dieser Weltausstellung, die bis zum 3. November dauert und von rund 3,5 Millionen Menschen besucht wird. Zahlreiche Kolonien, darunter auch Belgisch-Kongo, haben einen eigenen Pavillon und sollen insbesondere den belgischen Imperialismus im besten Licht erscheinen lassen.

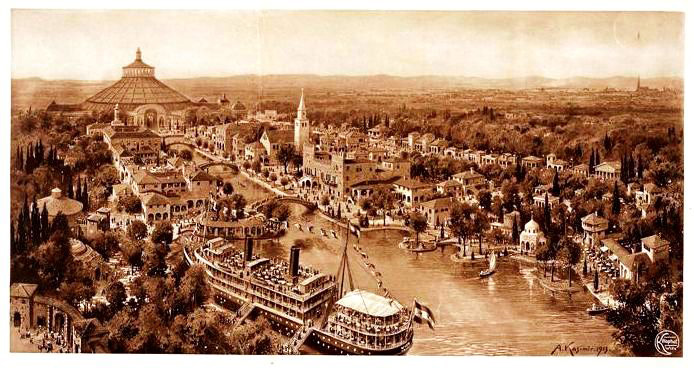
Gelände der Adria-Ausstellung

- 03. Mai bis 5. Oktober: Im Wiener Prater wird die Adria-Ausstellung 1913 durchgeführt, mit der die wirtschaftlichen und kulturellen Bezüge zur Adriaküste gefördert werden sollen. Mehr als 2 Millionen Menschen besuchen die Ausstellung.

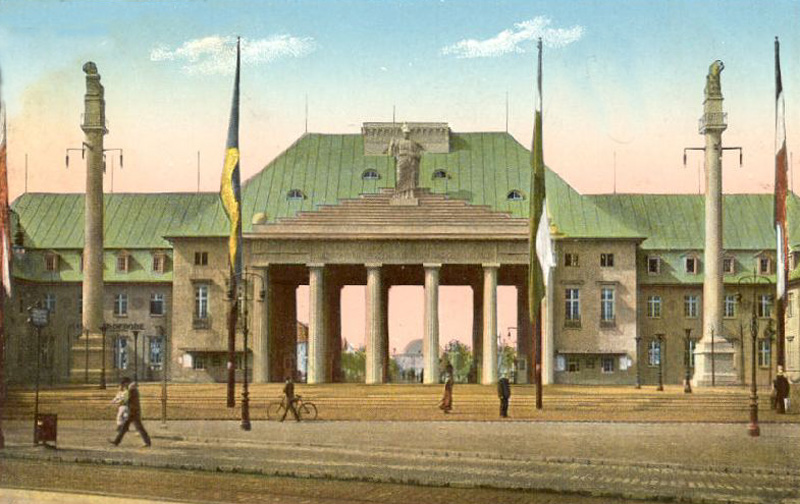
Der Haupteingang der Baufach-Ausstellung

- 03. Mai bis Oktober: Die in Anwesenheit von König Friedrich August III. von Sachsen eröffnete Internationale Baufach-Ausstellung 1913 in Leipzig zieht rund vier Millionen Interessierte an, hinterlässt aber eine halbe Million Mark Schulden. Die sächsische Regierung hat sich an der Finanzierung der Leistungsschau, deren gestalterische Konzeption von den Leipziger Architekten Georg Weidenbach und Richard Tschammer stammt, nicht beteiligt.

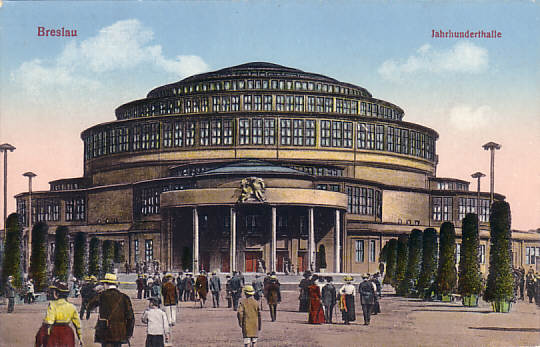
Die Jahrhunderthalle in Breslau

- 20. Mai bis 26. Oktober: Im preußischen Breslau wird die Jahrhundertausstellung anlässlich des hundertjährigen Jubiläums der Freiheitskriege gegen Napoleon abgehalten. Die Architektur der Ausstellung stammt von Hans Poelzig.
- 20. Mai: Die von der Royal Horticultural Society veranstaltete erste Chelsea Flower Show wird unter dem Namen RHS Great Spring Flower Show von Königin Alexandra in London eröffnet. Die Ausstellung findet bis heute mit wenigen Ausnahmen jährlich statt.
- 14. Juni: Die erste Rosen- und Gartenbau-Ausstellung in Forst, Ursprung des Ostdeutschen Rosengartens, wird zum 25. Thronjubiläum Kaiser Wilhelms II. eröffnet. Als Veranstalter zeichnet der Verein der Gärtner und Gartenfreunde zu Forst unter Mitwirkung des Vereins Deutscher Rosenfreunde. Begleitet wird die Rosen- und Dahlienschau von 18 Sonderausstellungen und vielen Veranstaltungen mit Volksfestcharakter. Zu den besonderen Attraktionen gehört die am 24. August erfolgte Landung des Luftschiffes LZ 13 Hansa der DELAG am Rande des Ausstellungsgeländes. Am 5. Oktober schließt die von rund 350.000 Menschen besuchte Ausstellung.

#### Patente
- 29. April: In Berlin wird der von Siemens & Halske entwickelte Nummernschalter für Selbstwähltelefone zum Patent angemeldet.

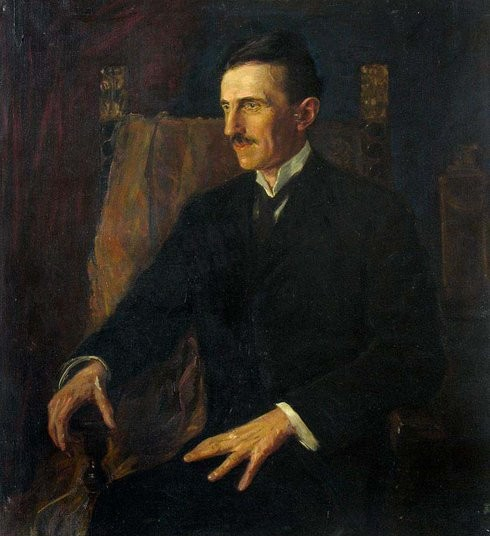
Blue Portrait: Nikola Tesla 1913

- 06. Mai: Nikola Tesla wird Patentschutz für die von ihm entwickelte Scheibenläuferturbine gewährt.

#### Produktion

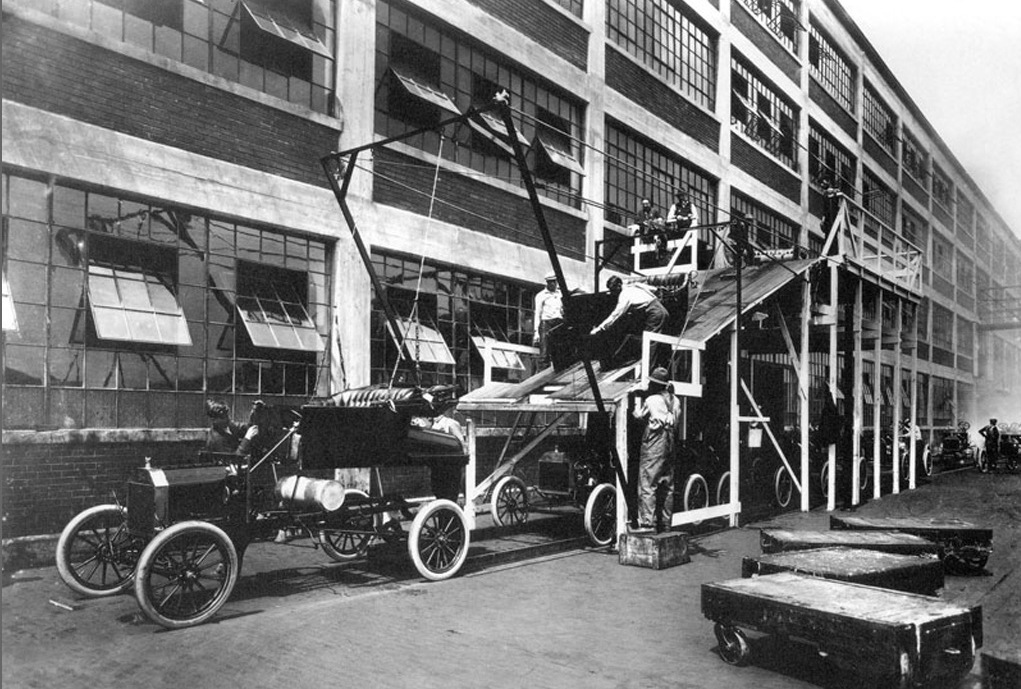
Fließband zur Produktion der Tin Lizzie (1913)

- 07. Oktober: Henry Ford führt zur Herstellung des Ford Modell T zunächst im Probebetrieb die Fließbandfertigung ein.

#### Unternehmensgründungen
- 21. April: Die Schweizer Eisenbahngesellschaft Langenthal-Melchnau-Bahn wird im Gasthof Löwen in Melchnau gegründet. Sie hat ihren Firmensitz in Langenthal.
- Der Bäcker Karl Albrecht sen., der seine Tätigkeit aus gesundheitlichen Gründen aufgeben muss, macht sich als Brothändler selbstständig. Seine Frau Anna gründet unter seinem Namen in Schonnebeck einen Tante-Emma-Laden. Unter ihren Söhnen Karl und Theo wird das Unternehmen Aldi im Laufe des 20. Jahrhunderts zu einem Handelsimperium.
- Karl Rapp gründet in München die Rapp Motorenwerke GmbH, Vorgänger der Bayrischen Motorenwerke (BMW).
- Arthur Andersen und Clarence DeLany gründen in Chicago, Illinois, das Wirtschaftsprüferunternehmen Andersen, DeLany & Co, das sich zu einem der größten Wirtschaftsprüferunternehmen weltweit entwickelt.
- Die erste Fabrik zur Ammoniak-Herstellung für Kunstdünger nach dem von Fritz Haber und Carl Bosch entwickelten Haber-Bosch-Verfahren wird in Oppau bei Ludwigshafen von der BASF in Betrieb genommen.

#### Verkehr

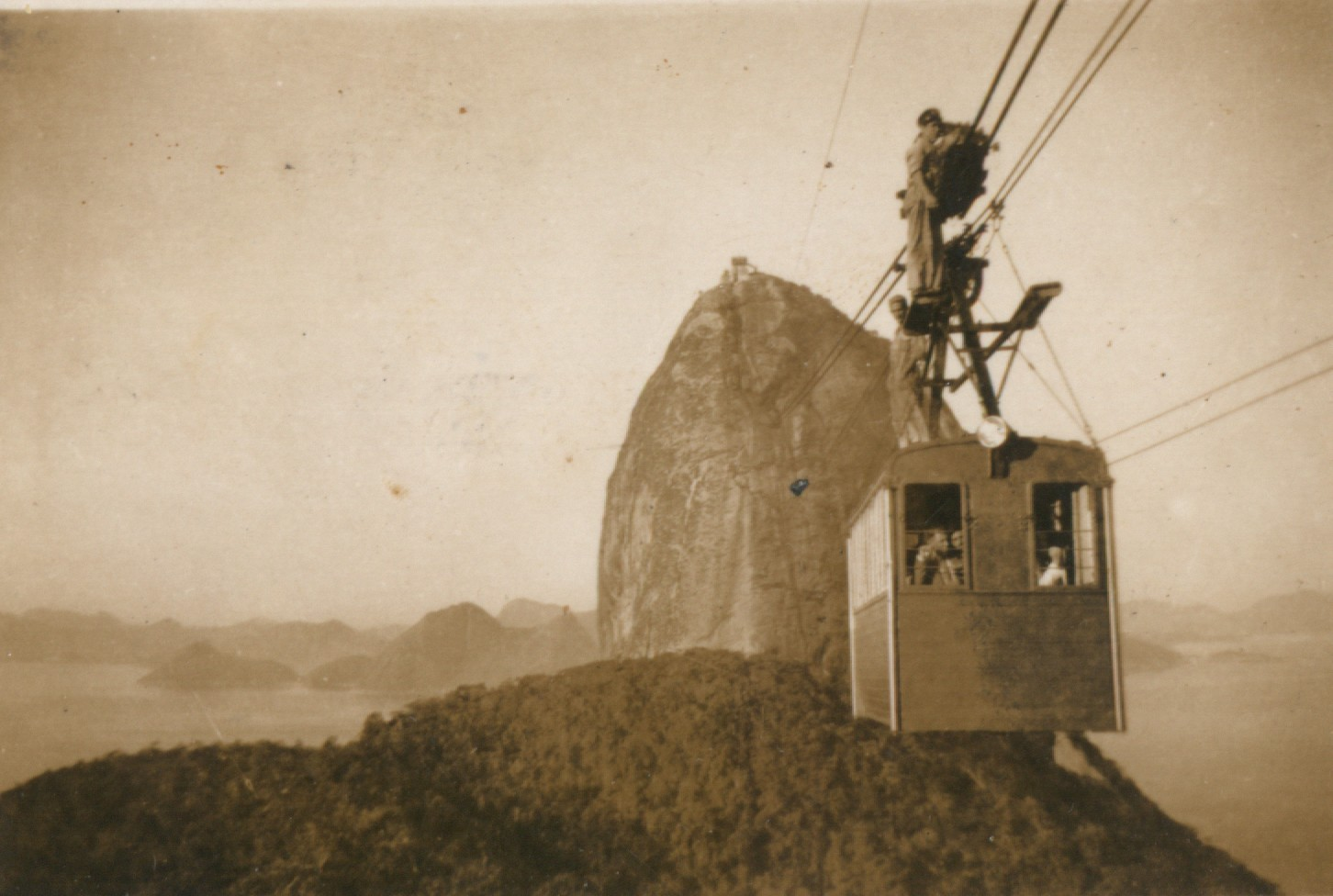
Ursprüngliche Seilbahn von 1912/13

- 18. Januar: Die zweite und letzte Sektion der von Julius Pohlig nach einer Idee von Augusto Ferreira Ramos errichteten Seilbahn auf den Zuckerhut wird eröffnet. Sie führt von Rio de Janeiro über den Morro da Urca auf den Zuckerhut.
- 02. Februar: Das New Yorker Grand Central Terminal wird eingeweiht. Es ist seitdem der größte Bahnhof der Welt.
- 19. März: Das Militärluftschiff LZ 15 wird nach Notlandung bei Karlsruhe durch Unwetter zerstört.
- 01. April: Die Deutschherrnbrücke über den Main wird eröffnet.
- 21. April: Die Aquitania der Cunard Line hat ihren Stapellauf.
- 17. Mai: Die Woltersdorfer Straßenbahn wird eröffnet.
- 15. Juli: Der erste fahrplanmäßige Zug durchfährt den rund 15 Kilometer langen Lötschbergtunnel, der die Stadt Bern mit der Simplon-Bahn und Italien verbindet.
- 16. August: Die Merkurbergbahn, eine Standseilbahn von Baden-Baden hinauf auf den Merkur, wird eröffnet.
- 04. Oktober: Die Straßenbahn von Sóller wird eröffnet.
- 22./23. Oktober: Der neue Karlsruher Hauptbahnhof wird mit einem nächtlichen Volksfest eröffnet.
- 01. Dezember: Die von der Compañía de Tranvías Anglo Argentina erbaute erste Linie der Subterráneos de Buenos Aires, der ersten U-Bahn Südamerikas und der gesamten Südhalbkugel, wird eröffnet.

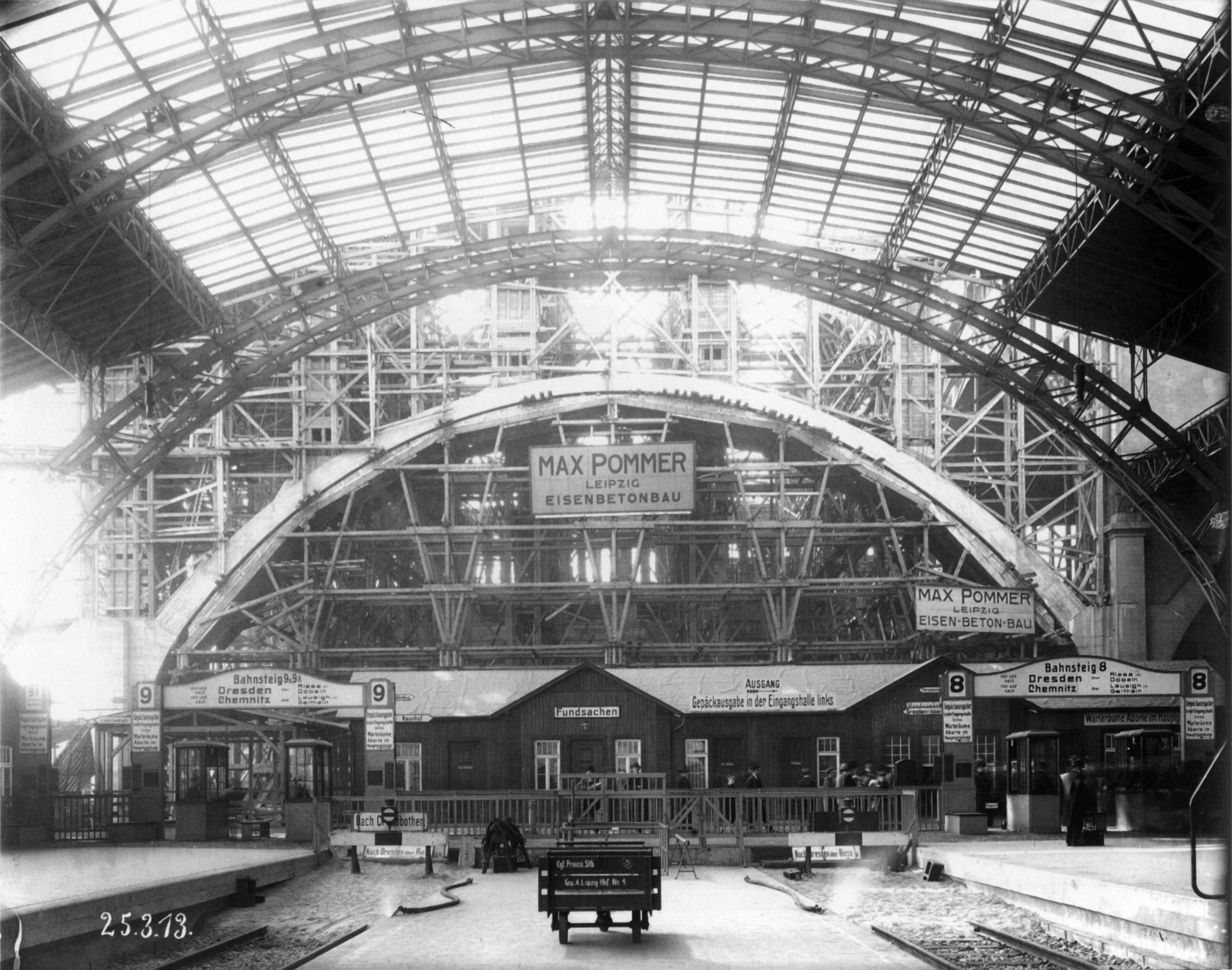
Der in Bau befindliche Leipziger Bahnhof

### Wissenschaft und Technik

#### Aviation

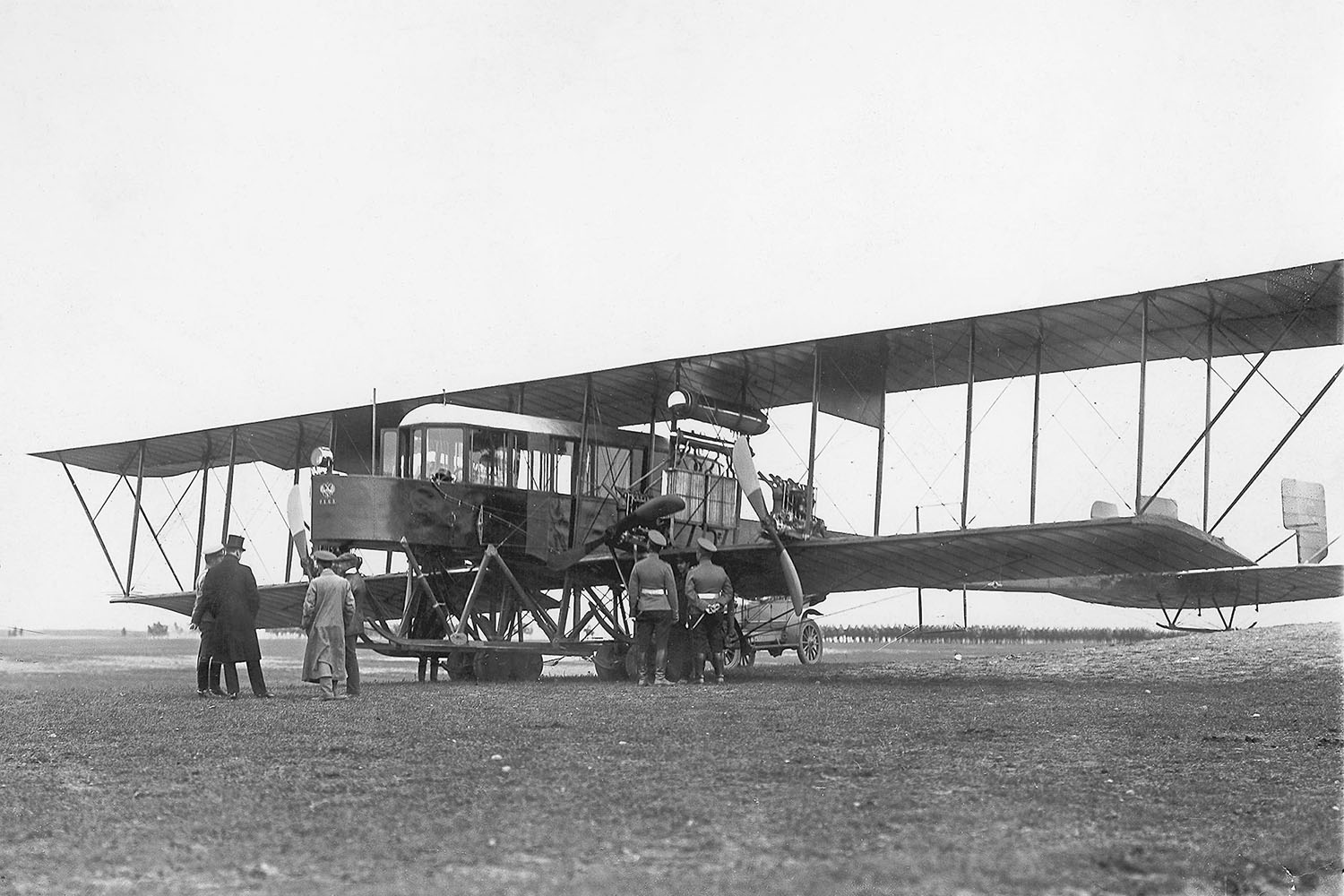
Sikorskis Russki Witjas

- 13. Mai: Igor Iwanowitsch Sikorskis viermotorige Russki Witjas, das erste viermotorige Flugzeug der Welt und das erste reine Passagierflugzeug, startet mit den Piloten Sikorski und Aleknowitsch zu seinem ersten Flug. Experten und Presse haben auf Grund der Größe des Flugzeugs zuvor gemutmaßt, dass es niemals fliegen könnte.

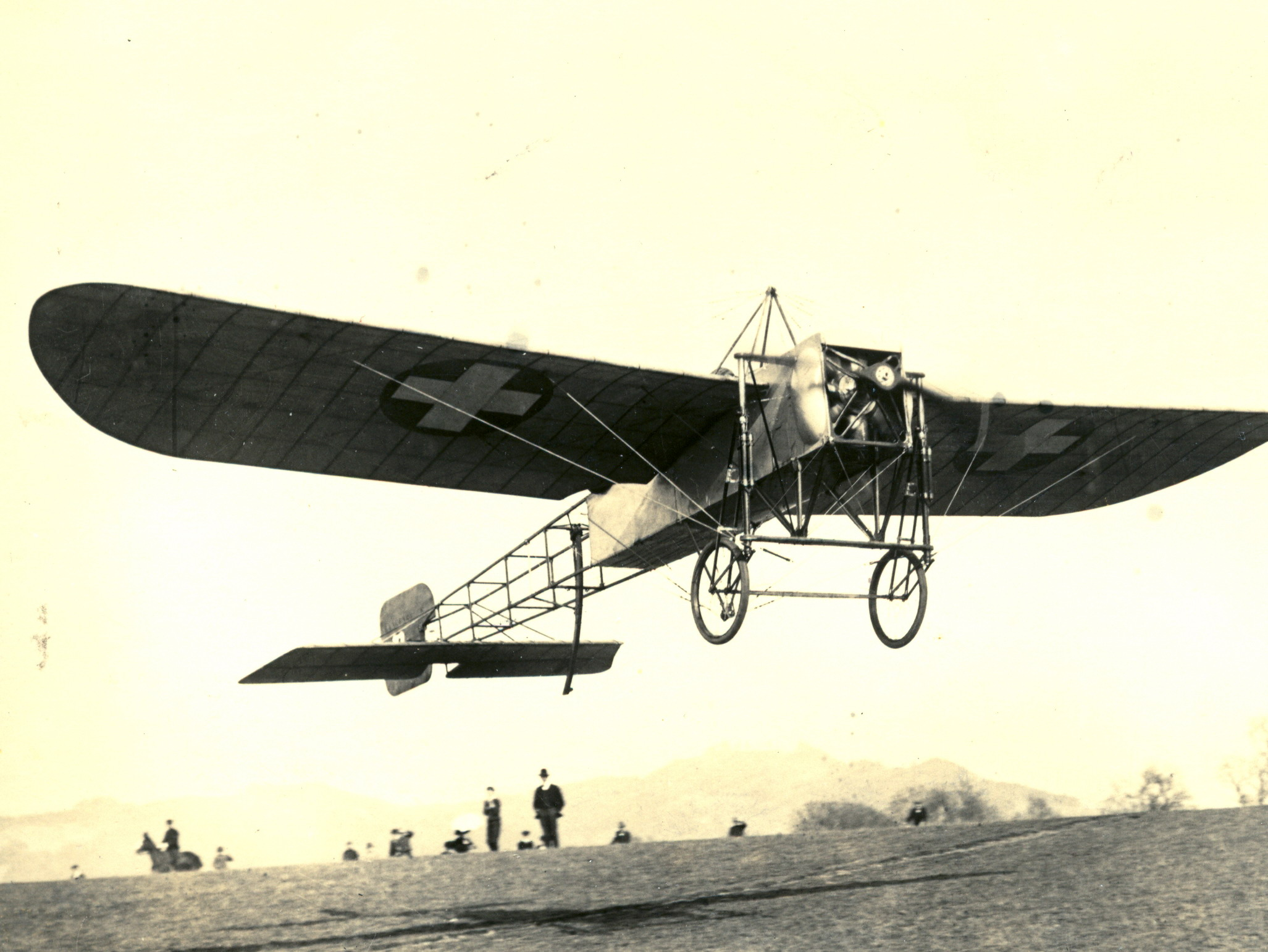
Start von Biders Alpenüberflug

- 13. Juli: Auf dem Weg von Bern nach Mailand überquert der Schweizer Oskar Bider als erster Flugzeugpilot das zentrale Alpenmassiv. Zu Weihnachten stellt er außerdem mit dem Direktflug Paris-Bern einen neuen Rekord auf, indem er vier Stunden und 20 Minuten lang ohne Zwischenlandung in der Luft bleibt.

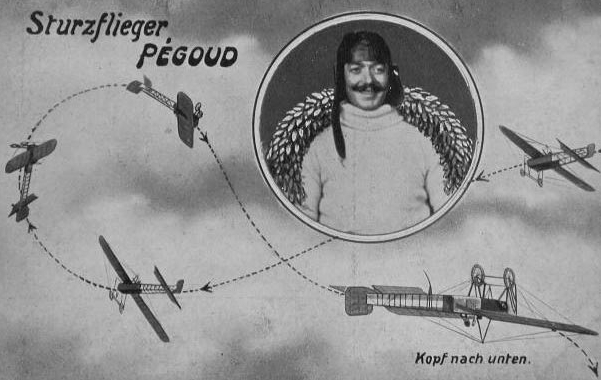
Historische Postkarte von 1913

- 19. August: Als erster Pilot springt der Franzose Adolphe Pégoud mit einem Fallschirm erfolgreich aus einem Flugzeug ab.
- 09. September: Der russische Militärpilot Pjotr Nikolajewitsch Nesterow fliegt bei Kiew in einer Nieuport IV den ersten Looping der Geschichte. Sein Vorgesetzter bestraft ihn dafür disziplinarisch. Kurze Zeit danach gelingt auch dem Franzosen Adolphe Pégoud als Zweitem dieses Flugmanöver.
- 23. September: Roland Garros überquert als Erster in einem Flugzeug das Mittelmeer auf einer Route, die ihn in weniger als acht Stunden vom südfranzösischen Fréjus zum tunesischen Bizerta führt.
- 23. November: Der Erstflug der ersten Version des Lee-Richards Annular Monoplane auf dem Shoreham Aerodrome endet mit einem Desaster. Der Pilot Gordon England wird beim Absturz beim Landeanflug zum Glück nur leicht verletzt, das Flugzeug erleidet jedoch einen Totalschaden.
- 08. Dezember: Dem Schweizer Flugpionier Theodor Borrer gelingt der erste Flug von Dübendorf nach Avenches und zurück.

#### Physik und Astronomie

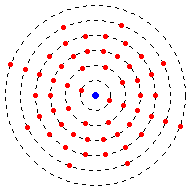
Elektronenanordnung des Bariums nach dem bohrschen Atommodell

- Niels Bohr postuliert sein Atommodell mit der Quantelung der Atomradien.
- William Henry Bragg veröffentlicht die nach ihm benannte Reflexionsbedingung für Röntgenstrahlinterferenzen in Festkörpern (in: Proc. Roy. Soc. London (A) 88 (1913), 428).
- Kasimir Fajans und Frederick Soddy stellen die radioaktiven Verschiebungssätze auf.

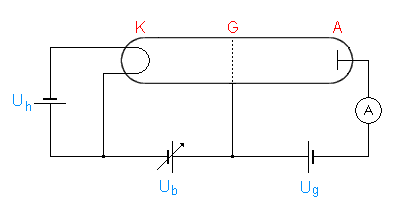
Prinzipschaltbild des Franck-Hertz-Versuchs

- James Franck und Gustav Ludwig Hertz weisen mit dem Franck-Hertz-Versuch erstmals die Quantelung der Energieabgabe von Atomen nach.
- Henry Moseley stellt das nach ihm benannte Gesetz zur charakteristischen Strahlung der Elemente unter Einbeziehung des bohrschen Atommodells auf.
- Aufbauend auf Arbeiten von Ejnar Hertzsprung entwickelt Henry Norris Russell das Hertzsprung-Russell-Diagramm zur Entwicklungsverteilung der Sterne.

#### Polarforschung
- 08. Februar: Nach einem Alleingang über 160 km kehrt Douglas Mawson als einziger Überlebender einer schiefgelaufenen Schlittenfahrt in das Basislager Mawson’s Huts der Australasiatischen Antarktisexpedition zurück. Sein Begleiter Belgrave Edward Sutton Ninnis ist Ende des Vorjahres in einer Gletscherspalte ums Leben gekommen, während Xavier Mertz Anfang des Jahres vermutlich an einer Hypervitaminose infolge des Verzehrs von Schlittenhundefleisch verstorben ist. Mawson trifft jedoch nur noch eine sechsköpfige Rettungsmannschaft an, die Mannschaft des Expeditionsschiffes Aurora hat nur wenige Stunden zuvor das Lager verlassen. Die sieben Männer müssen ungeplant einen weiteren Winter in der Antarktis verbringen. Sie werden erst im Dezember von der Aurora wieder abgeholt.
- 02. September: Die von Boris Wilkizki geleitete Hydrographische Expedition des Nördlichen Eismeers entdeckt die Kleine Taimyr-Insel als erste des Archipels Sewernaja Semlja.
- 29. Dezember: Goldenes Zeitalter der Antarktis-Forschung: Der irisch-britische Polarforscher Ernest Shackleton macht Pläne für eine neue Antarktisexpedition in The Times öffentlich.

#### Bauwerke

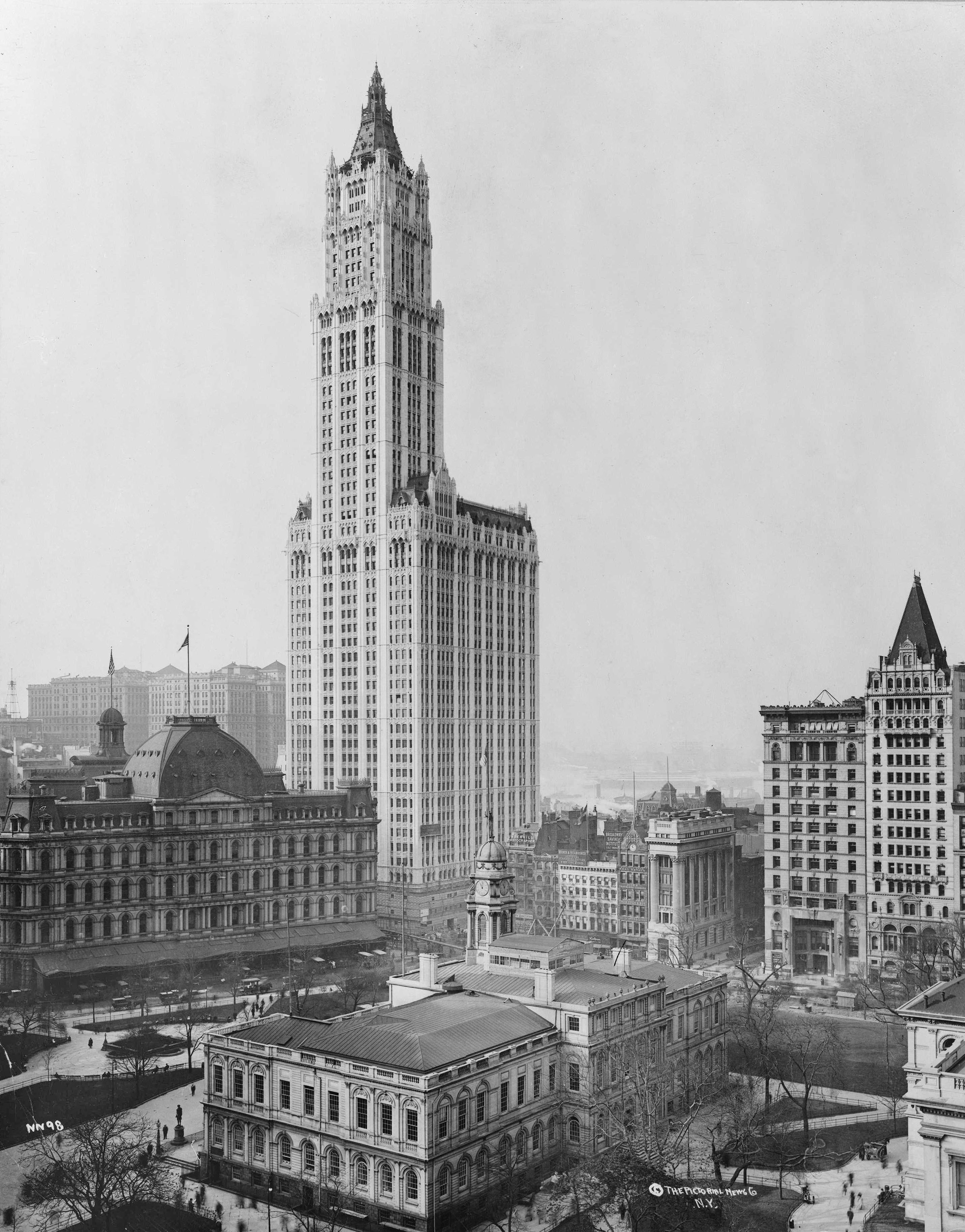
Woolworth Building

- 24. April: Das vom Architekten Cass Gilbert in dreijähriger Bauzeit erbaute Woolworth Building in Manhattan, New York City, der zu diesem Zeitpunkt höchste Wolkenkratzer der Welt, wird in Anwesenheit von US-Präsident Woodrow Wilson und 800 weiterer geladener Gäste feierlich eröffnet.
- 12. Juli: Die von Franz Brantzky erbaute Möhnetalsperre in Nordrhein-Westfalen, zu diesem Zeitpunkt die größte Stauanlage in Europa, wird nach fünfjähriger Bauzeit eingeweiht.

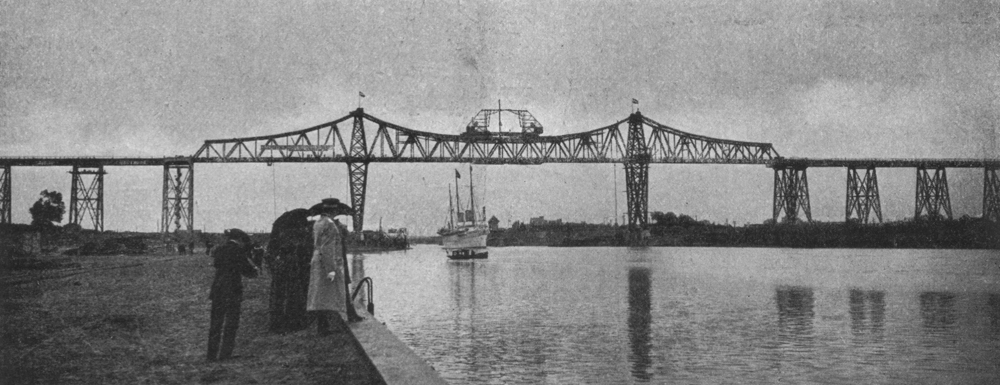
Brücke wenige Wochen vor Fertigstellung

- 01. Oktober: Nach zweijähriger Bauzeit wird die Rendsburger Hochbrücke eröffnet. Rund zwei Monate später, am 2. Dezember, wird auch die unter der Hochbrücke angebrachte Schwebefähre für Fußgänger und Fahrzeuge in Betrieb genommen.
- 13. Dezember: Nach etwa eineinhalbjähriger Bauzeit wird die Colorado Street Bridge in Pasadena, Kalifornien, feierlich eröffnet.  Sie steht heute auf der amerikanischen Liste der Historic Civil Engineering Landmarks.

#### Schiffsbau
- 03. April: Der Turbinendampfer Vaterland läuft in Hamburg als größtes Passagierschiff der Welt vom Stapel.

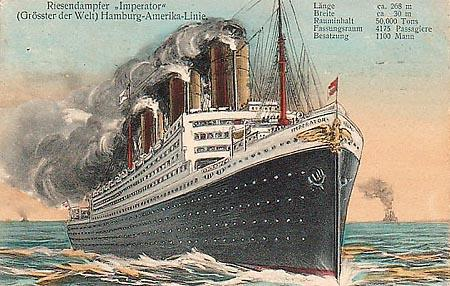
Anonyme Zeichnung der Imperator

- 11. Juni: Die Imperator, das zu diesem Zeitpunkt größte Passagierschiff der Welt aus der Reederei Hapag, läuft vom Steubenhöft bei Cuxhaven zu seiner Jungfernfahrt Richtung New York aus. Es ist das erste Schiff, das die 50.000 BRT-Marke überschreitet.

#### Sonstiges
- 20. April: Die dänische Grönlanddurchquerung 1913 unter der Leitung von Johan Peter Koch, an der auch Alfred Wegener teilnimmt, beginnt. Sie wird am 15. Juni erfolgreich abgeschlossen.
- 13. August: Harry Brearley erfindet durch Hinzufügen von Chrom den rostfreien Stahl.
- Die französischen Physiker Charles Fabry und Henri Buisson entdecken die Ozonschicht, als sie durch UV-spektroskopische Untersuchungen erstmals Ozon in höheren Atmosphärenschichten nachweisen können.
- Sigmund Freud veröffentlicht die Schrift Totem und Tabu, in der er sich mit dem Inzestverbot auseinandersetzt.
- Der deutsche Tierarzt Oskar Röder entwickelt den Röder-Knoten und beschreibt ihn in seinem Werk Chirurgische Operationstechnik für Tierärzte und Studierende.

### Kultur

#### Bildende Kunst
- 17. Februar bis 15. März: Das Zeughaus in New York zeigt die International Exhibition of Modern Art, eine Ausstellung Moderner Kunst, bekannt als Armory Show.

Die kleine Meerjungfrau im Hafen von Kopenhagen

- 23. August: In Kopenhagen wird die von Edvard Eriksen geschaffene Kleine Meerjungfrau, die zum Wahrzeichen der Stadt wird, enthüllt.

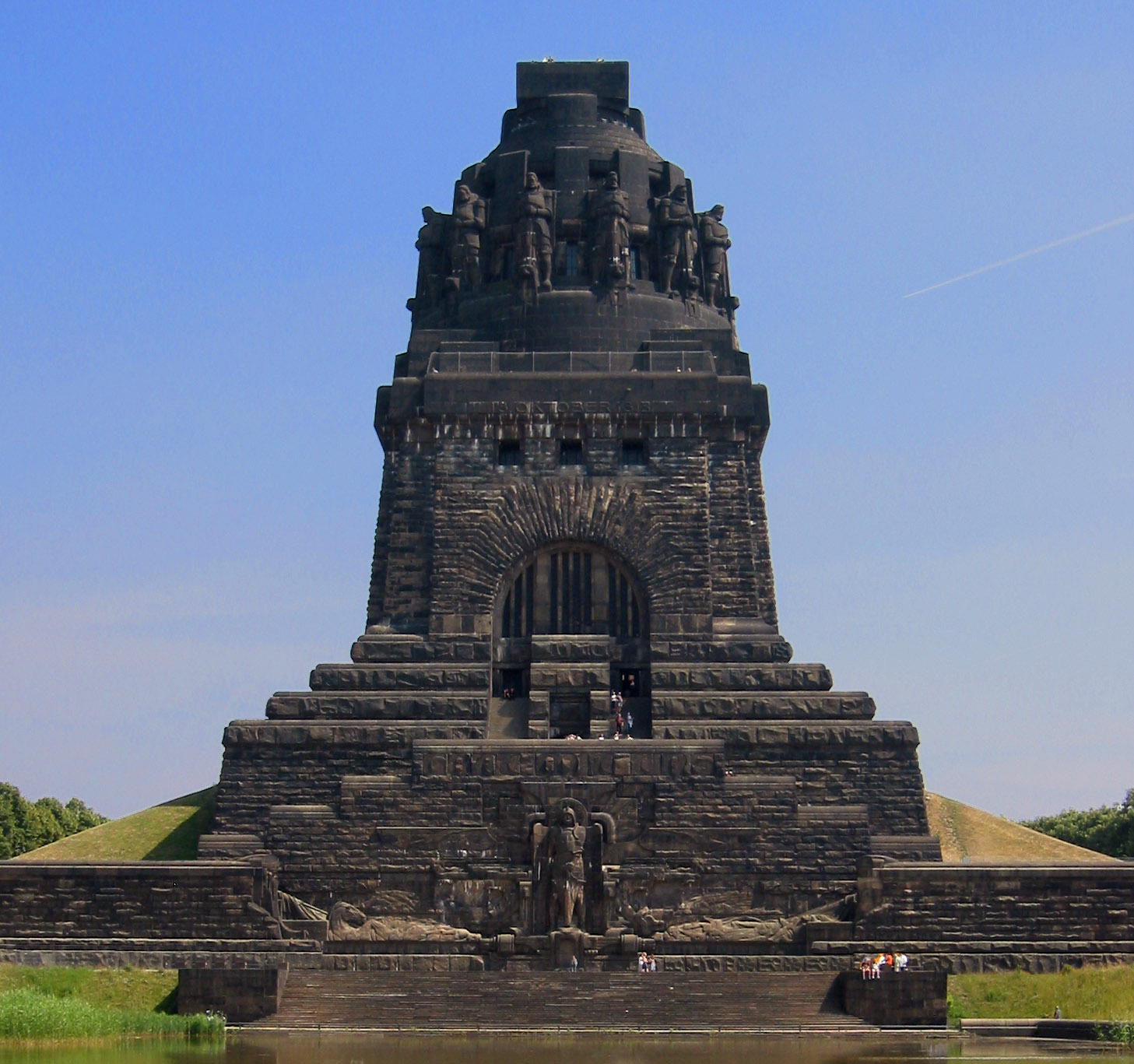
Völkerschlachtdenkmal

- 18. Oktober: Zum hundertjährigen Jubiläum der Schlacht wird das Völkerschlachtdenkmal bei Leipzig eingeweiht. Der Grundstein war 15 Jahre zuvor gelegt worden. Kaiser Wilhelm II. und König Friedrich August III. nehmen an der Veranstaltung teil.
- Gründung der Linzer Künstlervereinigung MAERZ
- Gründung des Museo Nacional de Bellas Artes in Havanna
- Erstausgabe der Art in America, der weltweit ersten Kunstzeitschrift

#### Musik und Theater
- 23. Februar: Die Uraufführung der Gurre-Lieder von Arnold Schönberg durch das Tonkünstler-Orchester im Großen Musikvereinssaal in Wien unter der Leitung von Franz Schreker wird ein überwältigender Erfolg. Doch der Komponist, gekränkt durch die frühere konservative Haltung des Wiener Publikums, weigert sich, den Applaus entgegenzunehmen. Dieses rächt sich dafür beim Skandalkonzert vom 31. März.

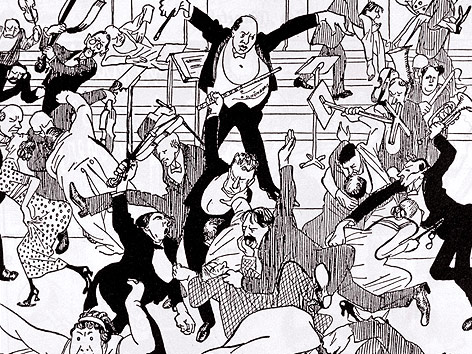
Watschenkonzert, Karikatur in Die Zeit vom 6. April

- 31. März: Ein von Arnold Schönberg dirigiertes Orchester spielt wiederum im Musikvereinssaal Stücke zeitgenössischer Komponisten, die größtenteils dem Expressionismus und der zweiten Wiener Schule angehören. Das Publikum reagiert mit Tumulten und Ausschreitungen auf die ungewohnte Musik. Das Konzert muss schließlich abgebrochen werden.

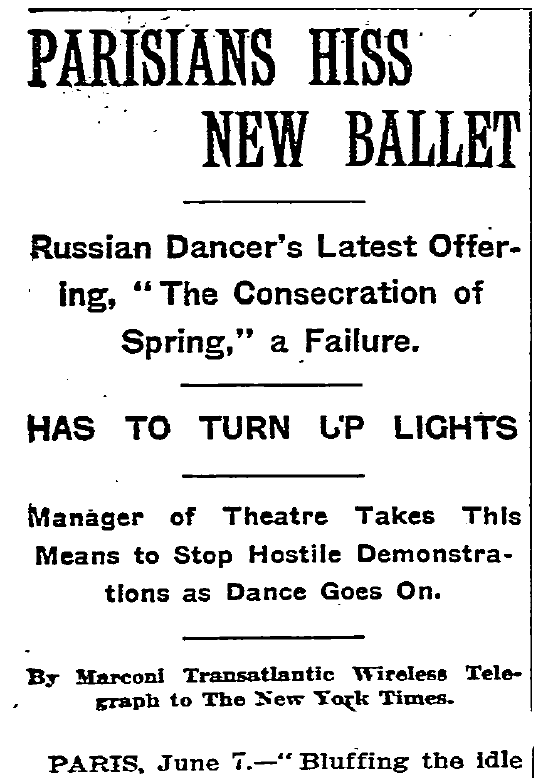
Die New York Times berichtet am 8. Juni von der Uraufführung des Balletts

- 29. Mai: Am von Auguste Perret nach Plänen von Henry van de Velde gerade erst neu errichteten Théâtre des Champs-Élysées in Paris findet die Uraufführung der von Igor Strawinsky für die Ballets Russes Sergei Djagilews komponierten Ballettmusik Le sacre du printemps statt. Dabei kommt es zu einem Skandal; das Werk wird vom Publikum ausgepfiffen. Nur der stoischen Ruhe des Dirigenten Pierre Monteux ist es zu verdanken, dass die Aufführung überhaupt zu Ende gespielt werden kann. Der Skandal macht Strawinsky endgültig berühmt; die Reaktionen verletzen ihn allerdings auch sehr, und er gibt vor allem Vaslav Nijinsky die Schuld, der das Werk aus seiner Sicht choreographisch nicht bewältigen konnte.
- 31. Mai: Das Festspiel in deutschen Reimen von Gerhart Hauptmann hat seine Uraufführung im Rahmen der Jahrhundertausstellung in der Jahrhunderthalle in Breslau. Wegen Protesten gegen die Kriegskritik des Stückes wird es schon am 18. Juni wieder abgesetzt.
- 13. September: Das Neue Königliche Schauspielhaus in Dresden wird nach rund zweijähriger Bauzeit mit der Jubelouvertüre von Carl Maria von Weber, dem Fragment Robert Giuskard von Heinrich von Kleist und dem Einakter Die Torgauer Heide von Otto Ludwig eröffnet. Zur Eröffnung erscheinen zahlreiche Intendanten aus dem ganzen Deutschen Kaiserreich, Honoratioren der Stadt und dem Hoftheater verbundene Autoren wie Gerhart Hauptmann, Stefan Zweig und Hugo von Hofmannsthal.

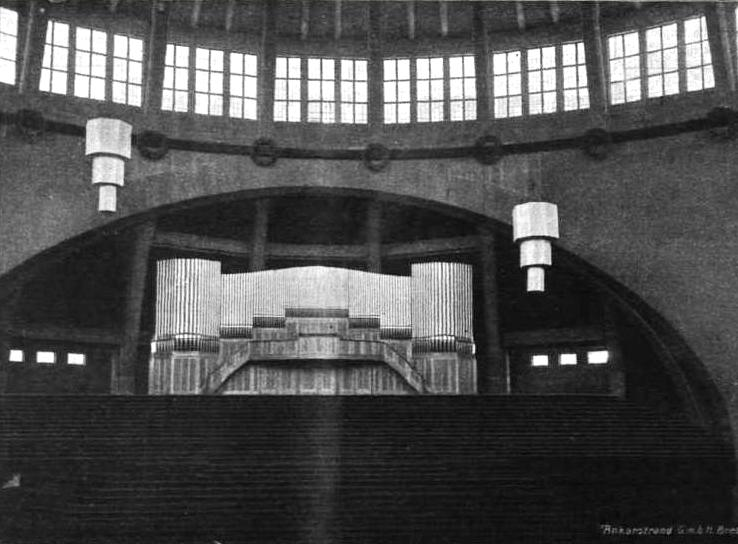
Die Orgel der Jahrhunderthalle

- 24. September: Mit der Uraufführung des Werks Introduktion, Passacaglia und Fuge für Orgel in e-moll op. 127 von Max Reger, gespielt von Karl Straube, wird die Orgel der Jahrhunderthalle, die zu diesem Zeitpunkt größte Orgel der Welt, eingeweiht.
- 04. Oktober: Am Berliner Theater in Berlin wird die Operette Wie einst im Mai von Walter Kollo mit dem Libretto von Rudolf Bernauer und Rudolph Schanzer uraufgeführt.
- 11. Oktober: Uraufführung der Operette Die ideale Gattin von Franz Lehár im Theater an der Wien, Wien. Das Werk ist eine Neufassung der Operette Der Göttergatte aus dem Jahr 1904.
- 16. Oktober: Am Wiener Burgtheater wird George Bernard Shaws Komödie Pygmalion uraufgeführt. Als Stoff könnte dem Autor das Schicksal von Elise Egloff gedient haben.
- 25. Oktober: Am Wiener Carltheater wird die Operette Polenblut von Oskar Nedbal mit dem Libretto von Leo Stein nach einer Erzählung von Alexander Sergejewitsch Puschkin uraufgeführt.
- 04. November: Am Königlichen Hoftheater Stuttgart wird Walter Braunfels’ Oper Ulenspiegel uraufgeführt.
- 04. Dezember: Die Uraufführung der komischen Oper L’amore medico (Der Liebhaber als Arzt) von Ermanno Wolf-Ferrari findet an der Dresdner Hofoper statt.
- 15. Dezember: Die Oper Parisina von Pietro Mascagni hat ihre Uraufführung am Teatro alla Scala di Milano in Mailand. Sie erhält vor allem wegen ihrer Länge negative Kritiken.

#### Sonstiges
- 13. Mai: In Sofia wird das Zentrale Mineralbad eröffnet.
- 16. Mai: Bei Ausschachtarbeiten in der Messingwerksiedlung von Eberswalde entdeckt ein Arbeiter den größten vorgeschichtlichen Goldschatz Deutschlands, den Schatz von Eberswalde.
- 11. Oktober: Erster Freideutscher Jugendtag der Jugendbewegung auf dem Hohen Meißner

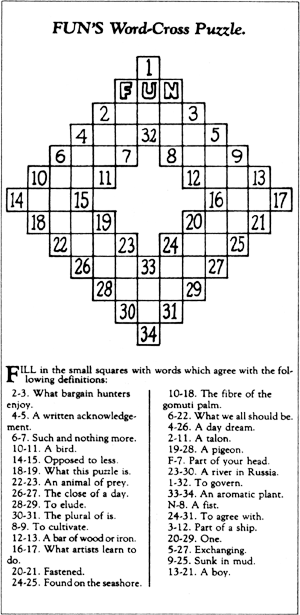
Das erste Kreuzworträtsel

- 21. Dezember: Das erste Kreuzworträtsel der Welt erscheint in der Wochenendbeilage der Zeitung New York World, erfunden von Arthur Wynne.
- In Babylon wird die Tempelanlage Zikkurat (der „Turm zu Babel“) wiederentdeckt.
- In Rom wird die Bibliotheca Hertziana gegründet.
- In Rom wird die American Academy in Rome gegründet.
- Die Deutsche Akademie Rom Villa Massimo wird von Eduard Arnhold dem preußischen Staat gestiftet.

### Gesellschaft
- 3. Februar: Unter der Federführung von Rudolf Steiner wird in Berlin die konstituierende Generalversammlung der Anthroposophischen Gesellschaft abgehalten. Sie tritt an Stelle der Deutschen Sektion der Theosophischen Gesellschaft, die sich im gleichen Jahr wegen gravierender Differenzen aufgelöst hat. Am 20. September wird in Dornach bei Basel der Grundstein für das von Rudolf Steiner als zukünftiges Zentrum der Anthroposophischen Gesellschaft entworfene erste Goetheanum gelegt, nachdem der ursprünglich geplante Johannesbau in München wegen gravierender baulicher Auflagen und Einschränkungen nicht umgesetzt werden konnte.
- 21. März: Kurz nach der Approbation seiner Doktorarbeit in der Medizin bricht Albert Schweitzer mit seiner Frau Helene zu seiner ersten Reise nach Afrika auf, um in Französisch-Äquatorialafrika ein Krankenhaus aufzubauen. Die beiden fahren den Ogooué flussaufwärts und treffen am 16. April in Lambaréné ein.
- 24. Mai: Prinzessin Viktoria Luise von Preußen, siebtes und jüngstes Kind sowie einzige Tochter Kaiserin Auguste Viktorias und Kaiser Wilhelms II., heiratet Herzog Ernst August von Hannover. Zur Hochzeitsfeier kommen der russische Zar Nikolaus II. und der britische König Georg V. nach Berlin.
- 20. Juni: Beim Amoklauf in Bremen durch einen anscheinend geistig verwirrten Lehrer an der Sankt-Marien-Schule in Bremen-Walle kommen fünf Mädchen ums Leben.
- Im Juni werden auf der Stubalpe in der Steiermark mehrere Tiere von einem Raubtier gerissen, das als Bauernschreck bekannt wird. Bis zum 4. September werden 94 Rinder und 380 Schafe gerissen, zudem sind in der Region zwischen der Steiermark und Kärnten „weite Flächen völlig wildleer“. Krisenstäbe und Sonderkommissionen werden eingesetzt, sicherheitspolizeiliche Maßnahmen beschlossen und Kopfgelder ausgesetzt. Am 17. Dezember sehen drei Jäger unabhängig voneinander auf der Hühnerstütze angeblich einen ausgewachsenen Löwen.
- 4. September: Der Lehrer Ernst August Wagner tötet bei einem Amoklauf in Stuttgart-Degerloch insgesamt 17 Menschen. Zwischen dem Täter, der in eine psychiatrische Heilanstalt eingewiesen wird, und dem psychiatrischen Gutachter Robert Eugen Gaupp eine enge Beziehung.
- 19. Oktober: In Leipzig wird als Konsequenz aus einem schweren Unglück in Binz auf Rügen die Deutsche Lebens-Rettungs-Gesellschaft gegründet. Hauptziel der Gesellschaft ist, Menschen vor dem Ertrinken zu bewahren.

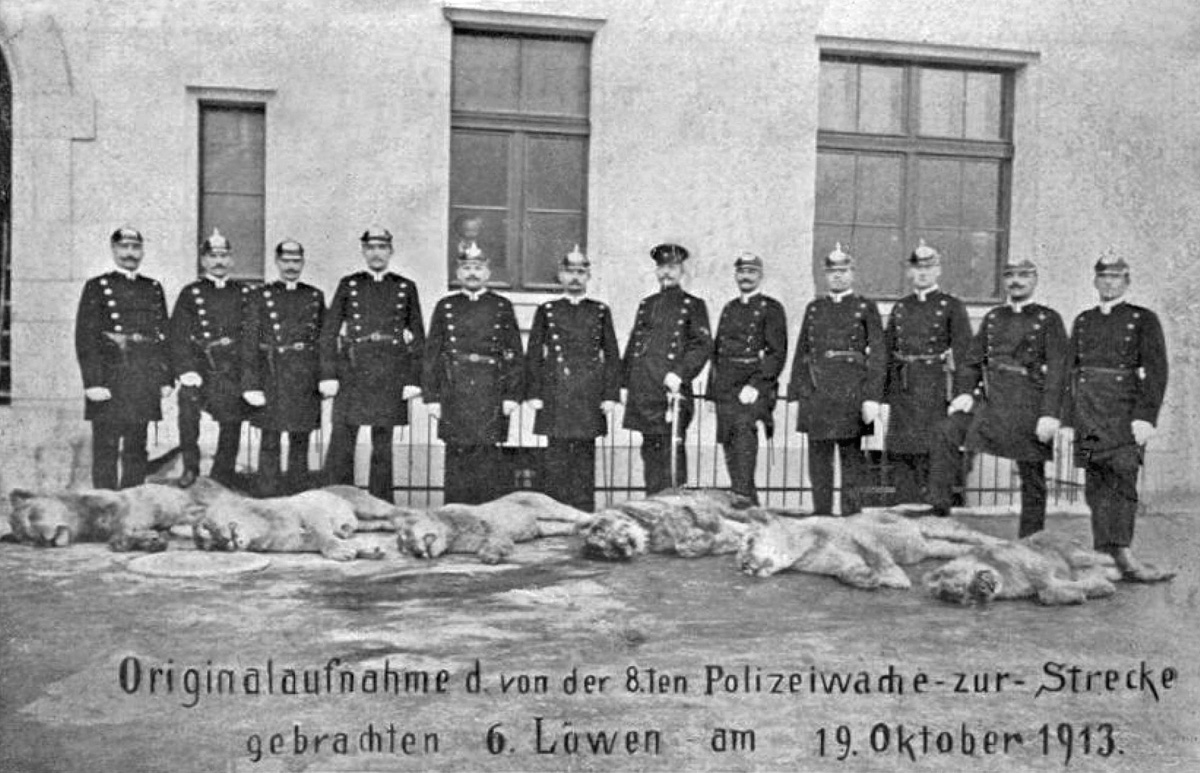
Die bei der Leipziger Löwenjagd zur Strecke gebrachten Tiere vor der Polizeiwache

- 19./20. Oktober: Bei der „Leipziger Löwenjagd“ werden in Leipzig sechs aus einem Zirkus entwichene Löwen getötet.
- Unter dem Namen Teufels Rutsch wird im Wiener Wurstelprater der Rutschturm Toboggan eröffnet.

### Religion
- Kansas City Statement of Faith

### Katastrophen

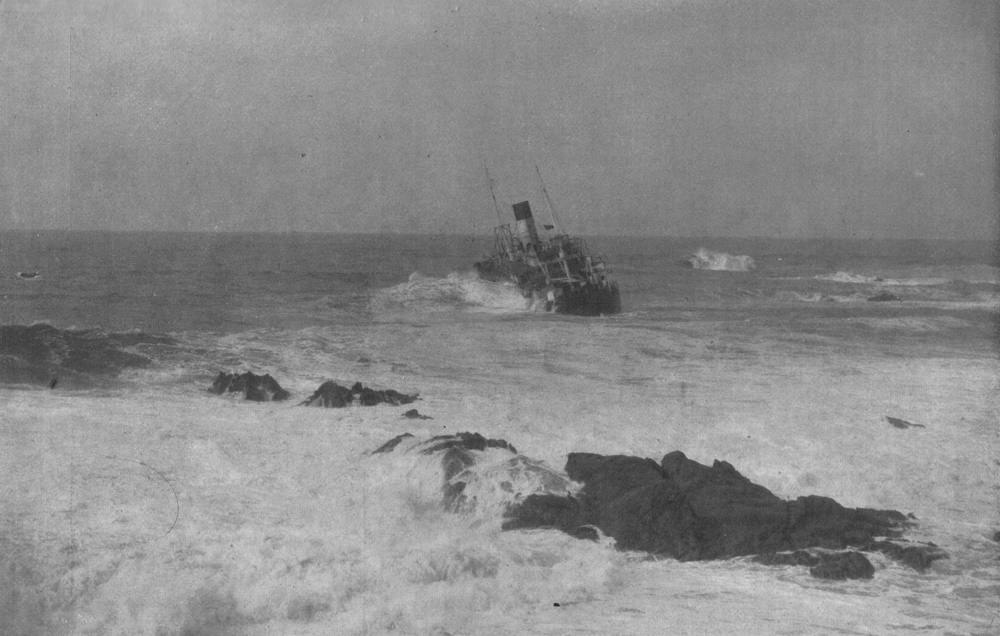
Die gestrandete Veronese

- 16. Januar: Das Kombischiff Veronese strandet vor Leixões mit über 230 Menschen an Bord. Zwischen 16 und 23 Personen kommen bei dem Versuch ums Leben, an Land zu schwimmen.
- 27. Januar: Nach einem Zusammenstoß im Ärmelkanal sinkt das Schiff Pangani innerhalb von nur fünf Minuten. Nur vier Mann der Besatzung können gerettet werden.
- 05. Februar: Der Eisenbahnunfall von Erzsébetváros führt zu einem Großbrand und kostet drei Menschen das Leben. Der im Zug mitreisende Prinz Eitel Friedrich von Preußen, zweiter Sohn Kaiser Wilhelms II., bleibt unverletzt.
- 26. Juli: Beim Eisenbahnunfall von Bramming kommen 15 Menschen ums Leben.
- 17. August: In der Gambier Bay an der Küste von Alaska rammt der Passagierdampfer State of California einen unbekannten Unterwasserfelsen und sinkt innerhalb von drei Minuten. 32 Menschen ertrinken.

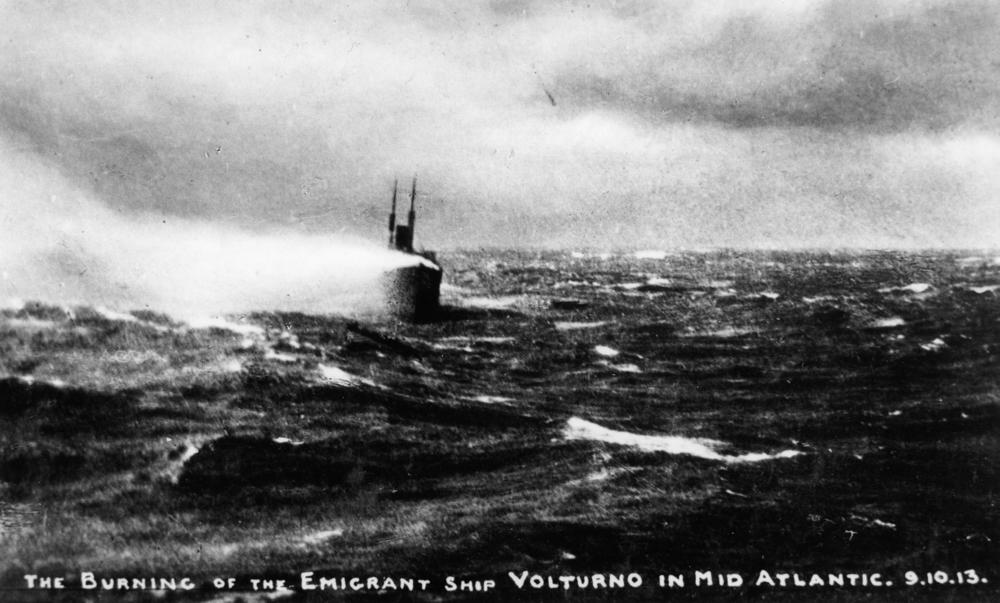
Die brennende Volturno

- 09. Oktober: Mitten im Nordatlantik brennt der britische Ozeandampfer Volturno wegen einer weggeworfenen Zigarette eines Passagiers ab und geht unter, 136 Passagiere und Besatzungsmitglieder sterben. Durch drahtlose Telegrafie herbeigerufene Schiffe können über 400 Menschen retten und eine noch größere Katastrophe verhindern.
- 14. Oktober: In Wales ereignet sich das bislang schwerste Grubenunglück in Großbritannien. Bei der Explosion in der Zeche Universal in Senghenydd sterben 439 Bergleute. Vermutlich kommt es erst zu einer Methangasexplosion, der unmittelbar eine Kohlenstaubexplosion folgt.

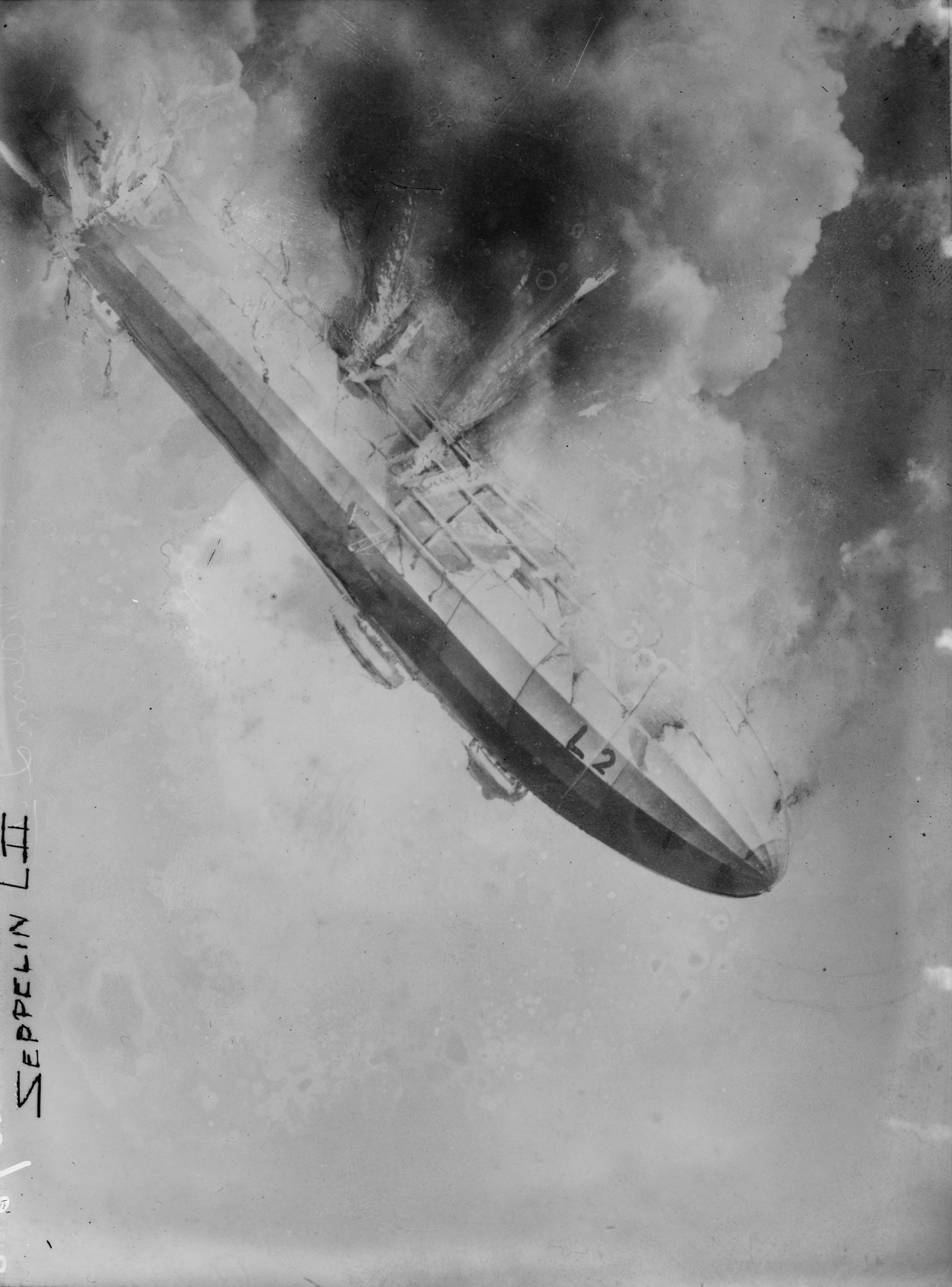
Zeitgenössische künstlerische Darstellung des Absturzes

- 17. Oktober: Beim Brand und anschließenden Absturz des deutschen Zeppelins LZ 18 kommt die gesamte Besatzung ums Leben.
- 22. Oktober: Beim Eisenbahnunfall von Waldenburg kommen 14 Menschen ums Leben.
- 04. November: Beim Eisenbahnunfall im Bahnhof von Melun werden 40 Menschen getötet, weitere 50 verletzt.

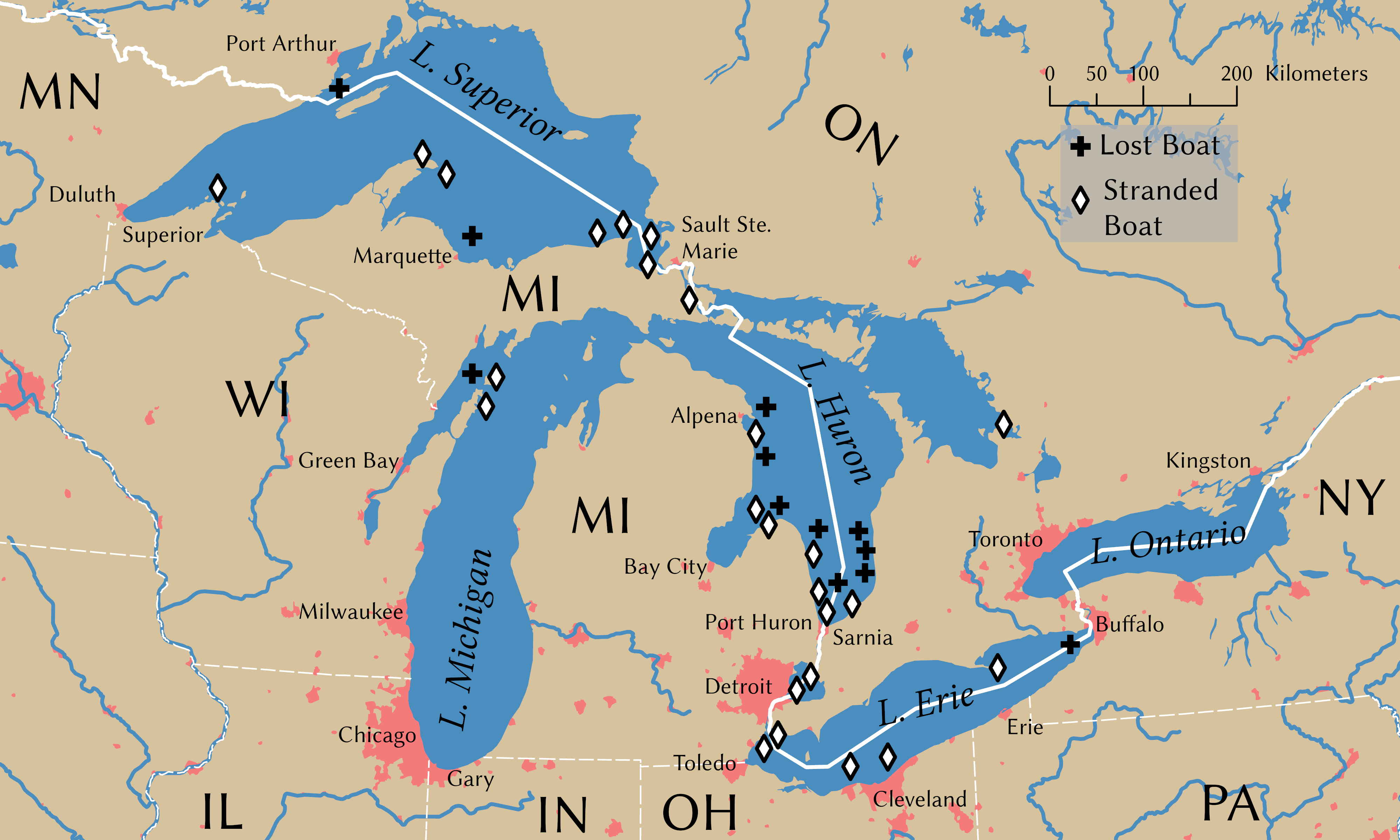
Positionen von Wracks nach dem Sturm

- 09. November: Die als Great Lakes Storm of 1913 bezeichnete folgenschwerste Naturkatastrophe im Gebiet der Großen Seen erreicht ihre intensivste Phase. Ein Blizzard mit hohen Windgeschwindigkeiten richtet schwere Schäden an, verursacht mehrere Schiffsuntergänge und kostet eine Vielzahl von Menschenleben.
- 14. Dezember: Am Südportal des Zschopautal-Tunnels auf der Bahnstrecke Roßwein–Niederwiesa bei Braunsdorf in Sachsen sterben bei einem Eisenbahnunglück infolge eines Bergrutsches zehn Menschen.

### Natur und Umwelt
- 10. Juli: Im Death Valley, Kalifornien, wird eine Temperatur von 56,7 °C gemessen, der bis zu diesem Zeitpunkt weltweit höchste gemessene Wert.

### Sport
- 26. Mai: Das Internationale Olympische Komitee (IOC) disqualifiziert Olympiasieger James Thorpe wegen Verstoßes gegen die strengen Amateurregeln und sperrt ihn auf Lebenszeit.

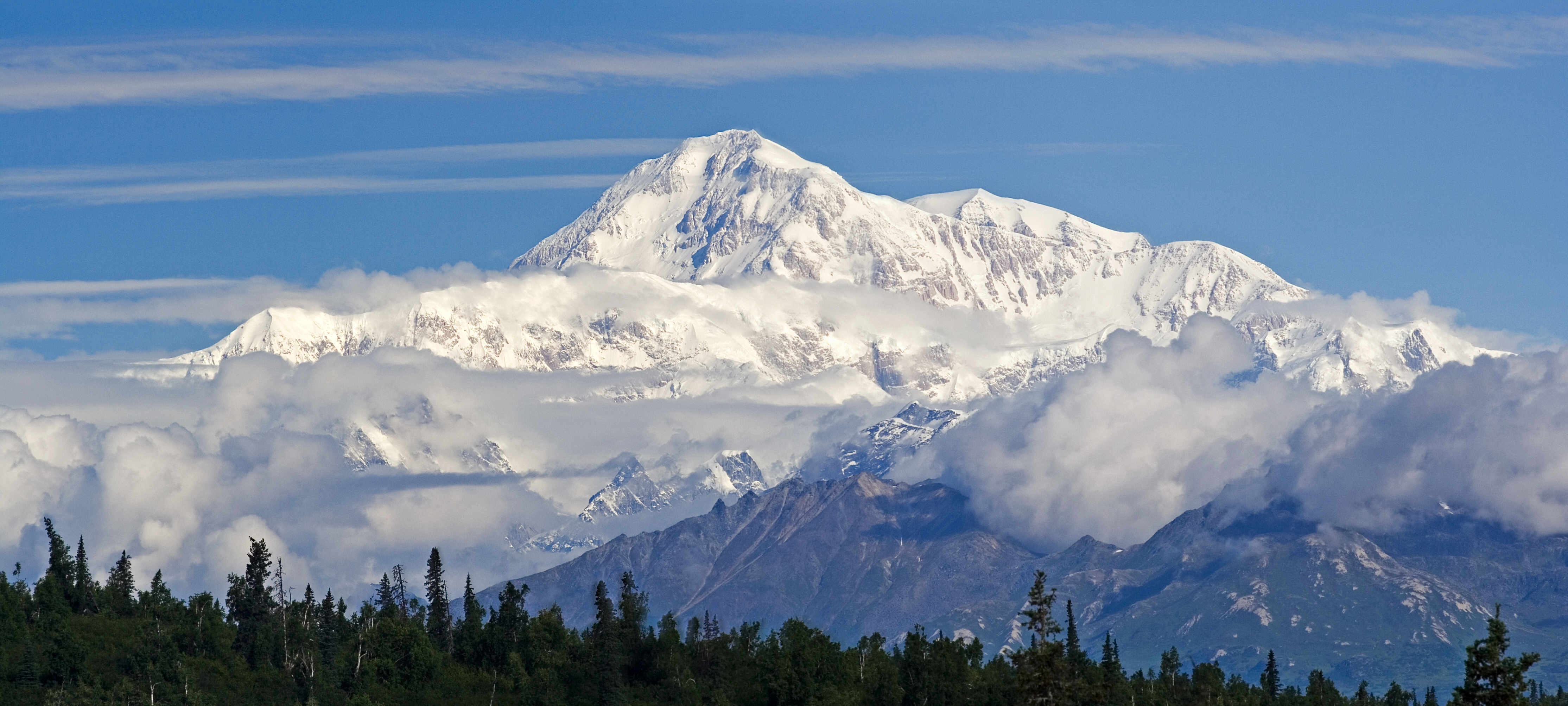
Der Denali

- 07. Juni: Hudson Stuck gelingt die Erstbesteigung des 6.194 m hohen Denali in Alaska, des höchsten Berges auf dem nordamerikanischen Kontinent.
- 08. Juni: Das Deutsche Stadion in Berlin wird eingeweiht.
- 03. Juli: In Dortmund wird die neue Galopprennbahn eröffnet, die eine der Erweiterung eines Eisenwerkes gewichene frühere Pferderennbahn ersetzt.
- 02. August: Der Hauptgipfel des Olymp, des höchsten Gebirges Griechenlands, wird erstmals bestiegen.
- 18. August: In Carlisle startet mit der 1. Internationalen Sechstagefahrt der erste durch die Fédération Internationale des Clubs Motocyclistes (FICM) ausgeschriebene internationale Motorradsport-Wettkampf.
- 01. November: Mit dem Clube de Futebol União wird in Funchal auf Madeira einer der ältesten Fußballvereine Portugals gegründet.

Einträge von Leichtathletik-Weltrekorden siehe unter der jeweiligen Disziplin unter Leichtathletik.

### Nobelpreise
| Preis                                   | Person                             | Land                                               | Begründung für die Preisvergabe | Bild                  |
| --------------------------------------- | ---------------------------------- | -------------------------------------------------- | --- | --------------------- |
| Nobelpreis für Physik                   | Heike Kamerlingh Onnes (1853–1926) | Niederlande                                        | „aus Anlass seiner Untersuchungen über die Eigenschaften von Körpern bei niedrigen Temperaturen, die unter anderem zur Darstellung von flüssigem Helium führten“                                                                                         | Heike Kamerlingh Ones |
| Nobelpreis für Chemie                   | Alfred Werner (1866–1919)          | Schweiz (geboren in Mülhausen, damals Deutschland) | „auf Grund seiner Arbeiten über die Bindungsverhältnisse der Atome im Molekül, wodurch er ältere Forschungsgebiete geklärt und neue erschlossen hat, besonders im Bereich der anorganischen Chemie“                                                      | Alfred Werner         |
| Nobelpreis für Physiologie oder Medizin | Charles Richet (1850–1935)         | Frankreich                                         | „für seine Arbeiten über Anaphylaxie“ | Charles Robert Richet |
| Nobelpreis für Literatur                | Rabindranath Tagore (1861–1941)    | Britisch-Indien                                    | „auf Grund der tiefen und hohen Beziehung sowie der Schönheit und Frische seiner Dichtungen, die auf eine glänzende Weise sein dichterisches Schaffen auch in dessen eigentümlichem englischen Gewand der schönen Literatur des Abendlandes einverleibt“ | Rabindranath Thakur   |
| Friedensnobelpreis (verliehen 1913)     | Henri La Fontaine (1854–1943)      | Belgien                                            | Präsident des Ständigen Internationalen Friedensbüros | Henri La Fontaine     |

## Geboren

### Januar
- 01. Januar: Ara Masahito, japanischer Literaturwissenschaftler und -kritiker († 1979)
- 01. Januar: Hans Lutz Merkle, deutscher Manager († 2000)
- 01. Januar: Norman Rosten, US-amerikanischer Schriftsteller († 1995)
- 02. Januar: Gardner Read, US-amerikanischer Komponist († 2005)
- 02. Januar: Johnny Simone, französischer Unternehmer und Automobilrennfahrer († 1967)
- 04. Januar: Tanumafili II., samoanisches Staatsoberhaupt († 2007)
- 05. Januar: César Marcelak, französischer Radrennfahrer († 2005)
- 05. Januar: Pierre Veuillot, Erzbischof von Paris und Kardinal der römisch-katholischen Kirche († 1968)
- 06. Januar: Georg Angermaier, deutscher Jurist, Staatswissenschaftler und Widerstandskämpfer († 1945)
- 06. Januar: Klaus Eschenburg, deutscher Brigadegeneral im Bundesnachrichtendienst († 1973)
- 06. Januar: Loretta Young, US-amerikanische Schauspielerin († 2000)
- 07. Januar: Herbert Krause, deutscher Brigadegeneral und Nachrichtendienstmitarbeiter († 1992)
- 07. Januar: Anton Mader, österreichischer General († 1984)
- 07. Januar: Francis De Wolff, britischer Schauspieler († 1984)
- 08. Januar: Berthold Bahnsen, friesisch-deutscher Politiker († 1971)

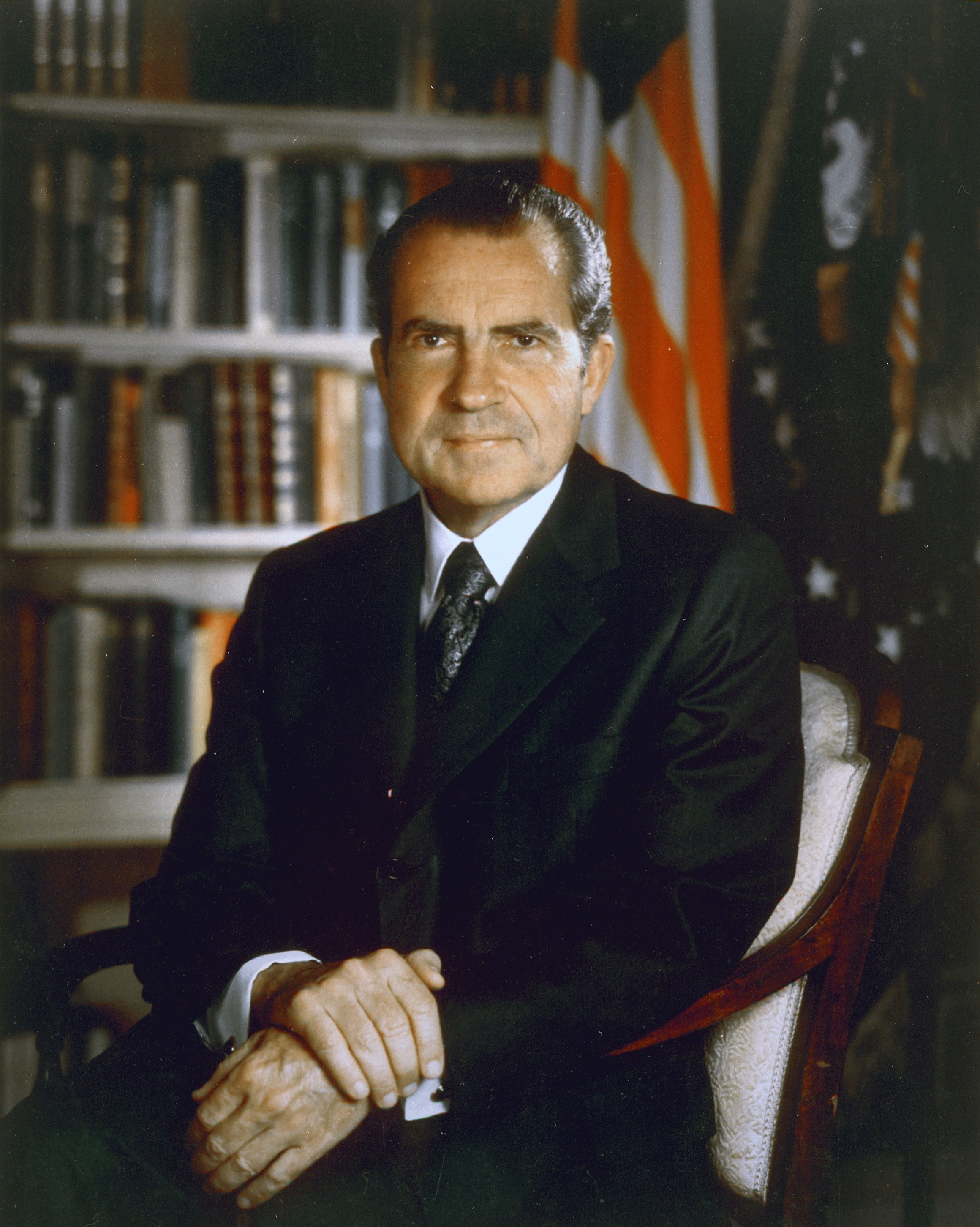
Richard Nixon, 1971

- 09. Januar: Richard Nixon, US-amerikanischer Politiker, 37. Präsident der USA († 1994)
- 10. Januar: Gustáv Husák, slowakischer Politiker und Staatspräsident der Tschechoslowakei († 1991)
- 10. Januar: Mehmet Shehu, albanischer Politiker und Premierminister († 1981)
- 11. Januar: Franz Aschenwald, österreichischer Skisportler († 1945)
- 11. Januar: Eduard Buess, Schweizer evangelischer Geistlicher und Hochschullehrer († 2003)
- 12. Januar: Willi Birkelbach, deutscher Politiker († 2008)
- 13. Januar: Toni Kurz, deutscher Bergsteiger († 1936)
- 15. Januar: Lloyd Bridges, US-amerikanischer Schauspieler († 1998)
- 15. Januar: Hans Caninenberg, deutscher Schauspieler († 2008)
- 15. Januar: Alexandr Marinesko, U-Boot-Kommandant der S-13 im Zweiten Weltkrieg († 1963)
- 17. Januar: Lotte Berk, deutsch-britische Tänzerin, Gymnastik- und Tanzlehrerin († 2003)
- 20. Januar: Karl Bewerunge, deutscher Politiker, MdB († 1993)
- 22. Januar: William Conway, Erzbischof von Armagh und Kardinal († 1977)
- 22. Januar: Carl Ferdinand Howard Henry († 2003), US-amerikanischer Baptistenpastor, Hochschullehrer für Religionsphilosophie und Theologie, Autor, Herausgeber und Gründer evangelikaler Institutionen
- 23. Januar: Jean-Michel Atlan, französischer Künstler († 1960)
- 24. Januar: Norman Dello Joio, US-amerikanischer Komponist und Professor († 2008)
- 24. Januar: Wolf von Niebelschütz, deutscher Schriftsteller und Historiker († 1960)
- 25. Januar: Jürgen Aschoff, deutscher Biologe († 1998)
- 25. Januar: Witold Lutosławski, polnischer Komponist und Dirigent († 1994)
- 26. Januar: Jimmy Van Heusen, US-amerikanischer Komponist († 1990)
- 27. Januar: Mary Frizzell, kanadische Leichtathletin († 1972)
- 28. Januar: Ernst Cramer, deutscher Publizist, Vorstand der Axel-Springer-Stiftung († 2010)
- 28. Januar: Bernie Scherer, US-amerikanischer American-Football-Spieler († 2004)
- 29. Januar: Victor Mature, US-amerikanischer Filmdarsteller († 1999)
- 29. Januar: Peter von Zahn, deutscher Hörfunk- und Fernsehjournalist († 2001)
- 30. Januar: Forrest Howard Anderson, US-amerikanischer Jurist und Politiker († 1989)
- 30. Januar: Reinhold Bäßler, deutscher Jurist, NS-Studentenfunktionär und Versicherungsmanager († 1969)
- 30. Januar: James W. Dalton, US-amerikanischer Ingenieur († 1977)
- 30. Januar: Amrita Sher-Gil, indisch-ungarische Künstlerin († 1941)
- 31. Januar: Don Hutson, US-amerikanischer American-Football-Spieler und -Trainer († 1997)
- 31. Januar: Wayne Millner, US-amerikanischer American-Football-Spieler und -Trainer († 1976)
- 31. Januar: Gustav Sichelschmidt, deutscher Schriftsteller († 1996)

### Februar
- 01. Februar: Erich Schulze, deutscher Verbandsfunktionär, ehemaliger Vorstand und Generaldirektor der GEMA († 2017)
- 01. Februar: Gaynell Tinsley, US-amerikanischer American-Football-Spieler und -Trainer († 2002)
- 02. Februar: Fred Apostoli, US-amerikanischer Mittelgewichts-Boxer († 1973)
- 02. Februar: Fukuoka Masanobu, japanischer Mikrobiologe und Bauer († 2008)
- 03. Februar: Paula Acker, SED-Funktionärin († 1989)
- 04. Februar: Gerhard Mendelson, deutscher Musikproduzent in Wien († 1976)
- 04. Februar: Ady Berber, österreichischer Schauspieler († 1966)
- 04. Februar: Rosa Parks, US-amerikanische Bürgerrechtlerin († 2005)
- 04. Februar: Richard Seaman, britischer Automobilrennfahrer († 1939)
- 04. Februar: Birgitta Wolf, schwedische Publizistin († 2009)
- 05. Februar: Ilse Arndt, jüdische Zeitzeugin der Judenverfolgung († 2003)
- 06. Februar: Mary Leakey, britische Archäologin († 1996)
- 07. Februar: Lydia Eberhardt, deutsche Speerwerferin und Fünfkämpferin († 1997)
- 07. Februar: Ramón Mercader, spanischer Kommunist und Attentäter auf Leo Trotzki († 1978)
- 08. Februar: Antal Apró, ungarischer Politiker († 1994)
- 09. Februar: Günter Herlitz, deutscher Unternehmer († 2010)
- 09. Februar: Astrid Krebsbach, deutsche Tischtennisspielerin († 1995)
- 10. Februar: Douglas Slocombe, britischer Kameramann († 2016)
- 11. Februar: Clyde Robert Cameron, australischer Politiker († 2008)
- 11. Februar: Masaji Kiyokawa, japanischer Schwimmer († 1999)
- 11. Februar: Wladimir Sak, ukrainischer Schachspieler († 1994)
- 11. Februar: Jewgeni Iwanowitsch Umnow, russischer Schachproblemkomponist († 1989)
- 12. Februar: John R. Barrows, US-amerikanischer Hornist († 1974)
- 12. Februar: Anni Steuer, deutsche Leichtathletin und Olympionikin († zwischen 1996 und 1999)
- 14. Februar: Bayliss Levrett, US-amerikanischer Automobilrennfahrer († 2002)
- 15. Februar: Erich Eliskases, österreichischer und argentinischer Schachmeister († 1997)
- 15. Februar: Lester Sumrall, US-amerikanischer Heilungsevangelist, Pfingstprediger und Gründer von LeSEA († 1996)
- 15. Februar: Willy Vandersteen, belgischer Comic-Künstler († 1990)
- 16. Februar: Richard Jaeger, deutscher Jurist und CSU-Politiker († 1998)
- 16. Februar: Hermann Schild, deutscher Radrennfahrer († 2006)
- 17. Februar: René Leibowitz, französischer Komponist, Dirigent und Schriftsteller († 1972)
- 18. Februar: Artur Axmann, Reichsjugendführer in der Zeit des Nationalsozialismus († 1996)
- 18. Februar: Devery Freeman, US-amerikanischer Drehbuchautor († 2005)
- 19. Februar: Wolf Schmidt, deutscher Journalist, Kabarettist und Schauspieler († 1977)
- 19. Februar: Dick Weisgerber, US-amerikanischer American-Football-Spieler († 1984)
- 19. Februar: Max Worthley, australischer Sänger (Tenor) und Gesangspädagoge († 1999)
- 20. Februar: Abd ar-Rahman al-Bazzaz, irakischer Politiker († 1973)
- 20. Februar: Rolf Italiaander, deutscher Schriftsteller und Kunstsammler († 1991)
- 21. Februar: Glenn Malcolm Anderson, US-amerikanischer Politiker († 1994)
- 21. Februar: France Bloch-Sérazin, französische Widerstandskämpferin der Résistance († 1943)
- 21. Februar: Benjamin Bloom, US-amerikanischer Universitätsprofessor († 1999)
- 21. Februar: Roger Laurent, belgischer Motorrad- und Automobilrennfahrer († 1997)
- 22. Februar: Hugh Garner, kanadischer Schriftsteller († 1979)
- 22. Februar: Gregorio Walerstein, mexikanischer Filmproduzent und Drehbuchautor († 2002)
- 23. Februar: Salvador Artigas, spanischer Fußballspieler und -trainer († 1997)
- 25. Februar: Habib Achour, tunesischer Gewerkschafter († 1999)
- 25. Februar: Leslie Harry Ernest Bury, australischer Politiker († 1986)
- 25. Februar: Gert Fröbe, deutscher Schauspieler († 1988)
- 25. Februar: Stephan László, österreichischer Bischof († 1995)
- 25. Februar: Victor-Emanuel Preusker, deutscher Politiker und Bankier († 1991)
- 26. Februar: Otto Eisenmann, deutscher Politiker († 2002)
- 26. Februar: Hermann Lenz, deutscher Schriftsteller († 1998)
- 27. Februar: Paul Ricœur, französischer Philosoph († 2005)
- 27. Februar: Kazimierz Sabbat, polnischer Jurist, Unternehmer und Politiker († 1989)
- 27. Februar: Irwin Shaw, US-amerikanischer Schriftsteller. († 1984)

### März
- 01. März: Hans Schwartz, deutscher Fußballspieler († 1991)
- 02. März: Herbert Ansbach, deutscher Politiker († 1988)
- 02. März: François Aupetit, französischer Boxer († 1945)
- 02. März: Falk Harnack, deutscher Regisseur, Widerstandskämpfer gegen den Nationalsozialismus († 1991)
- 02. März: Duke Nalon, US-amerikanischer Automobilrennfahrer († 2001)
- 02. März: Marjorie Weaver, US-amerikanische Schauspielerin († 1994)
- 03. März: Margaret Bonds, US-amerikanische Komponistin und Pianistin († 1976)
- 03. März: August Tiedtke, deutscher Karambolagespieler, Weltmeister, Europameister und Deutscher Meister († 1972)

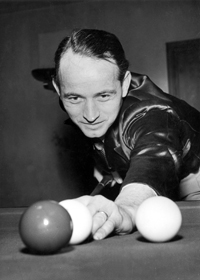
August Tiedtke

- 04. März: Herta Fey, deutsche Schwimmerin († 1992)
- 04. März: John Garfield, US-amerikanischer Schauspieler († 1952)
- 04. März: Leo Trepp, deutsch-amerikanischer Rabbiner und Theologieprofessor († 2010)
- 05. März: Karl Ewald Böhm, deutscher Schriftsteller und Leiter der Zensurbehörde der DDR († 1977)
- 05. März: Hans Gutzwiller, Schweizer Philologe und Germanist († 1988)
- 05. März: Tibor Kemény, ungarischer Fußballspieler und -trainer († 1992)
- 05. März: Josef Stroh, deutscher und österreichischer Fußballspieler († 1991)
- 07. März: Harry Andersson, schwedischer Fußballspieler († 1996)
- 08. März: Mouloud Feraoun, algerischer Schriftsteller († 1962)
- 11. März: John Weinzweig, kanadischer Komponist († 2006)
- 12. März: Teobaldo Depetrini, italienischer Fußballspieler und -trainer († 1996)
- 12. März: Loulie Jean Norman, US-amerikanische Sopranistin († 2005)
- 13. März: Paul Grice, englischer Philosoph († 1988)
- 13. März: George Maybee, kanadischer Organist, Chorleiter und Musikpädagoge († 1973)
- 13. März: Joe Kelly, irischer Automobilrennfahrer († 1993)
- 13. März: Sergei Michalkow, russischer Schriftsteller († 2009) Sergei Wladimirowitsch Michalkow

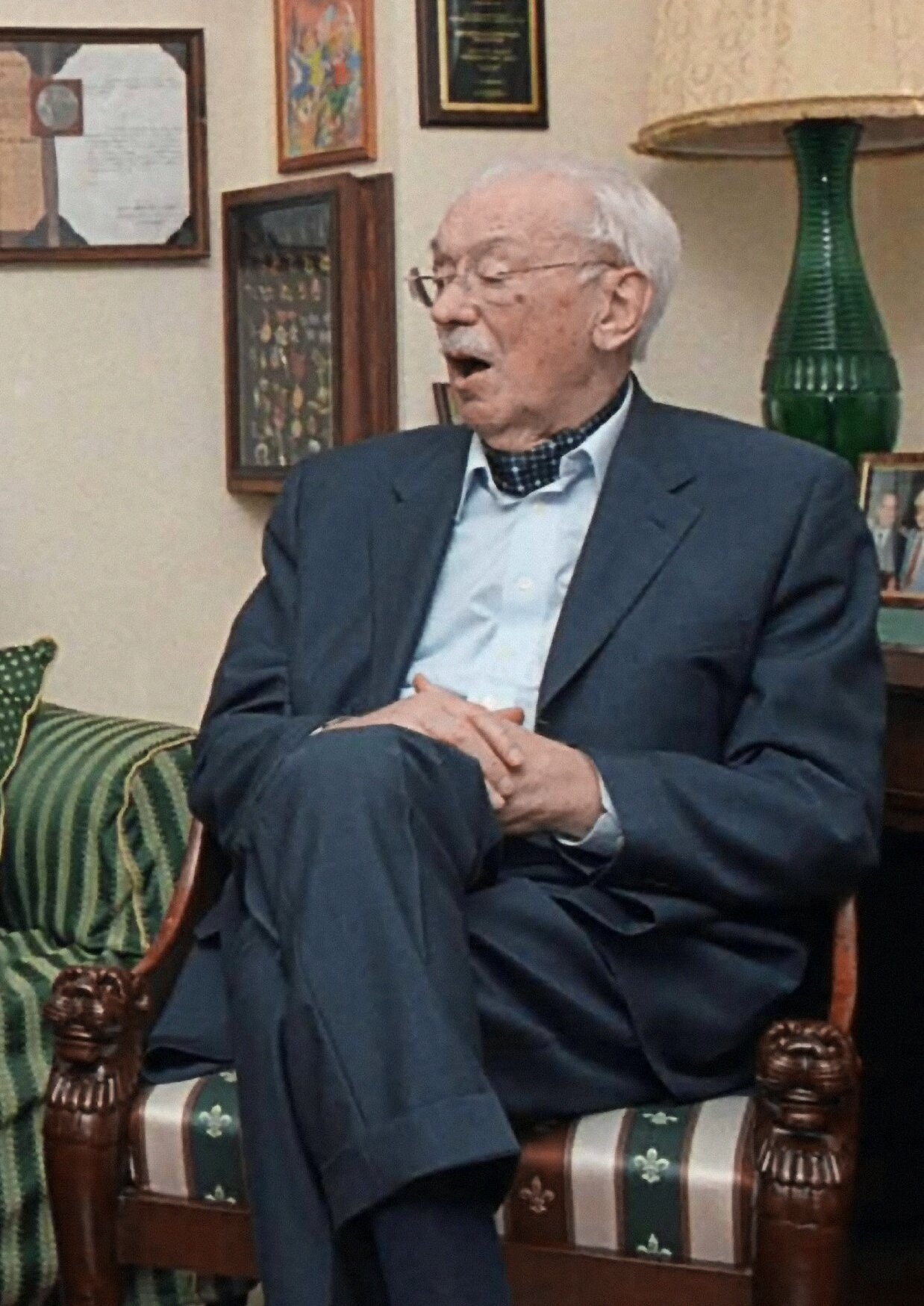
Sergei Wladimirowitsch Michalkow

- 13. März: Irène Joachim, französische Sopranistin († 2001)
- 13. März: Lightnin’ Slim, US-amerikanischer Blues-Musiker († 1974)
- 13. März: Renate Niethammer, deutsche Grafikerin († 2017)
- 14. März: Witold Rudziński, polnischer Komponist († 2004)
- 15. März: Jack Fairman, britischer Automobilrennfahrer († 2002)
- 15. März: Franz Ronneberger, Kommunikationswissenschaftler († 1999)
- 16. März: Carmelo Heriberto Alves, uruguayischer Künstler († 2010)
- 16. März: Rudi Schuricke, deutscher Sänger und Schauspieler († 1973)
- 18. März: Hamilton Shirley Amerasinghe, UN-Politiker und Diplomat aus Sri Lanka († 1980)
- 18. März: Ishida Hakyō, japanischer Lyriker († 1969)
- 18. März: René Clément, französischer Filmregisseur († 1996)
- 18. März: Reinhard Hardegen, deutscher U-Boot-Kommandant († 2018)
- 18. März: Werner Mölders, deutscher Luftwaffenoffizier († 1941)
- 19. März: Alexander Iwanowitsch Pokryschkin, sowjetischer Pilot († 1985)
- 19. März: Günter Neumann, deutscher Komponist, Autor und Kabarettist († 1972)
- 19. März: José Villanueva, philippinischer Boxer († 1983)
- 21. März: George Abecassis, britischer Automobilrennfahrer († 1991)
- 21. März: Rodney Arismendi, uruguayischer Politiker und marxistischer Theoretiker († 1989)
- 21. März: Paul Fröhlich, Mitglied des Politbüros des ZK der SED († 1970)
- 21. März: Werner Höfer, deutscher Journalist († 1997)
- 21. März: Erwin Vosseler, deutscher Fußballspieler
- 22. März: Sabiha Gökçen, die erste türkische Pilotin und die erste Kampfpilotin der Welt († 2001)
- 22. März: George Svendsen, US-amerikanischer American-Football-Spieler († 1995)
- 23. März: Piero Chiara, italienischer Schriftsteller († 1986)
- 23. März: Heinz Linge, SS-Offizier, Kammerdiener von Adolf Hitler († 1980)
- 25. März: Josef Siedler, deutscher Politiker († 2005)
- 26. März: Paul Erdős, Mathematiker ungarischer Herkunft († 1996)

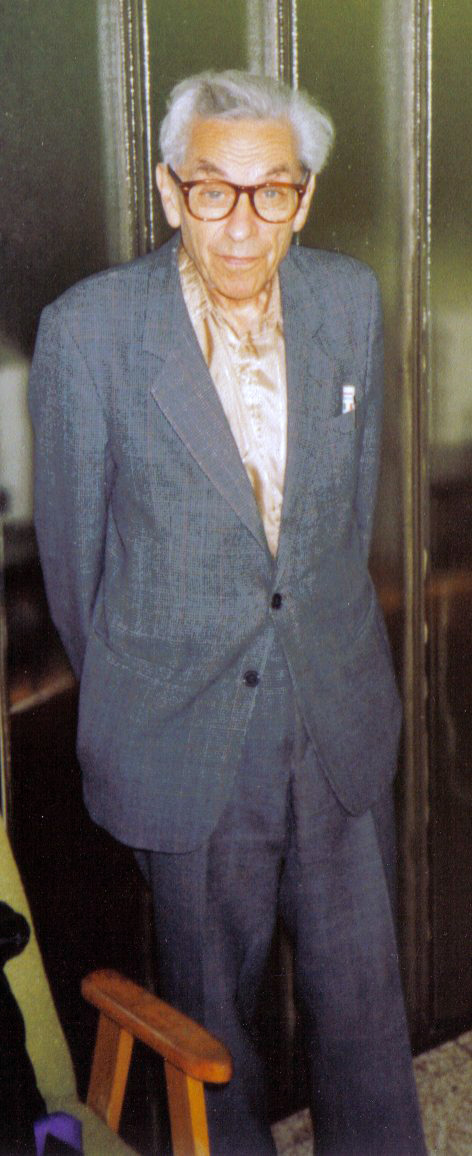
Paul Erdős, 1992

- 26. März: Bruce Low, niederländischer Schlager- und Gospelsänger († 1990)
- 26. März: Jacqueline de Romilly, französische Altphilologin, Mitglied der Académie Française († 2010)
- 27. März: George Huntoon, US-amerikanischer Automobilrennfahrer († 1997)
- 27. März: Klaus Mahnert, österreichischer Politiker († 2005)
- 27. März: Chombo Silva, kubanischer Geiger und Saxophonist († 1995)
- 28. März: Kurt Dossin, deutscher Handballspieler († 2004)
- 28. März: José Sánchez del Río, mexikanischer katholischer Martyrer († 1928)
- 28. März: Shinoda Tōkō, japanische Künstlerin († 2021)
- 30. März: Marc Davis, US-amerikanischer Trickfilmzeichner († 2000)
- 30. März: Rudolf Noack, deutscher Fußballspieler († 1947)
- 31. März: Nils Erik Åkerlindh, schwedischer Ringer († 1992)
- 31. März: Etta Baker, US-amerikanische Blues-Sängerin und Gitarristin († 2006)

### April
- 03. April: Per Borten, norwegischer Politiker und Staatsminister († 2005)
- 04. April: Cecil Gant, US-amerikanischer Bluessänger und Pianist († 1951)
- 04. April: Frances Langford, US-amerikanische Sängerin und Schauspielerin († 2005)
- 04. April: Muddy Waters (McKinley Morganfield), US-amerikanischer Bluessänger und -gitarrist († 1983)
- 05. April: Antoni Clavé, spanischer Maler und Bildhauer († 2005)
- 05. April: Nicolas Grunitzky, togoischer Politiker († 1969)
- 05. April: Ruth Smith, färöische Malerin und Grafikerin († 1958)
- 06. April: Otto Schmitt, US-amerikanischer Biophysiker und Erfinder († 1998)
- 07. April: Herbert Gadsch, deutscher Kirchenmusiker und Komponist († 2011)
- 08. April: Sourou-Migan Apithy, Präsident von Benin († 1989)
- 10. April: Jan Arvan, US-amerikanischer Schauspieler († 1979)
- 10. April: Duke Dinsmore, US-amerikanischer Automobilrennfahrer († 1985)

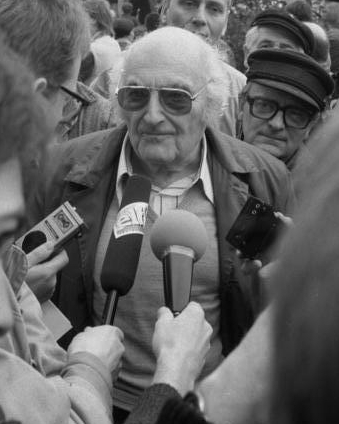
Stefan Heym, 1989

- 10. April: Stefan Heym, deutscher Schriftsteller († 2001)
- 10. April: Walter Schönrock, deutscher Langstreckenläufer († 1996)
- 10. April: Peter Wackernagel, deutscher Regisseur († 1958)
- 11. April: Egon Franke, deutscher Politiker († 1995)
- 12. April: Fritz Fromm, deutscher Handballspieler († 2001)
- 12. April: Keiko Fukuda, US-amerikanische Judoka japanischer Herkunft († 2013)
- 14. April: Jean Fournet, französischer Dirigent († 2008)
- 14. April: Werner Wolf Glaser, schwedischer Komponist und Professor († 2006)
- 14. April: John Howard, US-amerikanischer Schauspieler († 1995)
- 15. April: Hans Egon Holthusen, deutscher Dichter († 1997)
- 15. April: Bärbel Inhelder, Schweizer Entwicklungspsychologin († 1997)
- 15. April: Johannes Overath, deutscher katholischer Theologe und Priester († 2002)
- 15. April: Manfred Schmidt, deutscher Comic-Zeichner und humoristischer Reiseschriftsteller († 1999)
- 15. April: Lotte Strauss, deutsche Pathologin († 1985)
- 16. April: Don Fedderson, US-amerikanischer Fernsehproduzent († 1994)
- 17. April: Miss Read, englische Schriftstellerin († 2012)
- 18. April: Werner Steinberg, deutscher Schriftsteller († 1992)
- 19. April: Karl Rawer, deutscher Physiker († 2018)
- 20. April: Willi Hennig, deutscher Zoologe, Phylogenetiker († 1976)
- 20. April: Dick Wessel, US-amerikanischer Schauspieler († 1965)
- 21. April: Milivoj Ašner, kroatischer Polizeichef in Požega († 2011)
- 21. April: Norbert Frýd, Schriftsteller und Publizist († 1976)
- 21. April: Kai-Uwe von Hassel, deutscher Politiker († 1997)
- 21. April: Charles Martin, britischer Automobilrennfahrer († 1998)
- 21. April: Josef Meinrad, österreichischer Kammerschauspieler († 1996)
- 22. April: Bruno Tesch, deutscher Widerstandskämpfer, NS-Opfer († 1933)
- 24. April: Violet Archer, kanadische Komponistin († 2000)
- 24. April: Hermann Gramlich, deutscher Fußballspieler († 1942)
- 24. April: Josef Stierli, Schweizer Jesuit und Kirchenhistoriker († 1999)
- 25. April: Earl Bostic, US-amerikanischer Altsaxophonist und Komponist († 1965)
- 26. April: Sigrid Hunke, deutsche Religionswissenschaftlerin und Germanistin († 1999)
- 27. April: Philip Hauge Abelson, US-amerikanischer Physiker und Chemiker († 2004)
- 27. April: Luz Long, deutscher Leichtathlet († 1943)
- 27. April: Werner Sanß, Theologe, Friedensaktivist († 2004)
- 27. April: Willy Schürmann, Maler und Graphiker († 2008)
- 28. April: Yang Shuo, chinesischer Lyriker und Essayist († 1968)
- 29. April: Edgar Allen Ablowich, US-amerikanischer Hürdenläufer und Sprinter († 1998)
- 29. April: Hans Lodermeier, deutscher Motorradrennfahrer († 2000)
- 30. April: Américo Belloto Varoni, argentinischer Geiger und Dirigent († 1965)
- 30. April: Christian Maurer, Schweizer evangelischer Geistlicher und Hochschullehrer († 1992)
- 30. April: Willy Schäfer, Schweizer Handballspieler († 1980)

### Mai
- 01. Mai: Paul D. MacLean, US-amerikanischer Hirnforscher († 2007)
- 01. Mai: Louis Nye, US-amerikanischer Comedian und Schauspieler († 2005)
- 01. Mai: Walter Susskind, englischer Dirigent († 1980)
- 02. Mai: Pietro Frua, italienischer Automobildesigner († 1983)
- 02. Mai: Florian Dąbrowski, polnischer Komponist und Musikpädagoge († 2002)
- 02. Mai: Nigel Patrick, britischer Schauspieler († 1981)
- 03. Mai: William Inge, US-amerikanischer Dramatiker († 1973)
- 03. Mai: Lothar Malskat, Maler und Kunstfälscher († 1988)
- 04. Mai: Agnelo Rossi, Erzbischof von São Paulo und Kardinal der römisch-katholischen Kirche († 1995)
- 05. Mai: Duane Carter, US-amerikanischer Automobilrennfahrer († 1993)
- 05. Mai: Pug Manders, US-amerikanischer American-Football-Spieler († 1985)
- 06. Mai: Carmen Cavallaro, US-amerikanischer Musiker und Filmschauspieler († 1989)
- 06. Mai: Gyula Dávid, ungarischer Komponist († 1977)

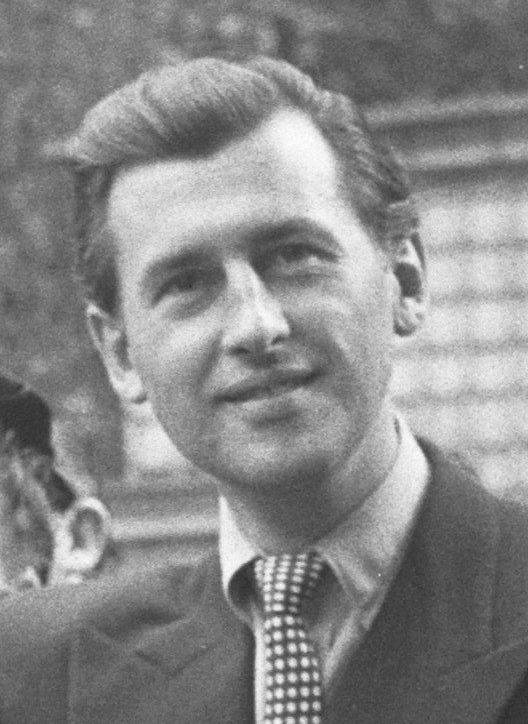
Stewart Granger

- 06. Mai: Stewart Granger, englischer Schauspieler († 1993)
- 07. Mai: Kurt Kauter, deutscher Schriftsteller († 2002)
- 07. Mai: Simon Ramo, US-amerikanischer Physiker, Ingenieur und Unternehmer († 2016)
- 08. Mai: Sidney James, südafrikanischer Schauspieler († 1976)
- 11. Mai: Hellmut Brunner, deutscher Ägyptologe († 1997)
- 11. Mai: Robert Jungk, Publizist, Journalist und Zukunftsforscher († 1994)
- 13. Mai: Götz von Houwald, deutscher Diplomat, Ethnologe und Historiker († 2001)
- 13. Mai: William R. Tolbert junior, liberianischer Präsident († 1980)
- 13. Mai: Helmut Weiß, deutscher Schriftsteller († 2000)
- 14. Mai: Paul Arndt, deutscher Kommunist und Widerstandskämpfer († 1939)
- 14. Mai: Herbert Aust, deutscher SS-Sturmbannführer († 1974)
- 14. Mai: Erika Richter, deutsche Tischtennisspielerin († 2000)

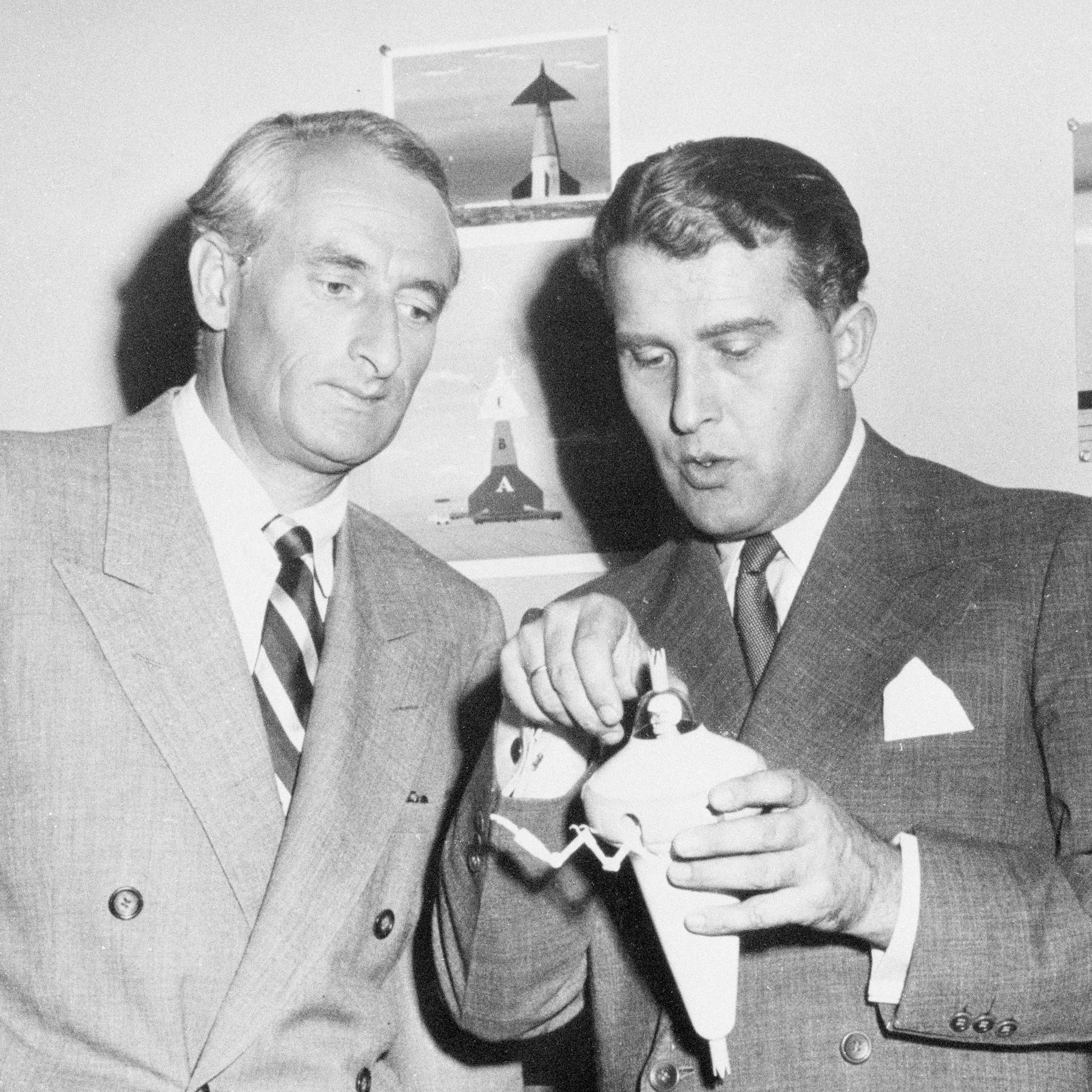
Heinz Haber (links) im Gespräch mit Wernher von Braun

- 15. Mai: Heinz Haber, deutscher Astrophysiker († 1990)
- 15. Mai: Rotraut Richter, deutsche Schauspielerin († 1947)
- 15. Mai: Herbert Stockmann, deutscher Maler und Graphiker († 1947)
- 16. Mai: Gheorghe Apostol, rumänischer Politiker und Diplomat († 2010)
- 16. Mai: Sebastiano Baggio, Kardinal der römisch-katholischen Kirche († 1993)
- 16. Mai: Woody Herman, US-amerikanischer Jazzmusiker und Bandleader († 1987)
- 16. Mai: Edith Kraus, israelische Pianistin († 2013)
- 17. Mai: Waldemar de Brito, brasilianischer Fußballspieler († 1979)
- 17. Mai: Hans Ruesch, Schweizer Automobilrennfahrer, Publizist und Schriftsteller († 2007)
- 18. Mai: Nicolás Gómez Dávila, kolumbianischer Philosoph († 1994)
- 18. Mai: Eugen Ewig, deutscher Historiker († 2006)
- 18. Mai: Jean de Montrémy, französischer Automobilrennfahrer († 1998)
- 18. Mai: Charles Trenet, französischer Sänger, Komponist, Dichter und Maler († 2001)
- 19. Mai: Pierre Boncompagni, französischer Automobilrennfahrer († 1953)
- 20. Mai: Philip Matthew Hannan, Erzbischof von New Orleans († 2011)
- 20. Mai: William Hewlett, Gründer von Hewlett-Packard († 2001)
- 20. Mai: Isolde Oschmann, SED-Funktionärin der DDR
- 20. Mai: Isaak Jakowlewitsch Pomerantschuk, russischer Physiker († 1966)
- 24. Mai: Willi Daume, NOK-Präsident († 1996)
- 24. Mai: Peter Ellenshaw, englischer Maler († 2007)
- 24. Mai: Roland Kohlsaat, deutscher Comiczeichner, Illustrator und Autor († 1978)
- 25. Mai: Donald Maclean, britischer Spion († 1983)
- 26. Mai: Annemarie Ackermann, deutsche Politikerin († 1994)
- 26. Mai: Erich Bautz, deutscher Radrennfahrer († 1986)
- 26. Mai: Peter Cushing, britischer Schauspieler († 1994)
- 26. Mai: Pierre Daninos, französischer Journalist und Schriftsteller († 2005)
- 26. Mai: Androniqi Zengo Antoniu, albanische Malerin († 2000)
- 27. Mai: Wols, deutscher Maler, Zeichner, Grafiker († 1951)
- 28. Mai: Marko Feingold, Präsident der Israelitischen Kultusgemeinde Salzburg († 2019)
- 28. Mai: Patrick Mitchell-Thomson, 2. Baron Selsdon, britischer Automobilrennfahrer († 1963)
- 29. Mai: Oskar Steinbach, deutscher Motorradrennfahrer († 1937)
- 31. Mai: Peter Frankenfeld, deutscher Schauspieler, Showmaster und Sänger († 1979)
- 31. Mai: Johannes Wieke, deutscher Schauspieler († 1982)

### Juni
- 01. Juni: Patrick Dalzel-Job, britischer Marineoffizier († 2003)
- 02. Juni: Barbara Pym, britische Schriftstellerin († 1980)
- 04. Juni: Ahmad Tajuddin, Sultan von Brunei († 1950)
- 04. Juni: Arved Deringer, deutscher Politiker († 2011)
- 05. Juni: Theodor Wieland, deutscher Chemiker († 1995)
- 06. Juni: Herbert Aschmann, deutscher Maler († 1975)
- 06. Juni: Arno Behrisch, deutscher Politiker (SPD, DFU) († 1989)
- 06. Juni: Francis Preston, britischer Regattasegler († 1975)
- 07. Juni: Roberto Porta, uruguayisch-italienischer Fußballspieler und -trainer († 1984)
- 09. Juni: Alfonso Gómez-Mena, kubanischer Automobilrennfahrer († 1975)
- 10. Juni: Edward Abraham, britischer Biochemiker († 1999)
- 10. Juni: Shōjirō Asahina, japanischer Entomologe († 2010)
- 10. Juni: Annemarie Auer, deutsche Schriftstellerin († 2002)
- 10. Juni: Tichon Nikolajewitsch Chrennikow, russischer Komponist († 2007)
- 10. Juni: Ilie Ciocan, rumänischer Altersrekordler
- 11. Juni: Vince Lombardi, American-Football-Trainer († 1970)
- 12. Juni: Heinrich Keimig, deutscher Handballspieler († 1966)
- 13. Juni: Humberto Mariles Cortés, mexikanischer Oberst und Spring- und Vielseitigkeitsreiter († 1972)
- 13. Juni: Friedrich Huber, österreichischer Unternehmer und Automobilrennfahrer († 2010)
- 13. Juni: Manfred Lehmbruck, deutscher Architekt († 1992)
- 14. Juni: Henry Banks, US-amerikanischer Automobilrennfahrer († 1994)
- 15. Juni: Harry Voigt, deutscher Leichtathlet († 1986)
- 17. Juni: Felix Hartlaub, deutscher Schriftsteller († 1945)
- 18. Juni: Clifford Coffin, US-amerikanischer Fotograf († 1972)
- 18. Juni: Stanisław Marusarz, polnischer Skisportler († 1993)
- 18. Juni: Hermann Müller, deutscher Politiker († 1991)
- 18. Juni: Oswald Teichmüller, deutscher Mathematiker († 1943)
- 20. Juni: Juan Carlos Teresa Silverio Alfonso de Borbón y Battenberg, Infant von Spanien und Graf von Barcelona († 1993)
- 20. Juni: Laure Wyss, Schweizer Schriftstellerin († 2002)
- 21. Juni: Josef Brinkhues, Bischof der Alt-Katholischen Kirche in Deutschland († 1995)
- 22. Juni: Hans Bay, deutscher Politiker († 2009)
- 22. Juni: Heinrich Hogrebe, deutscher Forstmann und Offizier im Zweiten Weltkrieg († 1998)
- 23. Juni: Anna Furrer, Schweizer Supercentenarian († 2025)
- 23. Juni: Lillian Palmer, kanadische Sprinterin († 2001)
- 23. Juni: William P. Rogers, US-amerikanischer Außenminister († 2001)
- 24. Juni: Elisa Huezo Paredes, salvadorianische Schriftstellerin und Malerin († 1995)
- 25. Juni: Eberhard Cronshagen, deutscher Schauspieler und Synchronregisseur († 1994)
- 25. Juni: Wilhelm Sandfuchs, deutscher Kirchenjournalist († 1999)
- 26. Juni: Aimé Césaire, afrokaribisch-französischer Dichter, Schriftsteller und Politiker († 2008)
- 26. Juni: Harold F. Kress, US-amerikanischer Filmeditor († 1999)
- 26. Juni: Maurice V. Wilkes, britischer Informatiker († 2010)
- 27. Juni: Nathan Abshire, US-amerikanischer Akkordeonspieler († 1981)
- 27. Juni: Elton Britt, US-amerikanischer Country-Musiker († 1972)
- 27. Juni: William Joseph „Willie“ Mosconi, US-amerikanischer Poolbillard-Spieler († 1993)
- 28. Juni: Franz Antel, österreichischer Filmregisseur, -produzent, Drehbuchautor († 2007)
- 28. Juni: George Lloyd, englischer Komponist († 1998)
- 28. Juni: Paul Tröger, deutscher Schachmeister († 1992)
- 30. Juni: Herta Heuwer, Erfinderin einer pikanten Sauce (Chillup) für die Currywurst († 1999)

### Juli
- 03. Juli: Dorothy Kilgallen, US-amerikanische Fernsehmoderatorin und Schauspielerin († 1965)
- 05. Juli: Hanuš Bonn, tschechischer Dichter, Literaturkritiker und Übersetzer († 1941)
- 05. Juli: Smiley Lewis, US-amerikanischer Blues- und R&B-Sänger († 1966)
- 06. Juli: J. Carson Mark, US-amerikanischer Mathematiker und Physiker († 1997)
- 07. Juli: Pinetop Perkins, US-amerikanischer Blues-Musiker († 2011)
- 09. Juli: Hubert Claessen, DFB-Funktionär, Fußball-Bundesliga-Mitbegründer und Jurist († 2005)
- 09. Juli: Georg Picht, Religionsphilosoph und Pädagoge († 1982)
- 10. Juli: Helmut Eschwege, deutscher Historiker und Dokumentarist († 1992)
- 11. Juli: Artur Gelbrun, israelischer Geiger, Bratschist, Musikpädagoge, Dirigent und Komponist polnischer Herkunft († 1985)
- 11. Juli: Paul Linebarger, US-amerikanischer Psychologe und Schriftsteller († 1966)
- 11. Juli: Harry Williamson, US-amerikanischer Mittelstreckenläufer († 2000)
- 12. Juli: Willis E. Lamb, US-amerikanischer Physiker († 2008)
- 12. Juli: André Lavagne, französischer Komponist († 2014)
- 13. Juli: Mærsk Mc-Kinney Møller, dänischer Reeder und Großindustrieller († 2012)
- 14. Juli: Fritz Erler, deutscher SPD-Politiker († 1967)

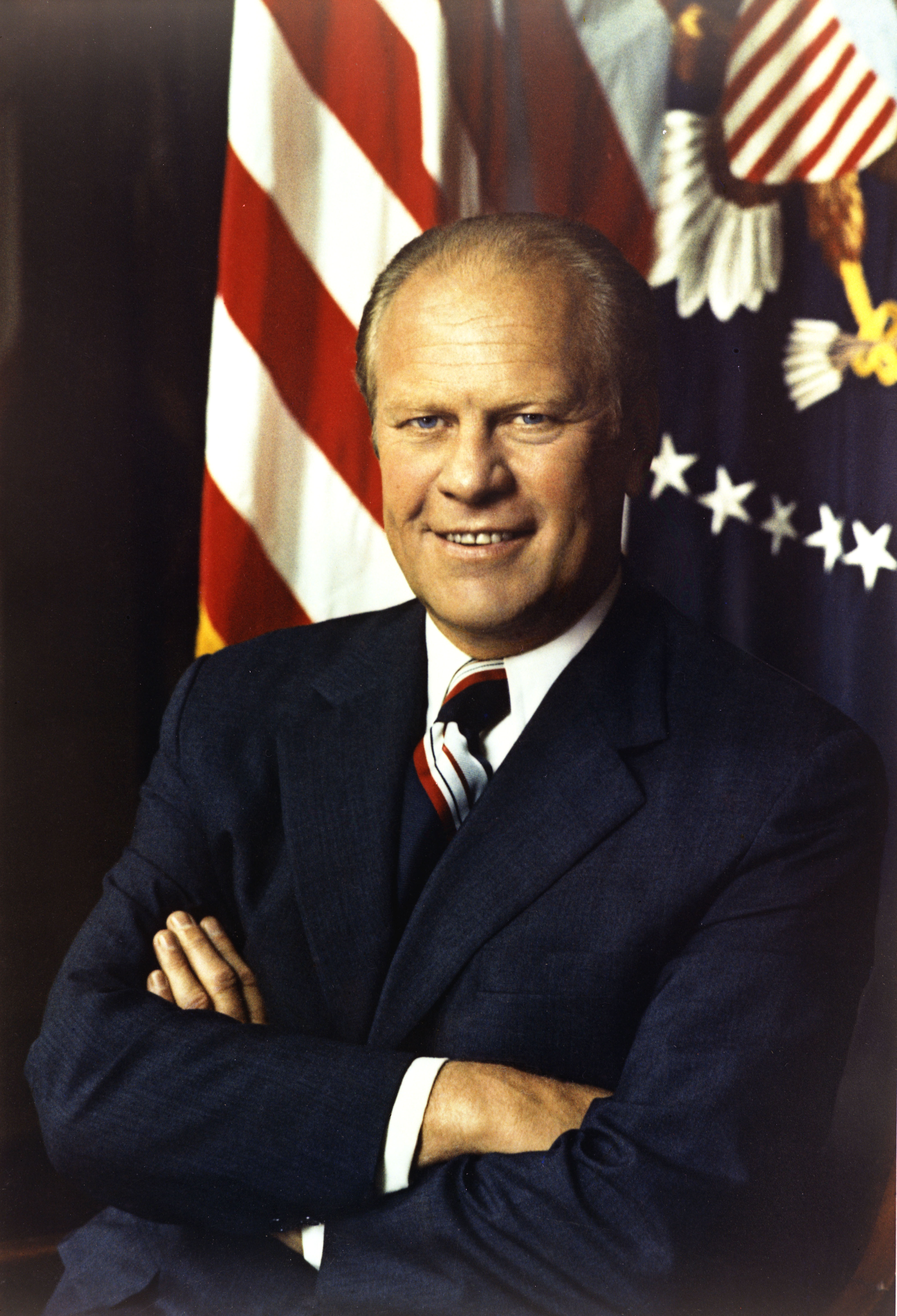
Gerald Ford, 1974

- 14. Juli: Gerald Ford, US-amerikanischer Politiker, 38. Präsident der Vereinigten Staaten († 2006)
- 14. Juli: Mary Henle, US-amerikanische Psychologin († 2007)
- 15. Juli: Cowboy Copas, US-amerikanischer Country-Musiker († 1963)
- 16. Juli: Peter van Eyck, deutscher Schauspieler († 1969)
- 16. Juli: Woodrow Stanley Lloyd, kanadischer Politiker († 1972)
- 16. Juli: Friedrich von Stülpnagel, deutscher Leichtathlet († 1996)
- 17. Juli: Herman Felhoelter, US-amerikanischer Franziskanerpater und „Kriegsheld“ († 1950)
- 17. Juli: Wilhelm Nils Fresenius, deutscher Chemiker († 2004)
- 17. Juli: Roger Garaudy, französischer Schriftsteller und Philosoph († 2012)
- 18. Juli: Eric Pohlmann, österreichisch-britischer Schauspieler und Synchronsprecher († 1979)
- 18. Juli: Red Skelton, US-amerikanischer Schauspieler und Komiker († 1997)
- 19. Juli: Laure Gatet, französische Résistancekämpferin († 1943)
- 19. Juli: Ernst Scholz, Minister für Bauwesen der DDR († 1986)
- 20. Juli: Schalom Ben-Chorin, Journalist, Religionswissenschaftler († 1999)
- 20. Juli: Weniamin Iossifowitsch Fleischmann, sowjetischer Komponist († 1941)
- 20. Juli: Guillermo Leaden, argentinischer Bischof († 2014)
- 22. Juli: Klaus Schmid-Burgk, deutscher Politiker und MdB († 1984)
- 23. Juli: Coral Browne, australisch-US-amerikanische Theater- und Filmschauspielerin († 1991)
- 23. Juli: Ernest van der Eyken, belgischer Komponist und Dirigent († 2010)
- 23. Juli: Michael Foot, britischer Politiker, Vorsitzender der Labour Party (1980–1983) († 2010)
- 24. Juli: Hermann Scheipers, römisch-katholischer Priester und KZ-Überlebender († 2016)
- 25. Juli: John Cairncross, britischer Spion († 1995)
- 27. Juli: Lucy Ackerknecht, deutsche Psychotherapeutin und Autorin († 1997)
- 27. Juli: José Maria Antunes Juniór, portugiesischer Fußballspieler und -trainer († 1991)
- 27. Juli: Hermann Gablenz, deutscher Motorradrennfahrer († 2000)
- 29. Juli: Hermann Barche, deutscher Politiker und MdB († 2001)
- 29. Juli: Gale Page, US-amerikanische Schauspielerin († 1983)
- 29. Juli: Erich Priebke, SS-Offizier im Zweiten Weltkrieg und verurteilter Kriegsverbrecher († 2013)
- 31. Juli: Alphonso Ainsworth, englischer Fußballspieler († 1975)
- 31. Juli: Heinrich Treichl, österreichischer Bankier († 2014)

### August
- 01. August: Heinz Ellenberg, deutscher Biologe, Botaniker, Landschaftsökologie († 1997)
- 01. August: Johann Fellinger, österreichischer Gewerkschafter und Politiker († 1988)
- 01. August: Hajo Herrmann, deutscher Militär und Rechtsanwalt († 2010)
- 01. August: Furusawa Taiho, japanischer Haiku-Dichter († 2000)
- 01. August: Rudolf Wöhrl, deutscher Unternehmer († 2010)
- 04. August: Noboru Nakamura, japanischer Regisseur und Drehbuchautor († 1981)
- 04. August: Adrian Quist, australischer Tennisspieler († 1991)
- 05. August: Manfred Bues, deutscher Leichtathlet († 2012)
- 08. August: Boris Afanassjew, russischer Eishockeytorwart und -trainer sowie Fußballspieler († 1983)
- 09. August: Johann Ferbach, Mitverurteilter im Prozess gegen Vera Brühne († 1970)
- 09. August: Herman Talmadge, US-amerikanischer Politiker († 2002)
- 10. August: Wolfgang Paul, deutscher Physiker und Nobelpreisträger († 1993)
- 12. August: Raphael Armattoe, ghanaischer Arzt, Autor und Poet († 1953)
- 12. August: Ajahn Maha Bua Nanasampanno, thailändischer Mönch und Abt des Klosters Wat Pa Ban Tat († 2011)
- 12. August: Narciso Jubany, Erzbischof von Barcelona und Kardinal († 1996)
- 12. August: Alexander Kotow, russischer Schachspieler und -autor († 1981)
- 13. August: Hulda Autenrieth-Gander, schweizerische Frauenrechtspionierin († 2006)
- 13. August: Fred Davis, englischer Snookerspieler († 1998)
- 13. August: Makarios III., zypriotischer Geistlicher und Politiker († 1977)
- 15. August: Heinz Trökes, deutscher Maler und Grafiker († 1997)

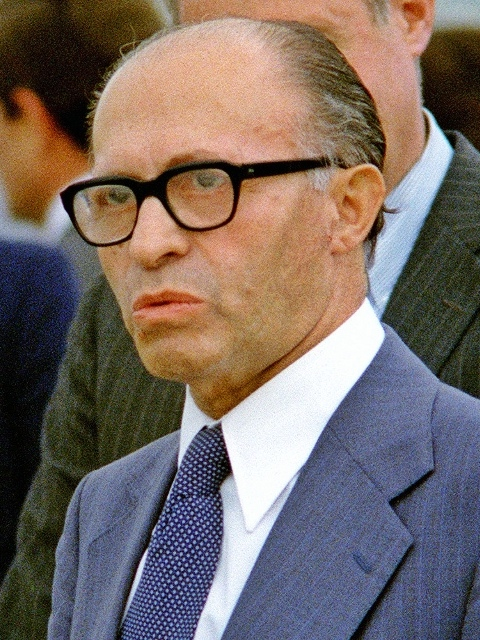
Menachem Begin, 1978

- 16. August: Menachem Begin, israelischer Politiker († 1992)
- 17. August: Mark Felt, Agent des FBI, Informant in der Watergate-Affäre († 2008)
- 17. August: Oscar Gálvez, argentinischer Automobilrennfahrer († 1989)
- 17. August: Siegfried Zoglmann, deutscher Politiker († 2007)
- 18. August: Gaetano Kanizsa, italienischer Psychologe († 1993)
- 19. August: John Argyris, Professor und Institutsgründer († 2004)
- 19. August: Philipp von Bismarck, deutscher Politiker und MdB († 2006)
- 19. August: Armido Gasparini, katholischer Ordensmann, Priester und Missionsbischof († 2004)
- 20. August: Karl Heinz Robrahn, deutscher katholischer Lyriker († 1987)
- 20. August: Roger Sperry, US-amerikanischer Neurobiologe († 1994)
- 21. August: Fred Agabashian, US-amerikanischer Automobilrennfahrer († 1989)
- 21. August: Ralph E. Haines, US-amerikanischer Offizier, General der US Army († 2011)
- 21. August: Wiktor Rosow, russischer Dramatiker († 2004)
- 21. August: Karl Storch, deutscher Leichtathlet († 1992)
- 22. August: Bruno Pontecorvo, italienisch-russischer Physiker († 1993)
- 22. August: Robert Schollum, österreichischer Komponist und Dirigent († 1987)
- 23. August: Bob Crosby, US-amerikanischer Sänger und Big-Band-Leiter († 1993)
- 25. August: Alexej von Assaulenko, russisch-ukrainischer Maler († 1989)
- 25. August: Gerhard Jacobi, deutscher Brigadegeneral († 1980)
- 25. August: Walt Kelly, US-amerikanischer Trickfilm- und Comiczeichner († 1973)
- 26. August: Julius Döpfner, deutscher Kardinal († 1976)
- 26. August: Boris Pahor, slowenischer Schriftsteller († 2022)
- 27. August: Herbert Fechner, deutscher Politiker († 1998)
- 28. August: Yoshio Atoji, japanischer Soziologe († 1997)
- 28. August: Olga Costa, mexikanische Malerin († 1993)
- 28. August: Otto Greis, deutscher Maler der informellen Kunst († 2001)
- 29. August: Jan Ekier, polnischer Pianist, Komponist und Musikpädagoge († 2014)
- 29. August: Georges Houot, französischer Marineoffizier und Meeresforscher († 1977)
- 30. August: Richard Stone, britischer Ökonom, Nobelpreisträger († 1991)
- 31. August: Zbigniew Bieńkowski, polnischer Literaturkritiker, Essayist und Übersetzer († 1994)
- 31. August: Jacques Foccart, französischer Politiker († 1997)
- 31. August: Helen Levitt, US-amerikanische Fotografin und Filmemacherin († 2009)
- 31. August: Bernard Lovell, britischer Astronom und Wegbereiter der Radioastronomie († 2012)
- 31. August: Rudolf Margolius, tschechoslowakischer Außenhandelsminister († 1952)

### September
- 01. September: Ludwig Merwart, österreichischer Maler und Grafiker († 1979)
- 02. September: Adolf-Henning Frucht, deutscher Arzt und Physiologe († 1993)
- 02. September: Agnes-Marie Grisebach, deutsche Schriftstellerin († 2011)

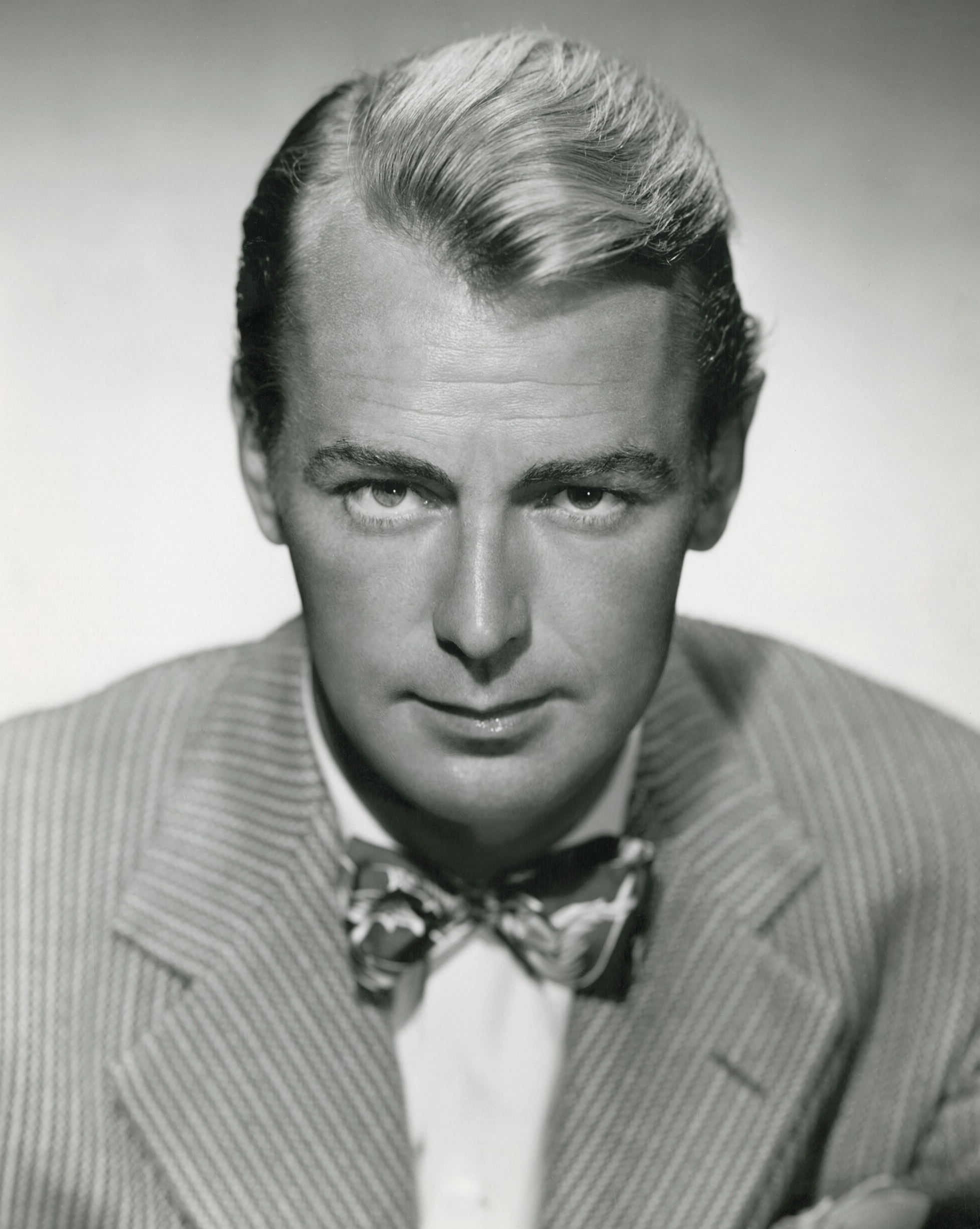
Alan Ladd, 1944

- 03. September: Alan Ladd, US-amerikanischer Filmschauspieler († 1964)
- 04. September: Stanford Moore, US-amerikanischer Biochemiker und Nobelpreisträger († 1982)
- 04. September: Joseph Anthony De Palma, Bischof von De Aar († 2005)
- 04. September: Kenzō Tange, japanischer Architekt († 2005)
- 04. September: Olga Wiedecke, deutsche Malerin († 1994)
- 06. September: Leônidas da Silva, brasilianischer Fußballspieler († 2004)
- 08. September: Zvi Asaria, jugoslawisch-israelischer Rabbiner und Autor († 2002)
- 09. September: Josef Marx, US-amerikanischer Oboist und Musikwissenschaftler († 1978)
- 12. September: Ettore Cella, Schweizer Schauspieler und Regisseur († 2004)
- 12. September: Jesse Owens, US-amerikanischer Leichtathlet († 1980)
- 13. September: John Gordon Bennett, US-amerikanischer Automobilrennfahrer († 1988)
- 13. September: Friedrich Schiedel, deutscher Unternehmer und Mäzen († 2001)
- 14. September: Jacobo Arbenz Guzmán, guatemaltekischer Präsident († 1971)
- 14. September: Severino Varela, uruguayischer Fußballspieler († 1995)
- 15. September: Henry Brant, US-amerikanischer Komponist († 2008)
- 15. September: Hans Filbinger, NS-Marinerichter, deutscher Politiker († 2007)
- 15. September: John N. Mitchell, US-Justizminister († 1988)
- 15. September: Paul-Heinz Schubert, deutscher Kaufmann und Politiker († 1991)
- 17. September: Ludwig Acker, deutscher Chemiker und Lebensmittelchemiker († 1998)
- 17. September: Heinz Kapelle, Führer des KJVD (Kommunistischer Jugendverband Deutschlands) († 1941)
- 17. September: Robert Lembke, deutscher Journalist und Fernsehmoderator († 1989)
- 17. September: Mira Lobe, österreichische Kinderbuchautorin († 1995)
- 18. September: Dietrich Bahner senior, deutscher Unternehmer und Politiker († 1987)
- 18. September: Karl Reinthaler, deutscher Bürgermeister und Landtagsabgeordneter († 2000)
- 18. September: Edward Sagarin, US-amerikanischer Soziologe († 1986)
- 19. September: Anton Donhauser, deutscher Politiker († 1987)
- 19. September: Frances Farmer, US-amerikanische Schauspielerin († 1970)
- 19. September: Manfred Kersch, deutscher Leichtathlet und Olympiateilnehmer († 1994)
- 21. September: Georges Aeby, Schweizer Fußballspieler († 1999)
- 23. September: Aleksi Matschawariani, georgischer Komponist († 1995)
- 23. September: Carl-Henning Pedersen, dänischer Maler († 2007)
- 25. September: Martin Aku, togoisch-französischer Arzt, Autor und Politiker († 1970)
- 25. September: Hermann Krings, deutscher Philosoph († 2004)
- 25. September: Maria Tănase, rumänische Sängerin und Chansonnière († 1963)

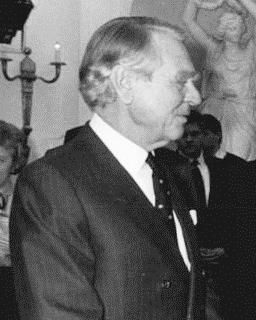
Berthold Beitz, 1986

- 26. September: Berthold Beitz, deutscher Unternehmer († 2013)
- 26. September: Frank Brimsek, US-amerikanischer Eishockeyspieler († 1998)
- 26. September: Ernst Schnabel, deutscher Schriftsteller († 1986)
- 27. September: Albert Ellis, US-amerikanischer Psychologe und Psychotherapeut († 2007)
- 27. September: Kurt Honolka, deutscher Musikschriftsteller, Musikwissenschaftler, Journalist, Musik- und Theaterkritiker († 1988)
- 27. September: Bobb Schaeffer, US-amerikanischer Wirbeltierpaläontologe († 2004)
- 28. September: Alice Marble, US-amerikanische Tennisspielerin († 1990)
- 28. September: Edith Pargeter, englische Krimi-Schriftstellerin († 1995)
- 28. September: Helmut Hermann Wittler, Bischof von Osnabrück († 1987)
- 29. September: Ramón de Garciasol, spanischer Schriftsteller († 1994)
- 29. September: Trevor Howard, englischer Theater- und Filmschauspieler († 1988)
- 29. September: Silvio Piola, italienischer Fußballspieler († 1996)
- 29. September: Stanley Kramer, US-amerikanischer Regisseur und Filmproduzent († 2001)
- 30. September: Samuel Eilenberg, polnischer Mathematiker († 1998)

### Oktober
- 02. Oktober: Annette Rogers, US-amerikanische Leichtathletin († 2006)
- 03. Oktober: Anastasio Alberto Ballestrero, Erzbischof von Turin und Kardinal († 1998)
- 05. Oktober: Russ Letlow, US-amerikanischer American-Football-Spieler († 1987)
- 06. Oktober: Meret Oppenheim, Schweizer surrealistische Künstlerin und Lyrikerin († 1985)
- 08. Oktober: Franz Stadler, deutscher Verbandsfunktionär († 2000)
- 09. Oktober: Liselotte Malkowsky, deutsche Schlagersängerin († 1965)
- 09. Oktober: Karl Waldemar Schütz, deutscher Verleger und Herausgeber († 1999)
- 10. Oktober: Claude Simon, französischer Schriftsteller († 2005)
- 11. Oktober: Jack Nethercutt, US-amerikanischer Unternehmer und Automobilrennfahrer († 2004)
- 12. Oktober: Josefine Hawelka, Gründerin und Betreiberin des Café Hawelka († 2005)
- 15. Oktober: Wolfgang Lüth, U-Boot-Kommandant im Zweiten Weltkrieg († 1945)
- 16. Oktober: Cesar Bresgen, österreichischer Komponist († 1988)
- 17. Oktober: Edi Bär, Schweizer Kapellmeister und Komponist († 2008)
- 18. Oktober: Wilhelm Schröder, Minister für Land- und Forstwirtschaft der DDR († 1967)
- 19. Oktober: Haxhi Lleshi, albanischer Militär und Politiker († 1998)
- 19. Oktober: Vinícius de Moraes, brasilianischer Dichter und Liedtexter († 1980)
- 20. Oktober: Grandpa Jones, US-amerikanischer Country-Musiker († 1998)
- 20. Oktober: Johann Kurz, Priester, Rektor des Knabenseminars Hollabrunn († 1985)
- 20. Oktober: Jean Thépenier, französischer Unternehmer und Automobilrennfahrer († 1978)
- 21. Oktober: Barrington Moore, Jr., US-amerikanischer Soziologe und Historiker († 2005)
- 22. Oktober: Robert Capa, US-amerikanischer Fotograf ungarischer Herkunft († 1954)
- 22. Oktober: Bảo Đại, letzter Kaiser von Vietnam († 1997)
- 22. Oktober: Hans-Peter Tschudi, Schweizer Politiker († 2002)
- 25. Oktober: Klaus Barbie, Nationalsozialist, „Schlächter von Lyon“ († 1991)
- 25. Oktober: Ruth Dirx, deutsche Autorin († 1994)
- 26. Oktober: Hans Jönsson, deutscher Film-, Fernseh- und Hörspielkomponist († 1993)
- 26. Oktober: Margret Knoop-Schellbach, deutsche Malerin († 2004)
- 26. Oktober: Oda Sakunosuke, japanischer Schriftsteller († 1947)
- 26. Oktober: Netty Simons, US-amerikanische Komponistin († 1994)
- 27. Oktober: Rolf Jährling, deutscher Galerist und Architekt († 1991)
- 27. Oktober: Luigi Piotti, italienischer Automobilrennfahrer († 1971)
- 27. Oktober: Otto Wichterle, tschechischer Chemiker († 1998)

### November

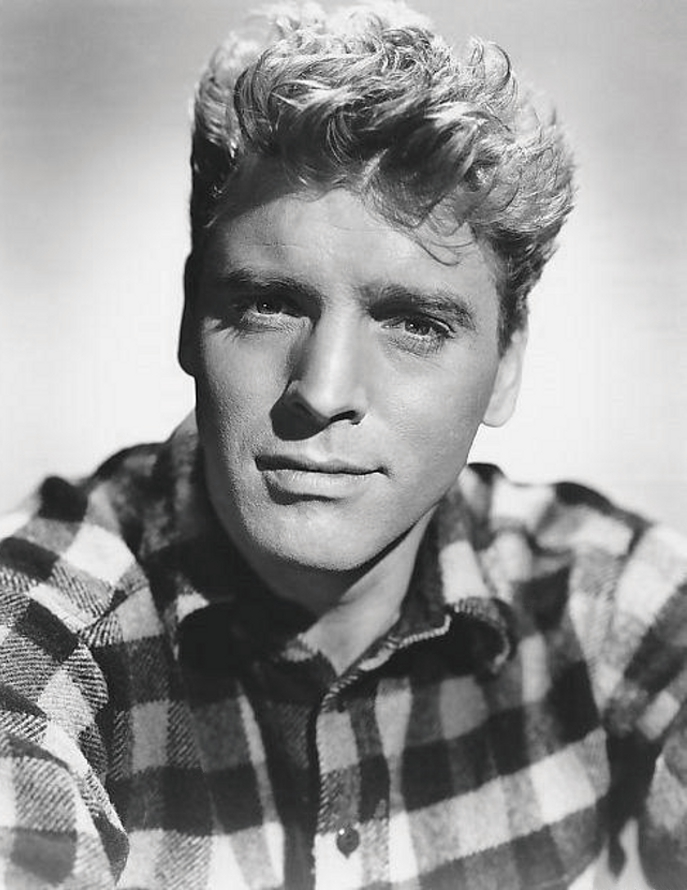
Burt Lancaster, 1947

- 02. November: Carmen Amaya, spanische Flamenco-Tänzerin, -Sängerin und Schauspielerin († 1963)
- 02. November: Erik Asmussen, dänischer Architekt († 1998)
- 02. November: Alexander Borell, Autor zahlreicher Unterhaltungs- und Fortsetzungsromane († 1998)
- 02. November: Burt Lancaster, US-amerikanischer Schauspieler († 1994)
- 03. November: Albert Cossery, ägyptischer frankophoner Schriftsteller († 2008)

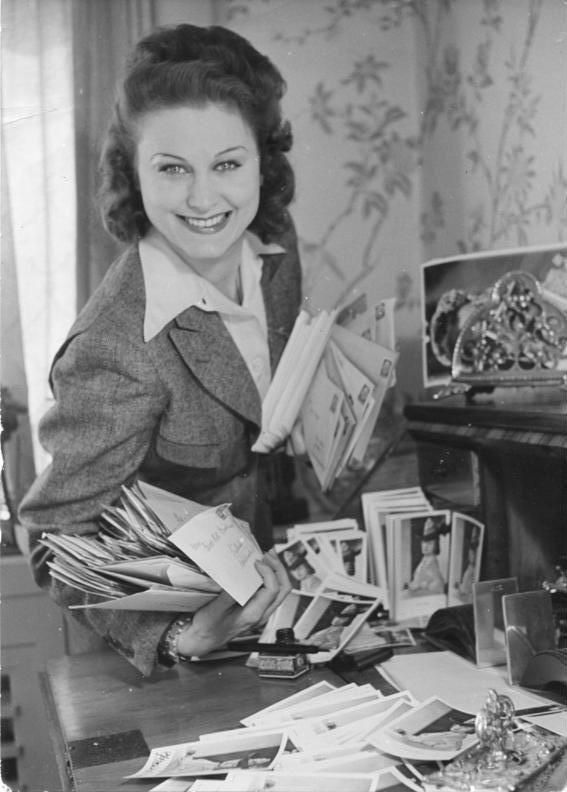
Marika Rökk, 1940

- 03. November: Marika Rökk, deutsch-österreichische Schauspielerin († 2004)
- 04. November: Gig Young, US-amerikanischer Filmschauspieler († 1978)
- 05. November: Gisela Andersch, deutsche Malerin, Graphikerin und Collagekünstlerin († 1987)
- 05. November: Guy Jonson, englischer Pianist und Musikpädagoge († 2009)
- 05. November: Vivien Leigh, britische Film- und Theaterschauspielerin († 1967)
- 06. November: Gisela Kühler-Balcke, deutsche Bildhauerin († 1983)

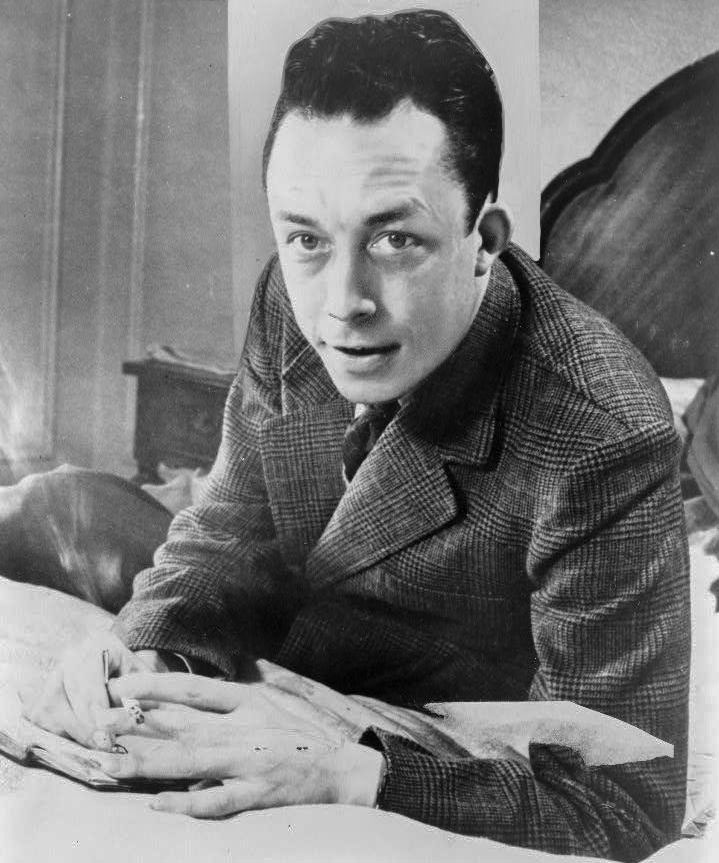
Albert Camus, 1957

- 07. November: Albert Camus, französischer Schriftsteller und Mitglied der französischen Résistance († 1960)
- 08. November: Lou Ambers, US-amerikanischer Boxer († 1995)
- 08. November: Ludwig Elsbett, Erfinder des Elsbett-Motors († 2003)
- 08. November: Rudolf Harbig, deutscher Leichtathlet († 1944)
- 09. November: Sepp Kerschbaumer, Südtiroler Aktivist und Leiter des Befreiungsausschusses Südtirol († 1964)
- 09. November: Günter von Roden, Historiker und Archivar und Stadtarchivdirektor in Duisburg († 1999)
- 09. November: Hartwig Schlegelberger, deutscher Politiker († 1997)
- 10. November: Álvaro Cunhal, portugiesischer Politiker († 2005)
- 10. November: Heinz Mellmann, deutscher Graphiker und Märchenillustrator († 1945)
- 11. November: Käthe Braun, deutsche Schauspielerin († 1994)
- 13. November: Bernhard Carl Hermann Aubin, deutscher Rechtswissenschaftler († 2005)
- 13. November: Jack Dyer, australischer Fußballspieler († 2003)
- 13. November: Lon Nol, Präsident von Kambodscha († 1985)
- 14. November: Jelisaweta Iwanowna Bykowa, sowjetische Schachspielerin († 1989)
- 14. November: George Smathers, US-amerikanischer Senator († 2007)
- 15. November: Guy Green, britischer Kameramann, Regisseur und Drehbuchautor († 2005)
- 15. November: Charles F. Haas, US-amerikanischer Regisseur († 2011)
- 15. November: Arthur Haulot, belgischer Journalist, Humanist und Dichter († 2005)
- 15. November: Gus Johnson, US-amerikanischer Schlagzeuger († 2000)
- 16. November: Ellen Albertini Dow, US-amerikanische Schauspielerin († 2015)
- 17. November: Hellmut Kalbitzer, deutscher Politiker († 2006)
- 17. November: Christiane Desroches-Noblecourt, französische Ägyptologin († 2011)
- 17. November: Erika Dunkelmann, deutsche Schauspielerin († 2000)
- 20. November: Charles Bettelheim, französischer Ökonom († 2006)
- 20. November: Libertas Schulze-Boysen, Mitglied der Widerstandsgruppe „Rote Kapelle“ († 1942)
- 21. November: Volker von Collande, deutscher Schauspieler, Drehbuchautor und Regisseur († 1990)
- 21. November: Max Sefrin, deutscher Politiker (DDR) († 2000)

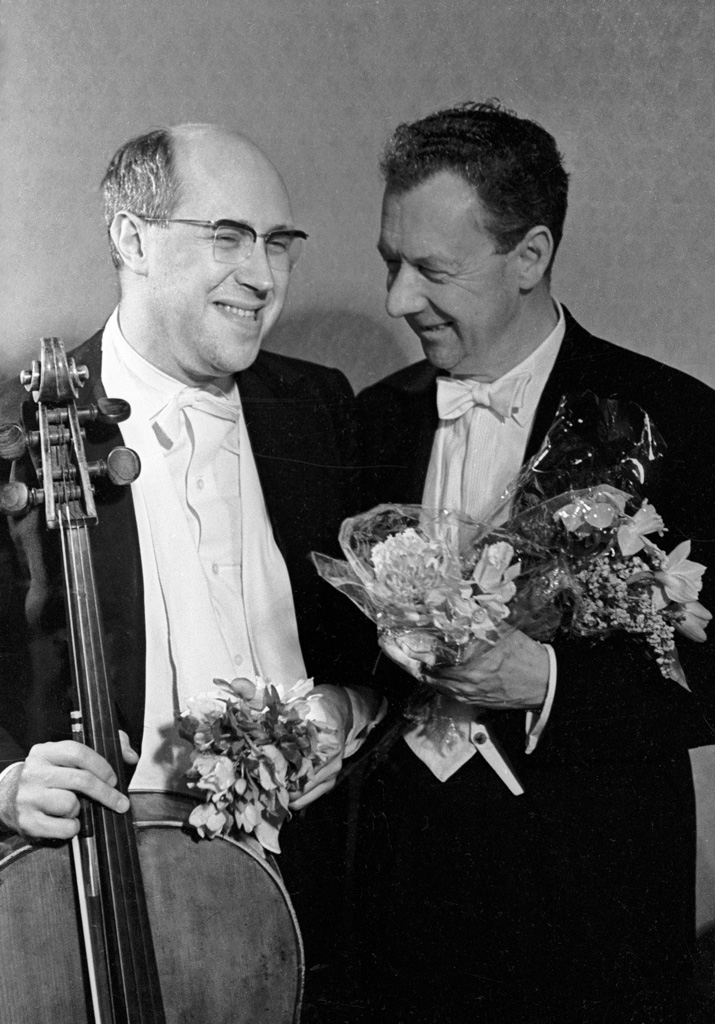
Mstislav Rostropovich und Benjamin Britten (rechts), 1964

- 22. November: Benjamin Britten, englischer Komponist († 1976)
- 22. November: Henry Cooper, australischer Boxer († 1998)
- 22. November: Cecilia Martínez, venezolanische Schauspielerin, Rundfunksprecherin und Fernsehmoderatorin († 2015)
- 23. November: Christian Kautz, Schweizer Automobilrennfahrer († 1948)
- 24. November: Abd ul-Ilah, irakischer Prinz († 1958)
- 24. November: Geraldine Fitzgerald, irisch-US-amerikanische Schauspielerin († 2005)
- 24. November: Muriel Gantry, Romanautorin († 2000)
- 24. November: Gisela Mauermayer, deutsche Leichtathletin († 1995)
- 25. November: Jola Jobst, deutsche Schauspielerin († 1952)
- 25. November: Petro Marko, albanischer Schriftsteller († 1991)
- 26. November: Gordon A. Craig, US-amerikanischer Historiker und Schriftsteller († 2005)
- 27. November: Lewis Coser, US-amerikanischer Soziologe († 2003)
- 29. November: John E. Struggles, US-amerikanischer Personalberater († 2005)
- 30. November: Kenan Olcay, türkischer Ringer

### Dezember
- 01. Dezember: Mary Dinsmore Salter Ainsworth, US-amerikanische Entwicklungspsychologin († 1999)
- 01. Dezember: Mary Martin, US-amerikanische Schauspielerin († 1990)
- 01. Dezember: Hans Glinz, Schweizer Sprachwissenschaftler und Germanist († 2008)
- 01. Dezember: Ludwig Waldleitner, deutscher Filmproduzent († 1998)
- 02. Dezember: Erwin Förschler, deutscher Fußballspieler († 1984)
- 02. Dezember: Eugen Frey, deutscher Fußballspieler († 1998)
- 02. Dezember: Léo Rivest, kanadischer Schauspieler († 1990)
- 03. Dezember: Gerry Healy, irischer trotzkistischer Politiker († 1989)
- 04. Dezember: Robert Adler, US-amerikanischer Physiker, Elektroniktechniker und Erfinder († 2007)
- 04. Dezember: Johann Cilenšek, deutscher Komponist und Vizepräsident der Akademie der Künste der DDR († 1998)
- 04. Dezember: Adolf Emile Cohen, niederländischer Historiker († 2004)
- 04. Dezember: John Kitzmiller, US-amerikanischer Schauspieler († 1965)
- 04. Dezember: Mark Robson, kanadischer Filmregisseur und -produzent († 1978)
- 06. Dezember: Nikolai Michailowitsch Amossow, russisch-ukrainischer Herzchirurg, Konstrukteur und Buchautor († 2002)
- 06. Dezember: Max G. Bollag, Schweizer Galerist († 2005)
- 06. Dezember: Eleanor Holm, US-amerikanische Schwimmerin († 2004)
- 07. Dezember: John Davis, US-amerikanischer Blues-Pianist und Sänger († 1985)
- 09. Dezember: Friedrich Dickel, Minister des Inneren der DDR († 1993)
- 09. Dezember: Fritz Graßhoff, deutscher Maler, Zeichner, Schriftsteller und Schlagertexter († 1997)
- 10. Dezember: Morton Gould, US-amerikanischer Komponist, Dirigent und Pianist († 1996)
- 10. Dezember: Pannonica de Koenigswarter, Jazzmäzenin († 1988)
- 10. Dezember: Ray Nance, US-amerikanischer Jazz-Trompeter und Violinist († 1976)
- 11. Dezember: Jean Marais, französischer Schauspieler († 1998)
- 11. Dezember: Eduard Wallnöfer, österreichischer Politiker und Landeshauptmann von Tirol († 1989)
- 13. Dezember: Gerda Christian, Privatsekretärin von Adolf Hitler († 1997)
- 14. Dezember: Hans Asmus, deutscher General († 1991)
- 14. Dezember: Werner Stein, deutscher Politiker († 1993)
- 15. Dezember: Walt Ader, US-amerikanischer Automobilrennfahrer († 1982)
- 16. Dezember: Paul Herrmann, deutscher Politiker († 2015)
- 16. Dezember: Iwan David Herstatt, deutscher Bankier († 1995)
- 16. Dezember: Buddy Parker, US-amerikanischer American-Football-Spieler und Trainer († 1982)
- 17. Dezember: Emilio Villoresi, italienischer Automobilrennfahrer († 1939)
- 18. Dezember: Alfred Bester, US-amerikanischer Science-Fiction-Autor († 1987)

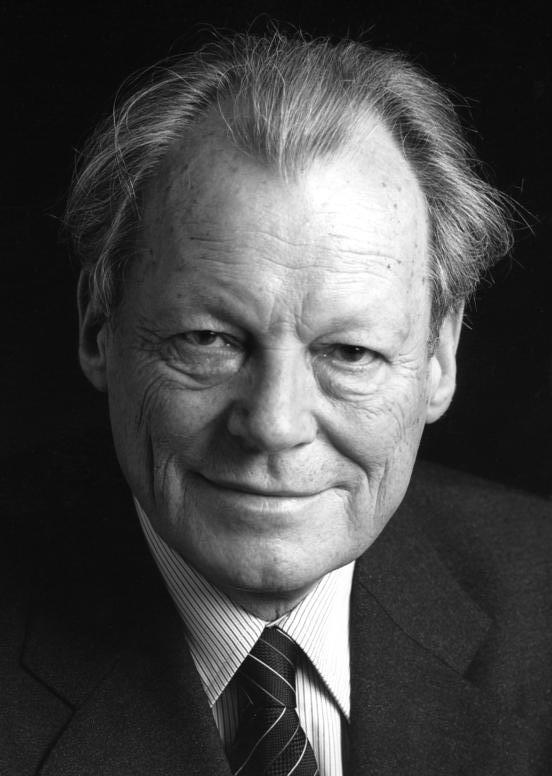
Willy Brandt, 1980

- 18. Dezember: Willy Brandt, deutscher Politiker, Bundeskanzler 1969–1974 († 1992)
- 18. Dezember: Ray Meyer, US-amerikanischer Basketballtrainer († 2006)
- 19. Dezember: Inoue Kiyoshi, japanischer Historiker, Sozialwissenschaftler und Hochschullehrer († 2001)
- 19. Dezember: Juan Landázuri Ricketts, Erzbischof von Lima und Kardinal († 1997)
- 19. Dezember: Annemarie Sörensen, deutsche Schauspielerin († 1993)
- 20. Dezember: Giorgio Ansoldi, italienischer Filmschaffender († 1999)
- 20. Dezember: Carl Atwood Elliott, US-amerikanischer Politiker († 1999)
- 21. Dezember: Rudolf Aschenauer, deutscher Jurist († 1983)
- 21. Dezember: Heinz Conrads, österreichischer Schauspieler und Wienerlied-Interpret († 1986)
- 21. Dezember: Andor Foldes, US-amerikanischer Pianist ungarischer Herkunft († 1992)
- 22. Dezember: Rudolf Krämer-Badoni, deutscher Schriftsteller († 1989)
- 23. Dezember: Anton Leader, US-amerikanischer Filmregisseur und Filmproduzent († 1988)
- 24. Dezember: Gerhard Wessel, Präsident des Bundesnachrichtendienstes († 2002)
- 25. Dezember: Tony Martin, US-amerikanischer Schauspieler und Sänger († 2012)
- 25. Dezember: Henri Nannen, deutscher Verleger und Publizist († 1996)
- 25. Dezember: Joseph Elias Tawil, syrischer Erzbischof von Newton (USA) († 1999)
- 28. Dezember: John William Brown, US-amerikanischer Politiker († 1993)
- 28. Dezember: Lou Jacobi, kanadischer Film- und Theaterschauspieler († 2009)
- 28. Dezember: Paolo Silveri, italienischer Sänger (Bariton) und Musikpädagoge († 2001)
- 29. Dezember: Logan R. Frazee, US-amerikanischer Specialeffectskünstler († 1996)
- 29. Dezember: Pierre Werner, luxemburgischer Politiker († 2002)
- 30. Dezember: Lucio Agostini, kanadischer Komponist, Arrangeur und Dirigent († 1995)
- 30. Dezember: Véra Clouzot, französisch-brasilianische Schauspielerin († 1960)
- 30. Dezember: Svend S. Schultz, dänischer Komponist und Dirigent († 1998)
- 31. Dezember: John N. Irwin, US-amerikanischer Politiker († 2000)
- 31. Dezember: Peruchín, kubanischer Pianist, Komponist und Arrangeur († 1977)
- 31. Dezember: René Schneider, chilenischer General († 1970)

### Genaues Geburtsdatum unbekannt
- Alois Ammerschläger, deutscher Unternehmer und Mäzen († 1995)
- Raúl Aparicio, kubanischer Journalist und Schriftsteller († 1970)
- Maurice Ascalon, israelischer Bildhauer und Künstler († 2003)
- Fahri Atabey, türkischer Mediziner und Politiker († 1994)
- Gertraud Evers-Boelter, deutsche Grafikerin († 2006)
- Hyman Goodman, kanadischer Geiger und Musikpädagoge († 1994)
- Bennett Makalo Khaketla, lesothischer Politiker, Schriftsteller, Linguist, Journalist und Lehrer († 2000)
- Renato Magi, italienischer Motorradrennfahrer († 1951)
- Sayed Qassem Rishtya, afghanischer Schriftsteller, Politiker und Diplomat († 1998)

## Gestorben

### Erstes Quartal
- 02. Januar: Julius Euting, deutscher Orientalist und Bibliothekar (* 1839)
- 02. Januar: Léon-Philippe Teisserenc de Bort, französischer Meteorologe und Entdecker der Stratosphäre (* 1855)

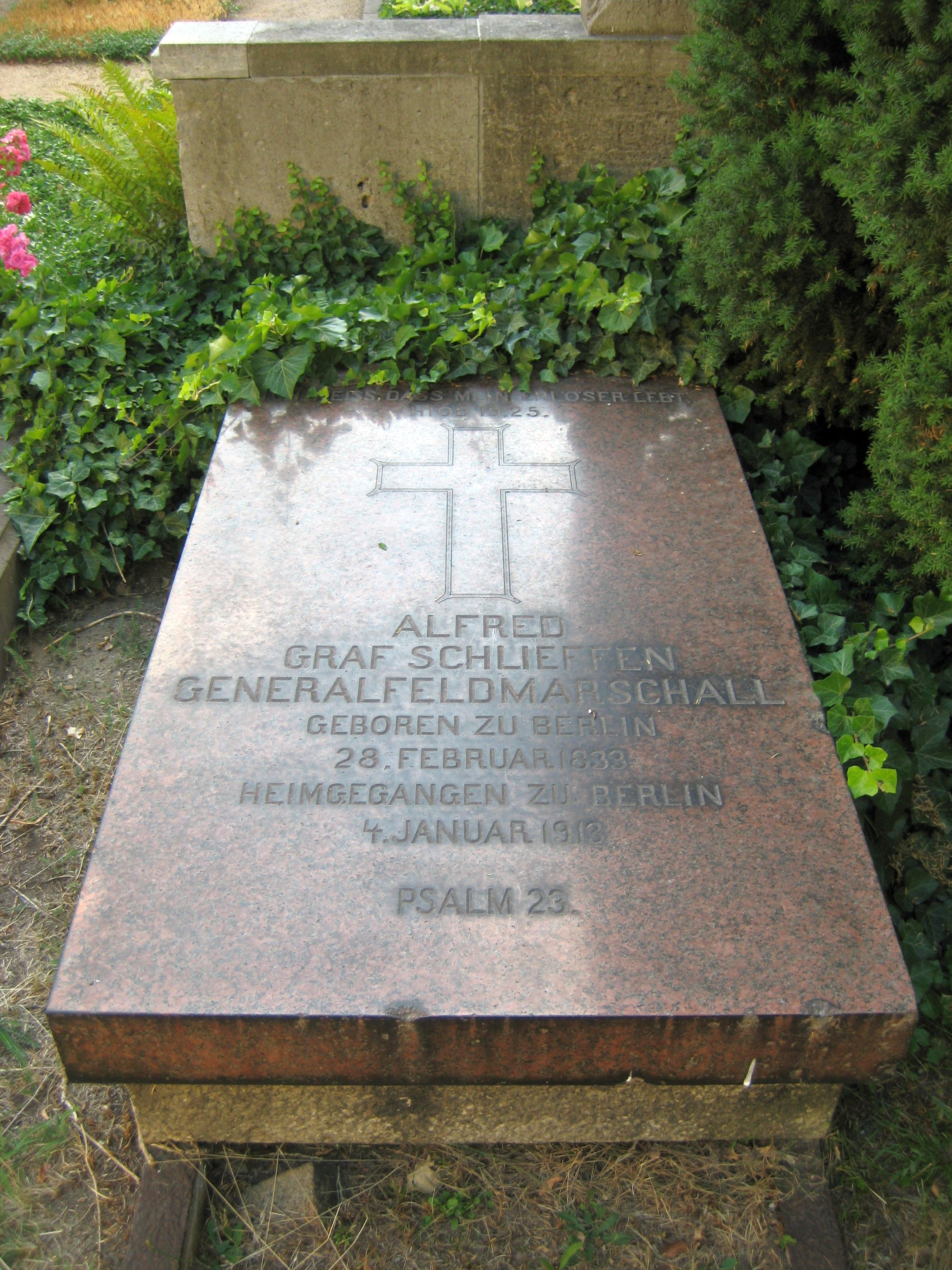
Alfred von Schlieffens Grabstätte auf dem Invalidenfriedhof, Berlin

- 04. Januar: Alfred von Schlieffen, preußischer Generalfeldmarschall (* 1833)
- 04. Januar: Fredrik Hjalmar Johansen, norwegischer Polarforscher (* 1867)
- 05. Januar: Louis Paul Cailletet, französischer Physiker (* 1832)
- 06. Januar: Ernesto Elorduy, mexikanischer Komponist und Pianist (* 1855)
- 15. Januar: François Auguste Logerot, französischer Militär und Politiker (* 1825)
- 16. Januar: Gottfried Friedrich Aly, deutscher Altphilologe und Schulpolitiker (* 1852)
- 16. Januar: Edwin Le Roy Antony, US-amerikanischer Politiker (* 1852)
- 20. Januar: Karl Wittgenstein, österreichisch-ungarischer Unternehmer (* 1847)
- 26. Januar: Adolf Boettge, deutscher Militärmusiker (* 1848)
- 31. Januar: Emma Hodler, Schweizer Lehrerin, Schriftstellerin und Bühnenautorin (* 1840)
- 31. Januar: Simon Kooper, Kaptein der Simon-Kooper-Nama (* unbekannt)
- 01. Februar: Karl Atz, italienischer Kunsthistoriker und Priester (* 1832)
- 04. Februar: Franz Xaver Nagl, österreichischer Priester und Theologe (* 1855)
- 05. Februar: Lucius Frederick Hubbard, US-amerikanischer Politiker (* 1836)
- 13. Februar: Johann Josef Ammann, österreichischer Ethnograph und Pädagoge (* 1852)
- 13. Februar: Louis Aronstein, deutscher Physiker und Chemiker (* 1841)
- 17. Februar: Joaquin Miller, US-amerikanischer Schriftsteller (* 1839)
- 20. Februar: Robert von Lieben, österreichischer Physiker (* 1878)
- 22. Februar: Ferdinand de Saussure, Schweizer Sprachwissenschaftler (* 1857)
- 22. Februar: Francisco Madero, mexikanischer Revolutionär und Präsident von Mexiko (* 1873)

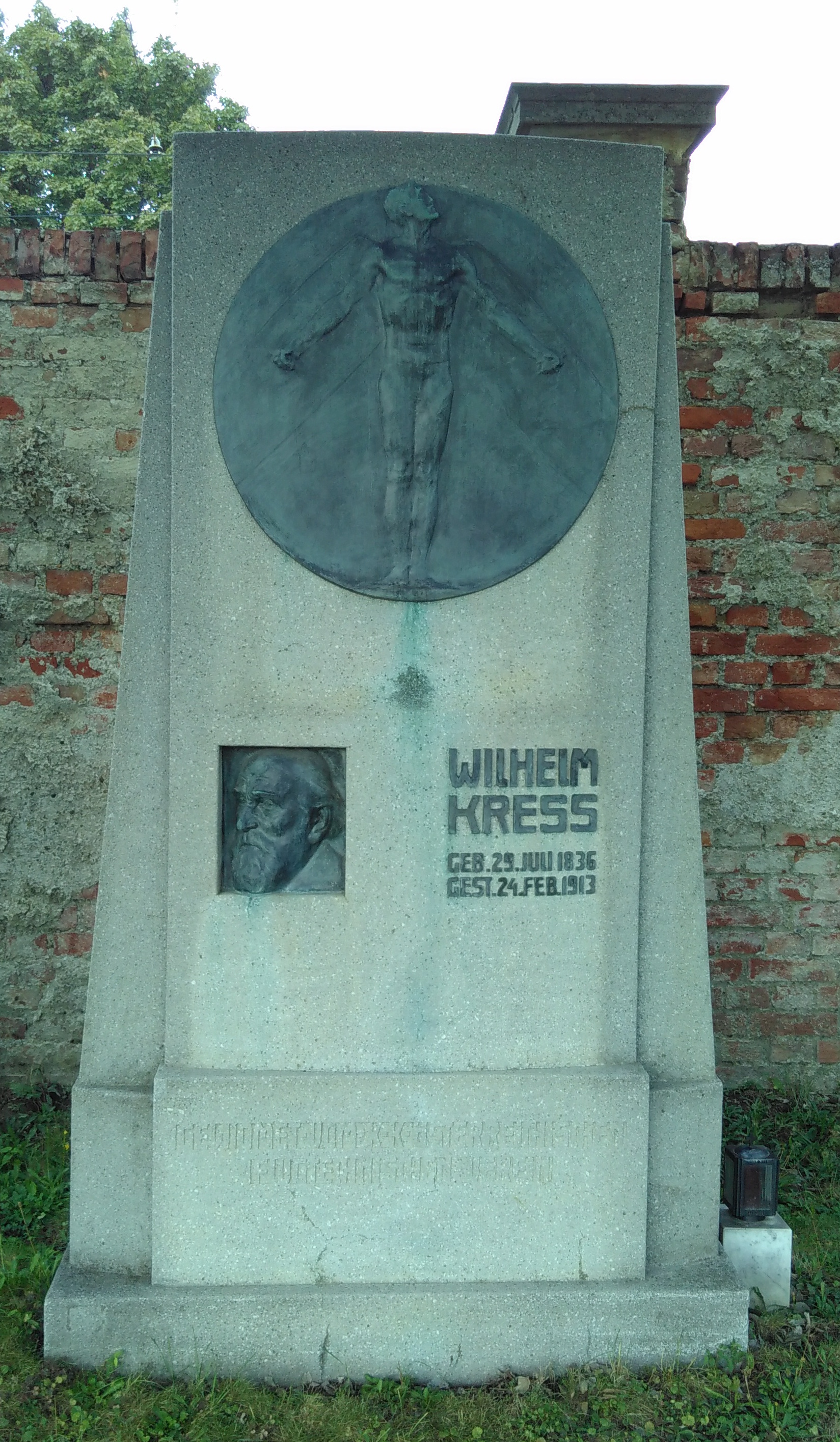
Ehrengrab für Wilhelm Kress auf dem Wiener Zentralfriedhof

- 24. Februar: Wilhelm Kress, österreichischer Flugpionier und Konstrukteur (* 1836)
- 26. Februar: Felix Draeseke, deutscher Komponist (* 1835)
- 27. Februar: Oscar Oldberg, US-amerikanischer Pharmakologe (* 1846)
- 06. März: Paul Friedrich August Ascherson, deutscher Botaniker, Historiker, Ethnograph und Sprachforscher (* 1834)
- 07. März: Carl Diercke, deutscher Kartograf (* 1842)
- 07. März: E. Pauline Johnson, kanadische Lyrikerin und Schriftstellerin (* 1861)
- 10. März: Harriet Tubman, US-amerikanische Widerstandskämpferin (* 1826)
- 11. März: Carl Jatho, deutscher evangelischer Pfarrer (* 1851)
- 12. März: Félix-Jules-Xavier Jourdan de la Passardière CO, französischer Ordensgeistlicher und römisch-katholischer Weihbischof (* 1841)
- 13. März: Ernst Ravenstein, deutscher Kartograph (* 1834)
- 13. März: Thomas Peter Krag, norwegischer Schriftsteller (* 1868)
- 16. März: Tatyos Efendi, türkischer Komponist (* 1855)

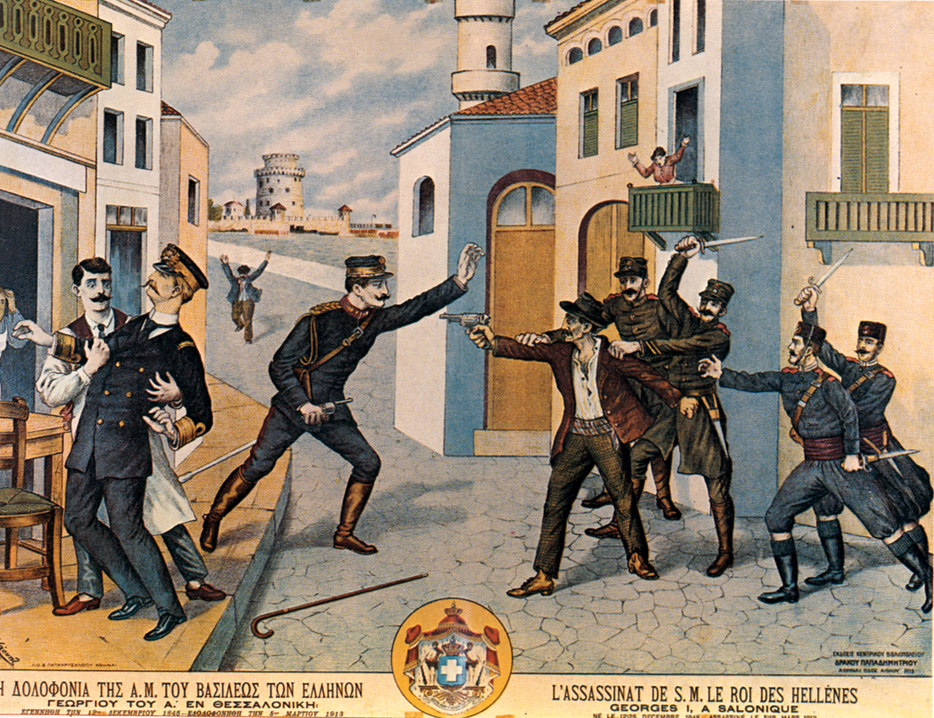
Die Ermordung Georgs I., griechische Lithographie

- 18. März: Georg I., König von Griechenland (* 1845)
- 18. März: Louis Joseph Nicolas André, französischer General und Kriegsminister (* 1838)
- 19. März: John Thomas, walisischer Harfenist und Komponist (* 1826)
- 21. März: Manuel Bonilla, General und Präsident von Honduras (* 1849)
- 25. März: József Hampel, ungarischer Archäologe und Museumskurator (* 1849)
- 25. März: William Northen, US-amerikanischer Politiker (* 1835)
- 29. März: Heinrich XIV., Fürst Reuß jüngerer Linie, deutscher Reichsfürst (* 1832)
- 30. März: Hans Arnold, deutscher Bildhauer (* 1860)

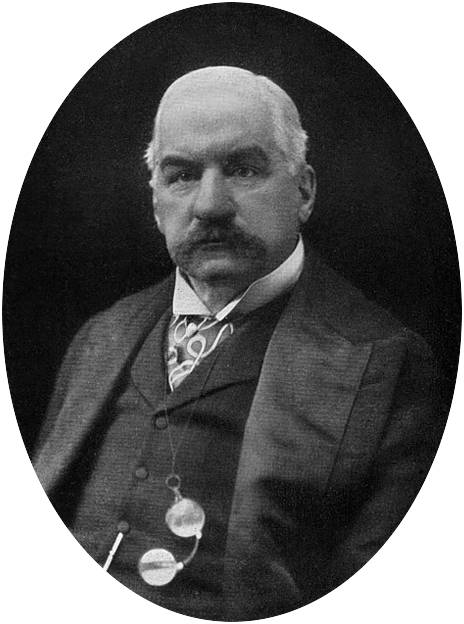
John Pierpont Morgan

- 31. März: John Pierpont Morgan, US-amerikanischer Unternehmer und Bankier (* 1837)

### Zweites Quartal
- 01. April: Otto March, deutscher Architekt (* 1845)
- 06. April: Adolf Slaby, Ordinarius für Elektrotechnik an der TH Berlin (* 1849)
- 08. April: Ernst Walter Ruhmer, deutscher Physiker (* 1878)

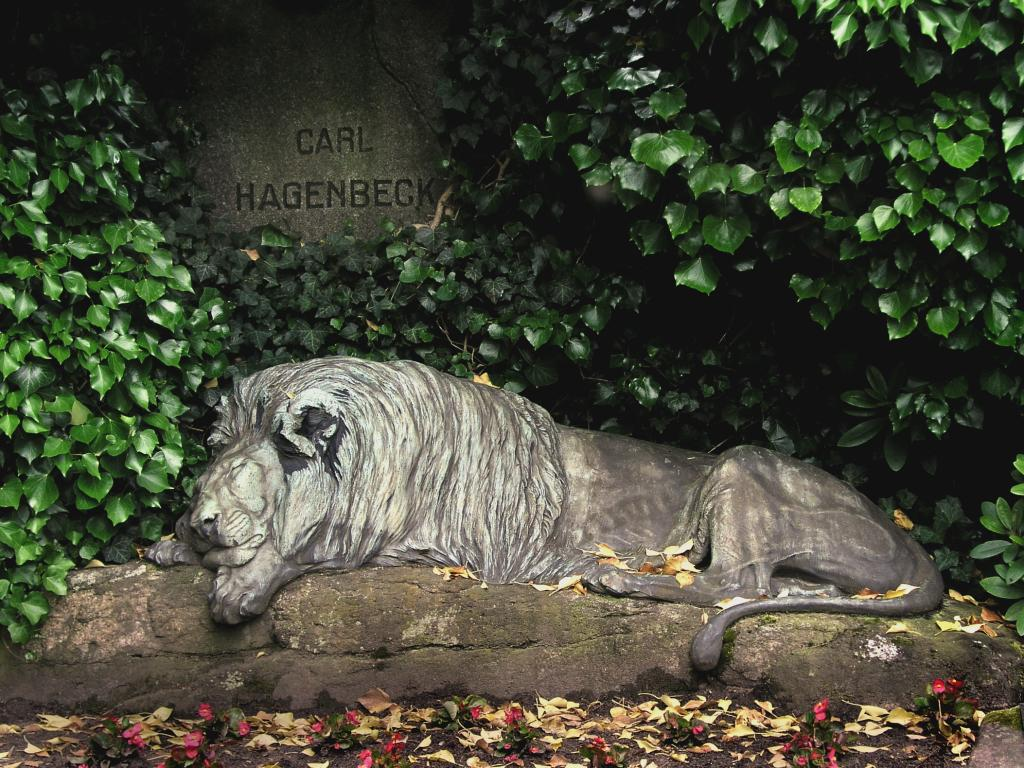
Carl Hagenbecks Grab

- 14. April: Carl Hagenbeck, deutscher Tierhändler und Zoodirektor (* 1844)
- 18. April: Lester Frank Ward, US-amerikanischer Soziologe (* 1841)
- 19. April: Hugo Winckler, deutscher Archäologe und Sprachwissenschaftler (* 1863)
- 24. April: Wsewolod Michailowitsch Abramowitsch, russischer Flugpionier und Fluglehrer (* 1890)
- 25. April: Giovanni Battista Piamarta, Seliger, italienischer Priester und Ordensgründer (* 1841)
- 27. April: Adolf Römer, deutscher Altphilologe (* 1843)
- 27. April: Gabriel von Seidl, deutscher Architekt und Vertreter des Historismus (* 1848)
- 28. April: Franz Boluminski, deutscher Kolonialbeamter (* 1863)
- 29. April: Andreas Flocken, deutscher Unternehmer und Erfinder (* 1845)
- 29. April: Victor Haderup, dänischer Zahnarzt (* 1845)
- 29. April: Erich Schmidt, deutscher Literaturhistoriker (* 1853)

- 01. Mai: John Barclay Armstrong, US-amerikanischer Polizist und Second Lieutenant (* 1850)
- 03. Mai: Jean Antoine Tancrède Auguste, haitianischer General, Politiker und Präsident (* 1856)
- 08. Mai: Frank O. Briggs, US-amerikanischer Politiker (* 1851)
- 09. Mai: Evald Rygh, norwegischer Finanzminister (* 1842)
- 10. Mai: Fredrik Ludvig Andreas Vibe Aubert, norwegischer Kunsthistoriker und Kunstkritiker (* 1851)
- 12. Mai: Friedrich Huch, deutscher Dichter und Schriftsteller (* 1873)
- 15. Mai: Adolf Wahrmund, deutscher Orientalist und Schriftsteller (* 1827)
- 16. Mai: John Atherton, britischer Entdeckungsreisender (* 1837)
- 16. Mai: Louis Perrier, Schweizer Politiker (* 1849)
- 22. Mai: Karl von Arnim-Züsedom, deutscher Politiker (* 1846)
- 22. Mai: Emil Pott, deutscher Tierzuchtwissenschaftler (* 1851)
- 24. Mai: Otto Dumke, deutscher Fußballspieler (* 1887)
- 25. Mai: Alfred Redl, Oberst der österreichisch-ungarischen Armee und russischer Spion (* 1864)
- 29. Mai: Eduard Pechuel-Loesche, deutscher Geograph und Afrikaforscher (* 1840)
- 30. Mai: Samuel Adrianus Naber, niederländischer Altphilologe (* 1828)

- 04. Juni: Léon Deubel, französischer Lyriker (* 1879)

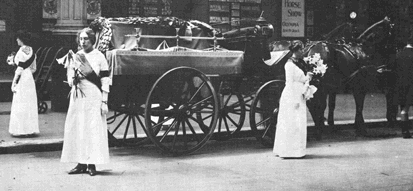
Emily Wilding Davisons Begräbnis

- 08. Juni: Emily Davison, britische Frauenrechtlerin (* 1872)
- 11. Juni: Humfrey Anger, kanadischer Organist, Komponist, Dirigent und Musikpädagoge (* 1862)
- 11. Juni: Mahmud Şevket Pascha, Großwesir des Osmanischen Reiches (* 1856)
- 12. Juni: Marshall Arnold, US-amerikanischer Politiker (* 1845)
- 13. Juni: Henri Rochefort, französischer Journalist und Schriftsteller (* 1830)
- 19. Juni: Thomas Manson Norwood, US-amerikanischer Politiker (* 1830)
- 20. Juni: Sydenham Elnathan Ancona, US-amerikanischer Politiker (* 1824)
- 20. Juni: Kurt Johannes, deutscher Offizier (* 1864)
- 22. Juni: Anton Hauser, römisch-katholischer Priester und Person der Arbeiterbewegung (* 1840)
- 23. Juni: Nicolás de Piérola, Präsident von Peru (* 1839)
- 26. Juni: Jaques Cart, Schweizer evangelischer Geistlicher und Heimatforscher (* 1828)
- 26. Juni: Jonathan Hutchinson, englischer Chirurg und Pathologe (* 1828)
- 28. Juni: John L. Barstow, US-amerikanischer Politiker (* 1832)
- 28. Juni: Caroline Shawk Brooks, US-amerikanische Bildhauerin (* 1840)

### Drittes Quartal
- 03. Juli: Adolph Amberg, deutscher Bildhauer (* 1874)
- 06. Juli: James Cassius Williamson, australischer Schauspieler und Impresario (* 1845)
- 08. Juli: Louis Hémon, französischer Schriftsteller (* 1880)
- 12. Juli: Hermann Meyer, deutscher Spirituosen-Fabrikant (* 1846)
- 15. Juli: Marie d’Abbadie d’Arrast, französische Philanthropin (* 1837)
- 15. Juli: Johann Jakob Hauser, Schweizer Landwirt, Journalist und Agrarpolitiker (* 1854)
- 17. Juli: Armes Beaumont, australischer Sänger (* 1842)
- 21. Juli: Hermann Credner, deutscher Geowissenschaftler (* 1841)
- 22. Juli: Johann Jakob Bernoulli, Schweizer Archäologe (* 1831)
- 28. Juli: Carl Friedrich Wilhelm Augst, deutscher Politiker (* 1853)
- 29. Juli: Tobias Asser, niederländischer Jurist und Politiker (* 1838)
- 30. Juli: Ricardo Bahre, deutscher Architekt (* 1848)
- 30. Juli: August Sternickel, deutscher Mörder und Brandstifter (hingerichtet) (* 1866)
- 01. August: Lessja Ukrajinka, ukrainische Dichterin, Dramaturgin und Übersetzerin (* 1871)
- 03. August: Josephine Cochrane, US-amerikanische Erfinderin der Geschirrspülmaschine (* 1839)
- 03. August: Friedrich Wilhelm Putzger, deutscher Pädagoge und Schulbuchautor (* 1849)
- 07. August: Josef Ohrwalder, österreichischer Missionar und Autor (* 1856)
- 07. August: David Popper, tschechischer Violoncellist und Komponist (* 1843)
- 08. August: Joseph F. Johnston, US-amerikanischer Politiker (* 1843)
- 08. August: Hermann Harry Schmitz, Verfasser grotesker Erzählungen und Einakter sowie Essayist (* 1880)
- 11. August: Brasílio Itiberê da Cunha, brasilianischer Komponist und Diplomat (* 1846)
- 11. August: Henri Roehrich, Schweizer evangelischer Geistlicher und Hochschullehrer (* 1837)
- 13. August: Georg Arnould, deutscher Marine- und Armeemaler (* 1843)

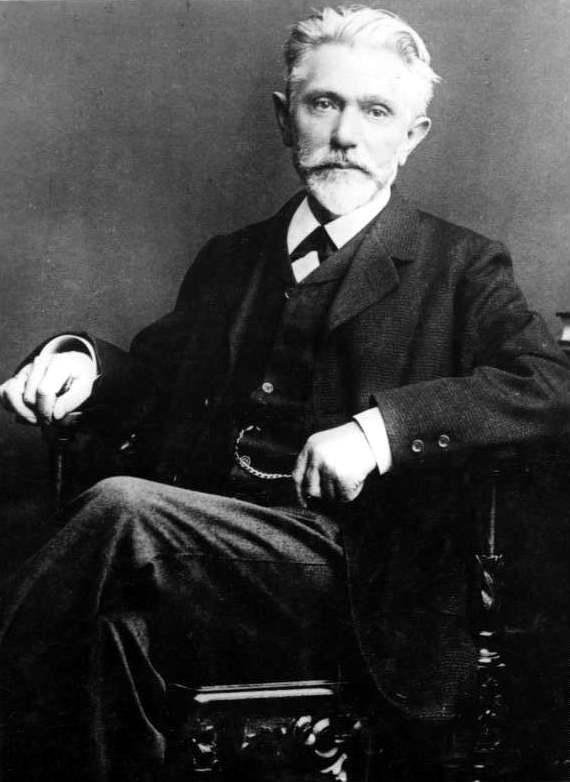
August Bebel (1898)

- 13. August: August Bebel, deutscher Sozialdemokrat (* 1840)
- 20. August: Émile Ollivier, französischer Politiker (* 1825)
- 29. August: Hermann Aron, deutscher Forscher auf dem Gebiet der Elektrotechnik (* 1845)
- 31. August: Erwin Bälz, Leibarzt der Kaiserlichen Familie in Japan (* 1849)
- 03. September: John Martin, US-amerikanischer Politiker (* 1833)
- 05. September: Willi Fick, deutscher Fußballspieler (* 1891)
- 18. September: Richard Loening, deutscher Rechtswissenschaftler (* 1848)
- 23. September: Julius Anton Adam, deutscher Genre- und Tiermaler sowie Lithograf (* 1852)
- 25. September: Herbert William Garratt, englischer Lokomotivkonstrukteur (* 1864)
- 27. September: Wilhelm Holtz, deutscher Physiker und Erfinder (* 1836)

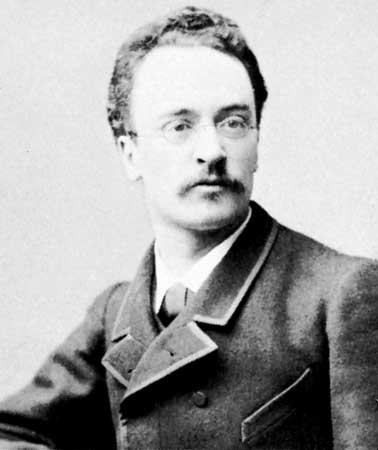
Rudolf Diesel (1883)

- 29. September: Rudolf Diesel, deutscher Ingenieur, Erfinder des Dieselmotors (* 1858)

### Viertes Quartal
- 05. Oktober: Heinrich Ludwig Oskar Ackermann, deutscher Theologe (* 1863)
- 06. Oktober: Viktor Kaifer, deutscher Beamter und Politiker (* 1831)
- 06. Oktober: Hermann Riedel, deutscher Komponist und Dirigent (* 1847)
- 10. Oktober: Gregorio María Aguirre y García, Erzbischof von Toledo und Kardinal (* 1835)
- 14. Oktober: Norbert Hanrieder, österreichischer Mundartdichter und Priester (* 1842)
- 14. Oktober: Ferdinand Rüegg, Bischof von St. Gallen (* 1847)
- 15. Oktober: Faisal ibn Turki, Sultan von Maskat und Oman (* 1865)
- 16. Oktober: Ralph Rose, US-amerikanischer Leichtathlet (* 1884)
- 18. Oktober: Dinuzulu, König der Zulu (* 1868)
- 07. November: Johann Jakob Stutz, Schweizer Jurist und Politiker (* 1842)
- 07. November: Alfred Russel Wallace, britischer Zoologe und Naturforscher (* 1823)
- 14. November: Kıbrıslı Kâmil Pascha, Großwesir des Osmanischen Reiches (* 1833)
- 18. November: Johannes Christoph Achelis, deutscher Kaufmann und Unternehmer (* 1836)
- 18. November: Israel Landauer, deutscher Bankier, Fabrikant und Wohltäter (* 1843)
- 18. November: John Foster McCreight, kanadischer Politiker (* 1827)
- 21. November: Francesco Acri, italienischer Philosoph und Philosophiehistoriker (* 1834)
- 22. November: Edouard Lockroy, französischer Politiker (* 1838)
- 22. November: Tokugawa Yoshinobu, letzter japanischer Shogun (* 1837)
- 26. November: Rufus W. Cobb, US-amerikanischer Politiker (* 1829)
- 29. November: Herbert W. Ladd, US-amerikanischer Politiker (* 1843)
- 30. November: Kaspar Eisenkolb, rumäniendeutscher Komponist (* 1826)
- 03. Dezember: Friedrich Keller, deutscher Vizekonsul in der Templerkolonie in Haifa (* 1838)
- 07. Dezember: Heinrich Ernst Göring, deutscher Jurist und Diplomat (* 1838)
- 08. Dezember: Camille Jenatzy, belgischer Automobilrennfahrer und Konstrukteur (* 1868)
- 09. Dezember: Franz Kullak, deutscher Pianist und Komponist (* 1844)
- 12. Dezember: Menelik II., äthiopischer Kaiser (* 1844)
- 15. Dezember: Karl Wilhelm Diefenbach, Maler und Sozialreformer (* 1851)
- 15. Dezember: Moltke Moe, norwegischer Volkskundler (* 1859)
- 16. Dezember: Léon Bollée, französischer Automobilhersteller, Konstrukteur und Erfinder (* 1870)
- 16. Dezember: Mariano Rampolla del Tindaro, Kardinalstaatssekretär während des Pontifikats Leo XIII. (* 1843)
- 26. Dezember: Hans von Specht, deutsch-US-amerikanischer Offizier und Farmer, Fuhrmann und Postmeister (* 1825)
- 27. Dezember: Antonia Maria von Portugal, Infantin von Portugal und Prinzessin von Braganza, Sachsen-Coburg und Gotha (* 1845)
- 29. Dezember: Anderson Abbott, kanadischer Arzt (* 1837)
- 31. Dezember: Seth Carlo Chandler, US-amerikanischer Astronom (* 1846)

### Genaues Todesdatum unbekannt
- Max Arendt, deutscher Politiker (* 1843)
- Frank Lynes, US-amerikanischer Komponist, Organist und Musikpädagoge (* 1858)